# Sächsische Armee

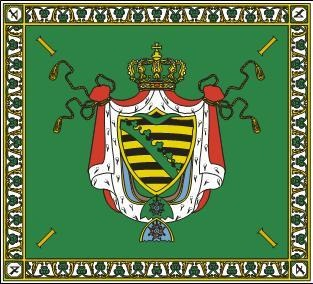
Fahne des 1. Bataillons des 4. Infanterieregiments Nr. 103

Die Sächsische Armee war die Armee des Kurfürstentums und späteren Königreichs Sachsen und existierte als Stehendes Heer seit 1682. Im Kurfürstentum Sachsen trug die Armee die Bezeichnung Kurfürstlich Sächsische Armee. Durch die Rangerhebung Sachsens zum Königreich durch Napoleon im Jahre 1807 änderte sich die Bezeichnung der Armee in Königlich Sächsische Armee.
Die Armee bildete das sächsische Kontingent in den Kontingentheeren des Deutschen Bundes und des Norddeutschen Bundes und blieb gemäß dem Artikel 63 Absatz 1 der Reichsverfassung vom 16. April 1871 auch im Deutschen Kaiserreich noch rechtlich eigenständig. Infolge der deutschen Niederlage im Ersten Weltkrieg und dem Ende der Monarchie in Sachsen verlor das Land seine eingeschränkte Militärautonomie und die Sächsische Armee ging 1919 im Reichsheer der Weimarer Republik auf.

## Geschichte

### Vasallenheere und Söldnerheere
Die ersten Herzöge und Kurfürsten Sachsens hatten nur eine persönliche Leibwache. Im Falle eines Feldzugs wurde zusätzlich noch eine kleine Ritterschar zum Schutz des Herrschers aufgestellt. Ein wirkliches Kriegsheer wurde nur dann aufgestellt, wenn ein Einfall in das eigene Herrschaftsgebiet drohte, zur Unterstützung eines anderen Herrschers in einem Feldzug oder bei Fehden. Die Ritter zu Ross wurden vom Herzog mit Waffen, Ausrüstung und Unterhalt versorgt. Die Bürger und Bauern des Landes dienten ihren Lehnsherren als Fußvolk. Wenn wieder Frieden im Fürstentum einkehrte, wurde das Heer wieder aufgelöst.
Trotz der mangelhaften Ausbildung errangen diese Vasallenheere Siege für ihre Fürsten. Markgraf von Meißen Friedrich III. der Strenge kämpfte erfolgreich gegen den Grafen Heinrich VIII. von Henneberg-Schleusingen. Dessen Tochter Katharina von Henneberg heiratete der Markgraf nach Beendigung der Feindseligkeiten, um das Haus Henneberg näher an sich zu binden. Friedrich I. der Streitbare errang mit seinen Heeren Siege über die Schwaben und Rheinländer sowie über die Armee des Philipp von Nassau. Außerdem gelang ihm im Krieg gegen die Hussiten ein wichtiger Sieg in der Schlacht bei Brüx 1421. Im Jahre 1426 verlor das sächsische Heer in der Schlacht bei Aussig gegen die Hussiten. In dieser Schlacht fielen 500 ritterliche Gefolgsleute und zwölf Grafen. Über die Verluste des Fußvolkes gibt es keine Angaben. Sein Sohn Friedrich II. der Sanftmütige kämpfte gegen den Grafen von Orlamünde und von Schwarzburg sowie über die Herren von Treffart und weitere Gegner.

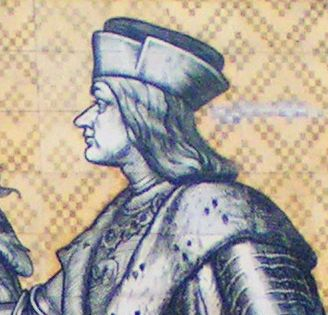
Albrecht der Beherzte (Dresden, Fürstenzug)

Als erster Herzog von Sachsen nutzte Albrecht der Beherzte die Söldnerheere. Albrecht dachte wirtschaftlich, denn seine Lehnsherren und deren Untergebenen nützten ihm mehr, wenn sie ihren angestammten Aufgaben im Heimatland nachgingen und das Herzogtum weiterhin auf gleichem Niveau bewirtschaftet wurde. Wie die Vasallenheere wurden die Söldnerheere nach Beendigung des Feldzuges aus dem Dienst verabschiedet, und nur die Leibwache und einige wenige Fußsoldaten, welche die Städte und Schlösser bewachten, blieben im Dienst des Herzogs. Bis zum Herzog und späteren Kurfürsten Moritz wurden die Söldnerheere regelmäßig angeworben. Der Herzog Moritz war der Erste, welcher den Wert eines ständigen Heeres zum Schutz des Landes erkannte. Während seiner Regentschaft wurden Teile des Söldnerheeres zu Besatzungstruppen der größeren Städte, wie Dresden, Leipzig und Pirna, welche Moritz befestigen ließ, verwandt. Außerdem wurden Söldner auch als ständige Besatzungstruppen von Festungen und herrschaftlichen Schlössern verwandt.
Ebenfalls begann der Herzog mit der Einführung einer Militärverordnung für alle unter seinem Banner kämpfenden Truppen. In dieser waren die ersten Reglements und Regeln für den Umgang mit den Waffen und der Ausrüstung festgelegt. Die Einführung der Feuerwaffen hatte auch zur Folge, dass die Heeresabteilungen von nun an in Regimenter und Kompanien unterteilt wurden. Als Vorlage dienten hier die Legionen und Zenturien der römischen Armee der Antike. Ebenfalls wurde das Fußvolk jetzt in Fähnlein und die Reiterei in Geschwader unterteilt. Diese Untergliederung ermöglichte eine bessere Kommandierung der Truppenteile auf dem Schlachtfeld. Durch diese Änderungen war es in der Mitte des 16. Jahrhunderts möglich, große Heere von bis zu 100.000 Mann effektiv zu kommandieren und in einem Krieg zu verwenden.
Ein großer Nachteil der Söldnerheere war die Entwöhnung des Adels von der Landesverteidigung. Dieser sah es nicht mehr als notwendig an, einen Besitz mit der eigenen Person zu verteidigen. Er vertraute auf seinen Landesfürsten. Außerdem waren die Söldnerheere teilweise schwer zu kontrollieren. Die Kommandeure waren für den Unterhalt der Söldner selbst zuständig. Dies hatte mehrfach zur Folge, dass, wenn ein Landesherr keinen Sold auszahlte, die Söldner in dem Land, welches sie eigentlich zu beschützen hatten, plünderten. Nachdem die Söldnerheere im 16. Jahrhundert eine gängige Praxis wurden, wurde der Unterhalt dieser Truppen immer teurer. Es entstand ein regelrechter Söldnerhandel. Die Heere kämpften für die Seite, welche besser bezahlte. Einem Landesherrn, der in einer ernsthaften finanziellen Notlage war, konnte es passieren, dass Teile seiner Söldnerheere aus dem Heeresverband ausschieden und zum Gegner übergingen, weil dieser die Söldner besser bezahlte. Dies war einer der Gründe, warum zu Beginn des 17. Jahrhunderts in mehreren Staaten Mitteldeutschlands die Wehrpflicht des Volkes wieder eingeführt wurde.

### Defensionswerk, Glaubens- und Kabinettskriege (1612–1682)

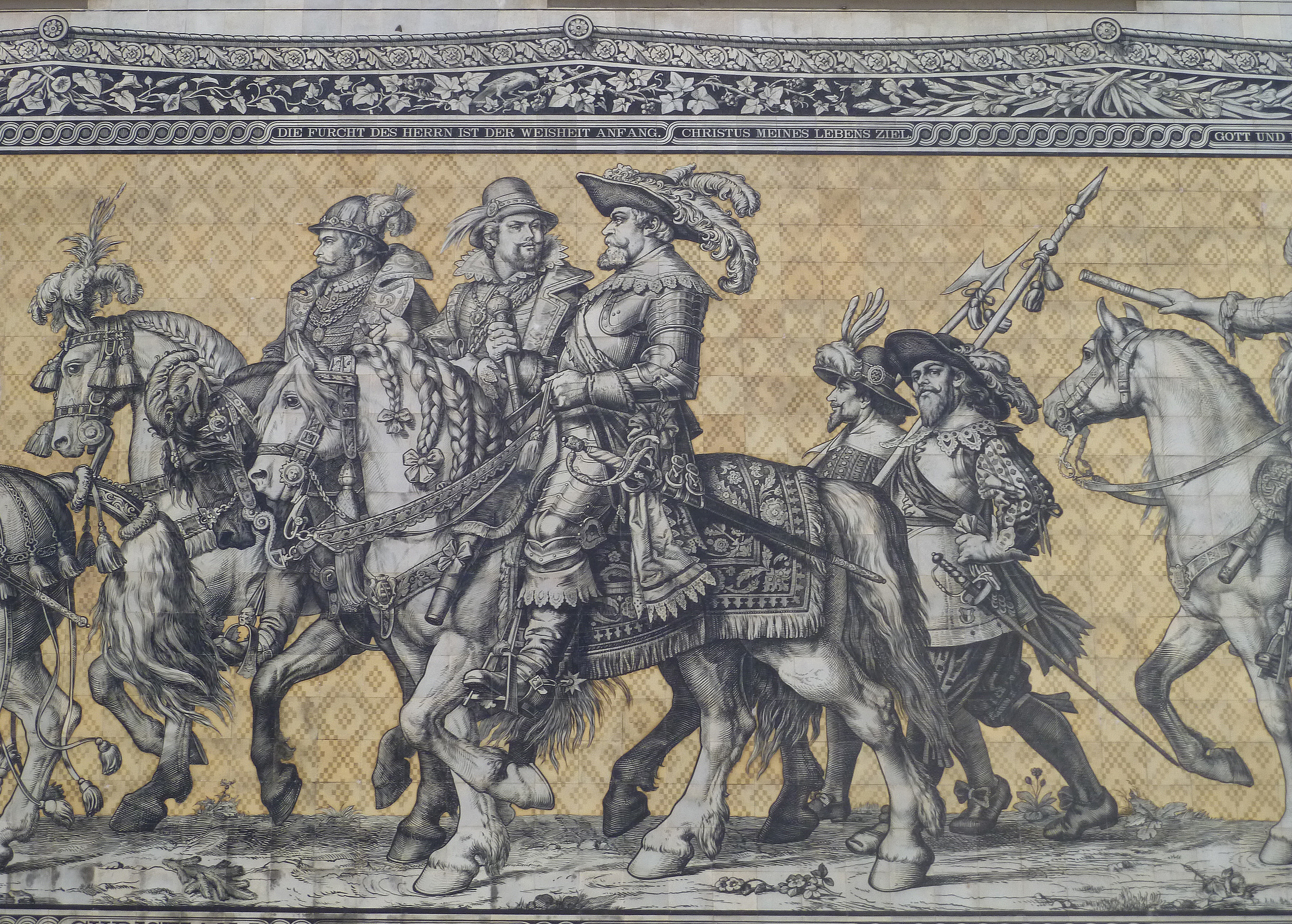
Johann Georg I. (im Vordergrund) auf dem Dresdner Fürstenzug

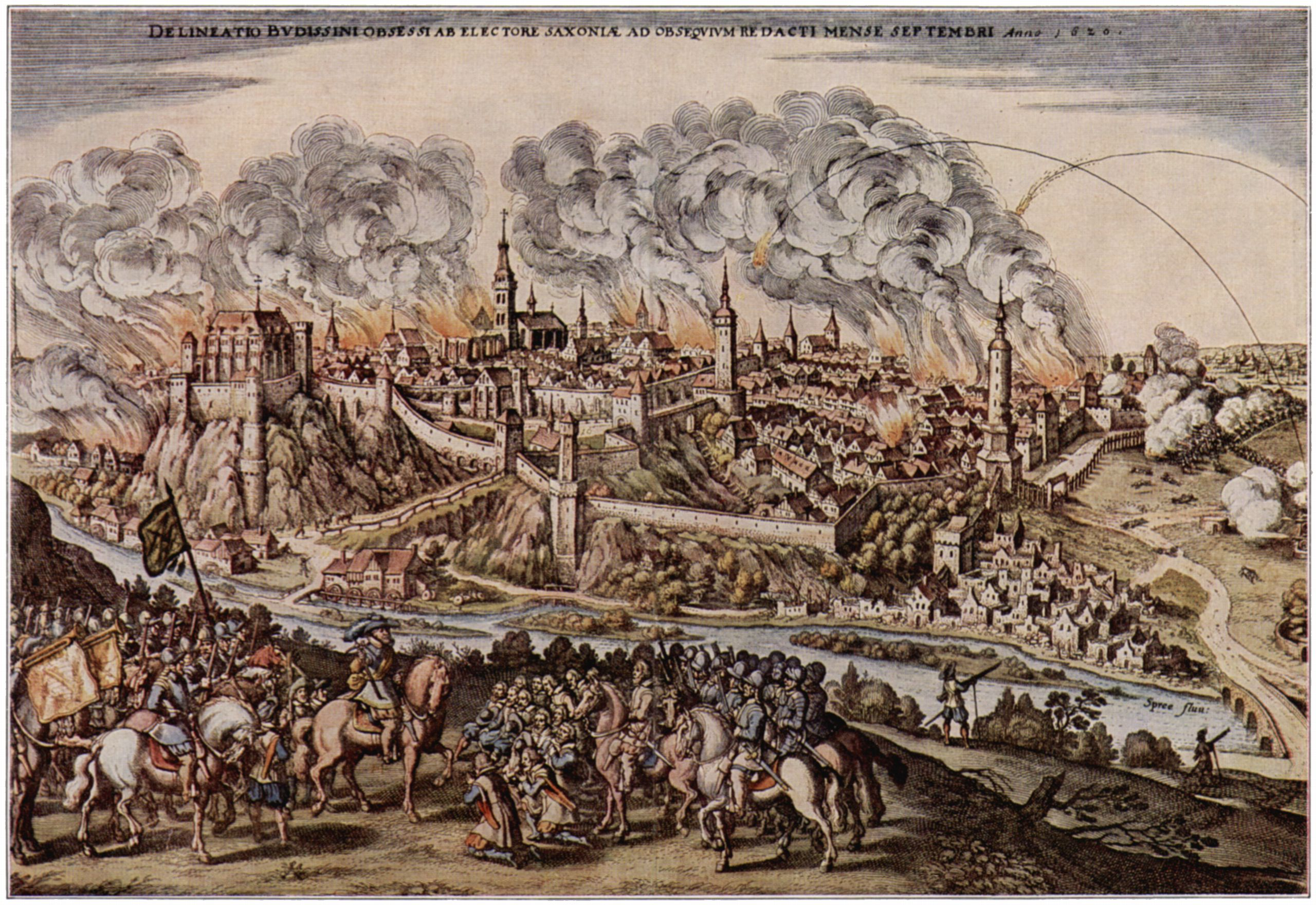
Belagerung von Bautzen im September 1620

Während der unsicheren Regierungszeit des Kurfürsten Johann Georg I. (1611–1656) wurden tiefgreifende Reformen im sächsischen Militärwesen durchgeführt. Im Jahre 1612 bewilligte der Landtag den Vorschlag eines Defensionsheeres. Dies waren die ersten Versuche zum Unterhalt stehender Truppen, die ohne Zustimmung des Kaisers gebildet wurden. Die Reichsexekutionsordnung von 1555 bildete hierfür die rechtliche Grundlage. In den folgenden Jahren wurden zwei Regimenter Fußknechte, jedes mit acht Kompanien (zu je 520 Mann), und zwei Regimenter mit Ritterpferden von 930 und 690 Mann angeworben. Dazu kam Reiterei mit 1593 Ritterpferden in zwei Regimentern und mit 16 höheren Offizieren. Schließlich gab es noch 1500 Schanzarbeiter und 504 Knechte für die Heerfahrtswagen und Geschütze. So kam das kursächsische Defensionswerk, das sich aus angesessenen Männern nach Kreisen und Ämtern rekrutierte, auf eine Gesamtstärke von knapp 14.000 Mann. Das war zu jener Zeit die Größe einer mittleren Armee. Diese hatte die Aufgabe, die Landesgrenzen vor Angriffen von außen zu schützen und feste Plätze zu verteidigen, darum die Bezeichnung Defensioner (lat. Verteidiger). So wurden die Defensioner nach 1619 immer wieder zur Besetzung der Grenzpässe auf dem Erzgebirgskamm nach Böhmen eingesetzt. Drei Kompanien Fußknechte, das Alt-Dresdner Fähnlein, das Pirnaische und das Freiberger Fähnlein, mit 304 Mann wurden zum besonderen Schutz der Landeshauptstadt um Dresden herum einquartiert. Allerdings war die militärische Macht des Defensionswerkes nicht in der Lage, die Grenzen des Landes ausreichend zu schützen, und der militärische Wert dieser Truppe war stark eingeschränkt. So konnten nach 1631 von Schweden oder kaiserlichen Truppen belagerte sächsische Städte mühelos eingenommen werden. Lediglich Freiberg bildete zweimal eine Ausnahme.
Zu Beginn des Dreißigjährigen Krieges rüstete Kursachsen im Namen des Kaisers eine 12.000 Mann starke Angriffsarmee unter dem Oberbefehl des Grafen Wolfgang von Mansfeld auf und kämpfte in der böhmisch-pfälzischen Periode gegen die Truppen der böhmischen Stände, beginnend mit dem Feldzug in die Ober- und Niederlausitz 1620. Das wichtigste Ereignis war die Belagerung von Bautzen. Nach der Inbesitznahme der beiden Lausitzen marschierte die sich nach und nach verstärkende sächsische Armee in Schlesien ein, welches ebenfalls zur böhmischen Krone gehörte, und kämpfte hier, bis die sächsischen Truppen 1622 von kaiserlichen Truppen abgelöst wurden. Danach wurden zwar 1623 noch Truppen geworben, aber die allgemeine Kriegslage ließ es zu, dass fast alle sächsischen Truppen bis 1624 abgedankt werden konnten. In der zweiten, der dänischen Periode des Krieges beteiligten die Sachsen sich nicht an Kampfhandlungen. Das Land wurde nur von den Beteiligten gestreift oder kurz durchzogen. Nach der brutalen Eroberung der Stadt Magdeburg (Magdeburgisierung) wechselte der sächsische Landesfürst die Seiten und kämpfte fortan im protestantischen Lager gegen die Katholische Liga. Für den Kampf an der Seite Schwedens stellte der Kurfürst vom Frühjahr 1631 ein neues, über 52.000 Mann großes Heer mit völlig neuen Regimentern zu Pferd, zu Fuß und Dragonern auf. Die Aufstellung und Kampfweise der neuen kursächsischen Einheiten waren wie in den meisten protestantischen Ländern die sogenannte niederländische Ordonnanz. Diese wurde weitestgehend beibehalten, und die anderen, vor allem katholischen Armeen passten sich an. Die Hauptsoldatentypen waren bei der Infanterie der Musketier und der Pikenier, bei der Kavallerie der Kürassier und der Arkebusier.
| Waffengattung | Kompanien | Stärke |
| ------------- | --------- | ------ |
| Kürassiere    | 169       | 19.756 |
| Dragoner      | 16        | 1.808  |
| Infanterie    | 136       | 30.416 |
| Artillerie    | 2         | 250    |
| Gesamtstärke  | 323       | 52.229 |

Die Kürassiere kamen aufgrund der Kampfesweise, vor allem aber der höheren Kosten nur zu Anfang der schwedischen Periode vor. Die berittene Infanterie bildeten die Dragoner. Leichte Reiter ähnlich den kaiserlichen hatten die Sachsen nicht. Zu diesen Typen kamen noch die Artilleriebediensteten, Schanzgräber, Brücken- und Schiffsknechte sowie die Militärhandwerker. Der Oberbefehl über dieses neuformierte sächsische Heer wurde dem Feldmarschall Hans Georg von Arnim-Boitzenburg erteilt. Die kursächsische Armee erhielt ihre erste Feuertaufe in der ersten Schlacht bei Breitenfeld im Jahre 1631. 1633 eroberte das kursächsische Heer die Oberlausitz und nahm die Festung Bautzen nach zweitägiger Belagerung ein. In der weiteren Folge marschierte die Armee in Schlesien ein und brachte einer kaiserlichen Armee unter dem Oberbefehl von Colloredo in der Schlacht von Liegnitz eine vernichtende Niederlage bei. Die Truppen der Katholischen Liga hatten 4000 Tote und Verwundete zu beklagen. Diese Niederlage zwang den deutschen Kaiser zu Friedensverhandlungen mit Sachsen.

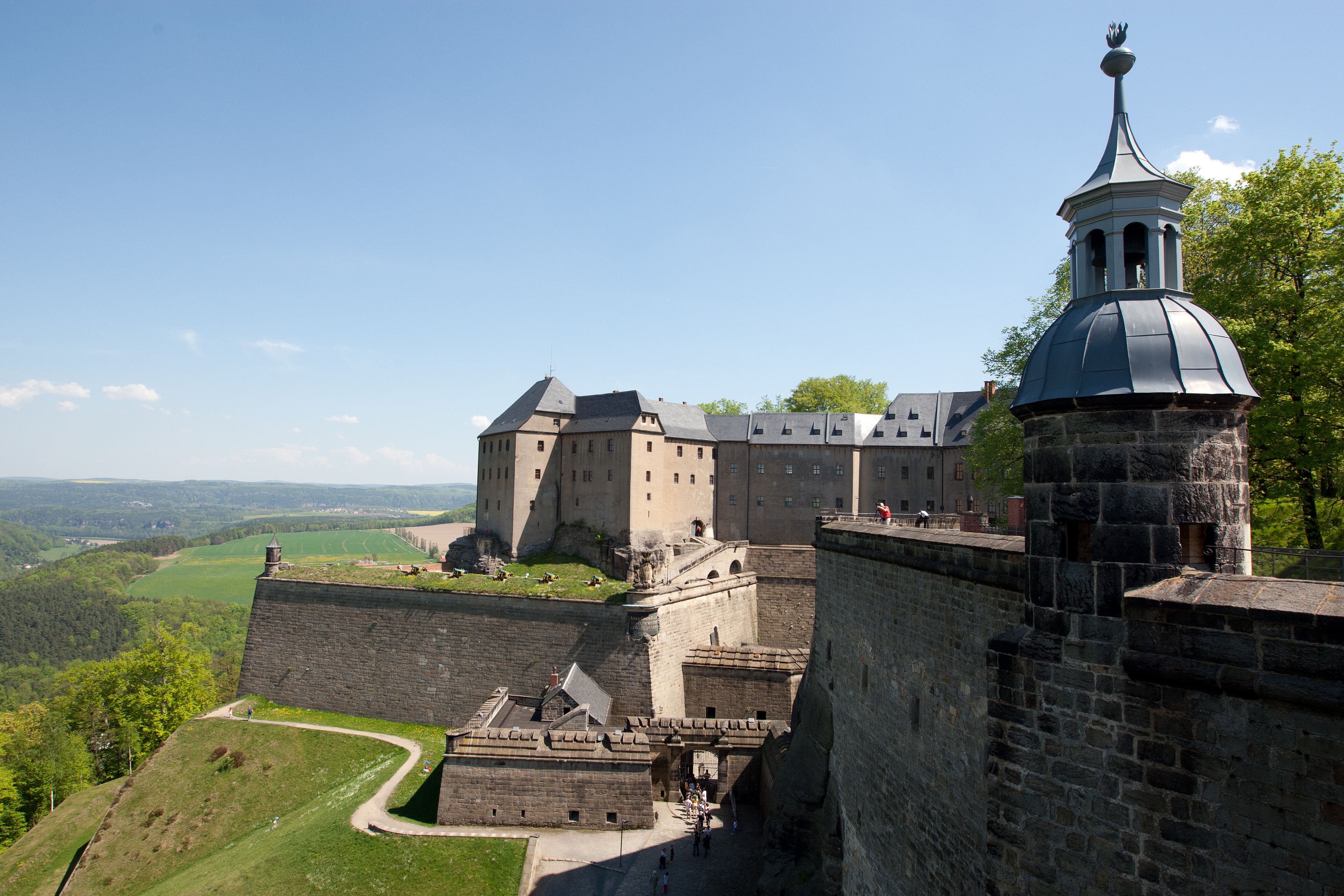
Zwischen 1589 und 1591/97 ließen Kurfürst Christian I. von Sachsen und sein Nachfolger die Festung Königstein zur stärksten Festungsanlage Sachsens ausbauen. Die Festung spielte eine bedeutende Rolle in der Geschichte Sachsens, wenn auch weniger durch militärische Ereignisse. Die sächsischen Herzöge und Kurfürsten nutzten die Festung vor allem als sicheren Hort in Kriegszeiten.

Der geschlossene Friedensvertrag machte den Sachsen die Schweden erneut zum Feind. Diese begannen in der Folge mit Angriffen auf das Kurfürstentum. In der zweiten Schlacht von Breitenfeld 1642 wurde das kaiserlich-sächsische Heer vernichtend geschlagen und das Kurfürstentum von den Schweden besetzt. Erst durch den Waffenstillstand von Kötzschenbroda im Jahre 1645 wurden die Feindseligkeiten zwischen Schweden und Sachsen beigelegt. Sachsen gehörte zu den Gewinnern des Dreißigjährigen Krieges, was den territorialen Zugewinn betraf. Im Reichstag erhielt Sachsen den Vorsitz im Corpus Evangelicorum zugesprochen, war also fortan die protestantische Führungsmacht im Reich. Ab 1648 durften die Territorialherren unbeschränkt ein stehendes Heer in eigenständiger Organisation richten. Nachdem im Jahre 1650 die letzten schwedischen Besatzungstruppen Sachsen verlassen hatten, verkleinerte Johann Georg seine Armee. 1651 wurde die sächsische Feldarmee aufgelöst. Nur 121 Reiter, 143 Mann Artillerie und 1452 Infanteristen blieben in den Diensten des Kurfürsten.
Nach dem Tod von Johann Georg I. 1656 folgte sein Sohn Johann Georg II. (1656–1680) im Kurfürstenamt. Dieser galt als ein prunkliebender Monarch. Mehrere Gardeformationen unterstützten den Glanz und Prunk des aufwendigen Hoflebens des Kurfürsten. Im Jahre 1660 wurde die Leibgarde um eine Kompanie Kroatischer Reiter vermehrt und eine Schweizer Garde zu Fuß gegründet. Unter ihm erfuhr die sächsische Armee eine dezente Vermehrung. Der Defensionsrezess vom 25. Oktober 1663 bedeutete einen ersten Schritt auf dem Weg vom Defensionswerk zum stehenden Heer. Ein aus 3000 Mann bestehendes Korps, das in sechs Fähnlein gegliedert war und in ständiger Bereitschaft gehalten wurde, trat an die Stelle der Defensioner. Die Kosten teilten sich Kurfürst und die Stände. Ebenfalls stellte Johann Georg mehrere Regimenter auf, welche 1673 das kaiserliche Heer am Rhein im Krieg gegen Frankreich unterstützten. Johann Georg II. erkannte, dass zur Verteidigung des Landes eine Erhöhung der Artillerietruppen notwendig war. Die Zeit des inneren Friedens nutzte der Kurfürst daher zum Ausbau seiner Artillerie. Die Verstärkung von Festungswerken und der Verteidigungsanlagen der großen Städte sowie eine Vermehrung der Geschützanzahl und Truppenstärke der Artillerie trugen seine Handschrift.

### Aufbau des stehenden Heeres (1682–1699)

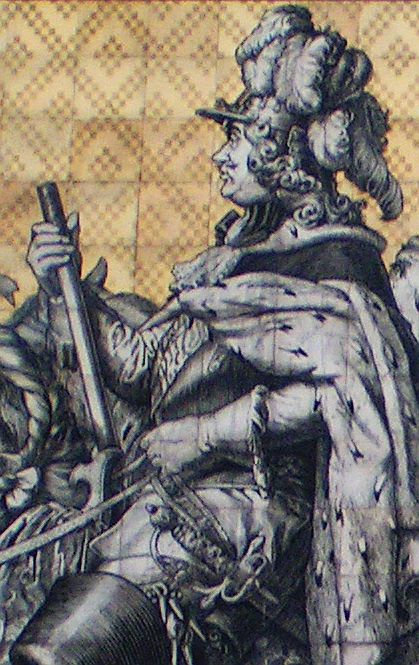
Johann Georg III. – Ausschnitt aus dem Dresdner Fürstenzug

Als Begründer des stehenden Heeres in Sachsen gilt der Kurfürst Johann Georg III., auch der „sächsische Mars“ genannt (1680–1691). Dieser hatte die militärische Laufbahn im kursächsischen Leibregiment zu Fuß eingeschlagen. Mit diesem Regiment nahm er am Türkenfeldzug in Ungarn teil. In der Schlacht bei Lewanz am 9. Juli 1664 tat er sich als Kommandierender hervor. Im Reichskrieg gegen Frankreich 1676–1678 führte er das sächsische Kontingent an. Er war ebenfalls der Kommandierende des Reiterregiments Kurprinz Johann Georg. Nach dem Tod seines Vaters wurde er 1680 Kurfürst von Sachsen. Er schränkte die üppige Hofhaltung seines Vaters ein und wollte stattdessen dem militärisch bedrängten Kaiser im Kampf gegen die Osmanen beistehen. Der Kurfürst wollte auch den politischen und nationalen Wettbewerb mit dem brandenburgischen Kurstaat aufnehmen und ihn in der Rangordnung des Reiches überflügeln.
Das dazu notwendige Machtinstrument wurde unter seiner Führung als erstes stehendes sächsisches Heer geschaffen. Er überzeugte die sächsischen Stände im Jahre 1681, dass die bisherige Praxis, im Kriegsfall Söldnerheere aufzustellen und diese im Frieden zu entlassen, teurer war als die Bildung eines stehenden Heeres. Er konnte sich dabei auf die 1681 vom Reichstag beschlossene Reichsdefensionsordnung mit dem Ziel der Reorganisation der Reichsverfassung angesichts der Bedrohungen aus dem Osten und dem Westen stützen. Als erstes wurden dann im Jahre 1682 die bis dato vorhandenen Leib- und Gardetruppen und andere kleinere Truppenteile zu Linienregimentern umstrukturiert. Die Armee bestand zu diesem Zeitpunkt aus sechs Infanterie-Regimentern zu je acht Kompanien und aus fünf Kavallerie-Regimentern, zusammen 10.000 Mann. Die Feldartillerie hatte eine Stärke von 24 Geschützen. Durch die Schaffung des stehenden Heeres vollzog er zusammen mit Kurbrandenburg und Kurbayern die Modernisierung der Militärkraft des Landes.

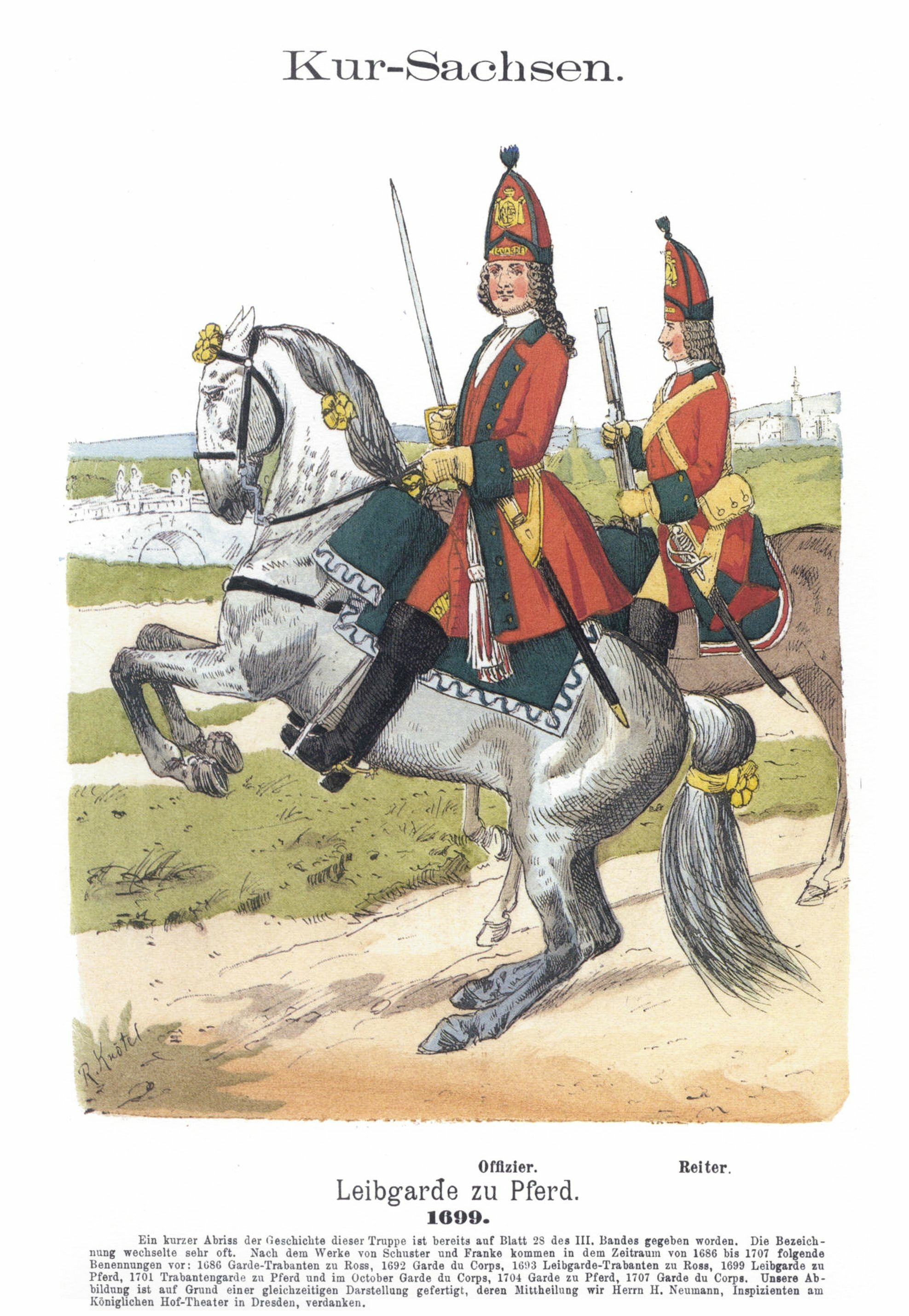
Sächsische Kavallerie um 1699 – nicht zeitgenössische Darstellung nach Knötel

Am 4. Juni 1683 trat Johann Georg III. in ein Bündnis mit Kaiser Leopold I. ein mit dem Ziel der Verteidigung des Reiches. Bereits kurz danach ab Juli 1683 belagerten die Osmanen Wien. Zum Entsatz schickte der sächsische Kurfürst ein Kontingent von 11.000 Mann. Die sächsischen Truppen zeichneten sich neben den Polen besonders bei der Erstürmung des osmanischen Lagers aus. Johann Georg III. übernahm den gleichen ausschweifenden Lebensstil seines Vaters. Um diesen finanzieren zu können, vermietete er seine Soldaten als Söldnerheere. Im Jahr 1686 unterstützte er den Türkenkrieg Kaiser Leopolds erneut. Gegen Zahlung von 300.000 Talern Subsidien entsandte er ein 5.000 Mann starkes Hilfskorps nach Ungarn. Zwei Kavallerie- und drei Infanterieregimenter nahmen an der Erstürmung von Ofen am 2. September 1686 erfolgreich teil. Am 6. September 1688 war das 1500 Mann starke „Regiment Kurprinz“ an der Eroberung von Belgrad beteiligt. Der Republik Venedig hatte er bereits 1685 für deren Krieg in Morea (Peloponnes) 3000 sächsische Landeskinder gegen 120.000 Taler auf zwei Jahre vermietet, von denen zwei Jahre später nur noch die Hälfte zurückkam. Weiterhin überließ er 1688 den niederländischen Generalstaaten bis zu 10.000 Mann (Soldatenhandel). Im gleichen Jahr hatte Ludwig XIV. den mit dem Reich vereinbarten Waffenstillstand gebrochen und marschierte in die Rheinebene ein. Johann Georg III. zog mit seiner Armee von 14.000 Mann im Oktober 1688 nach Franken. Nach der Erklärung des Reichskrieges gegen Frankreich am 3. April 1689 nahm das kursächsische Heer am 11. September 1689 unter großen Verlusten an der Belagerung und Einnahme von Mainz teil. 1690 und 1691 stand die sächsische Armee als Teil der Reichsarmee, deren Oberbefehl Johann Georg III. im März übertragen worden war, am Rhein. Dieser dritte Feldzug war völlig erfolglos, zumal Seuchen im Heer ausbrachen. Während dieses Feldzugs verstarb der Kurfürst am 12. September 1691 in der Nähe von Tübingen in einem Feldlager.
Der mit ihm im Felde befindliche Sohn Johann Georg IV. (1692–1694) wurde zum Kurfürsten ernannt und nahm noch im Feldlager den Treueeid seines Heeres ab. Mit Nachdruck setzte sich der neue Kurfürst für den weiteren Ausbau des stehenden Heeres ein. Er scheute sich auch nicht, mit dem Einsatz militärischer Gewalt zu drohen, sollten die Stände die geforderten Gelder für die Vergrößerung des Heeres nicht zur Verfügung stellen. Letztlich einigten sich beide Parteien auf die Finanzierung einer Armee von 12.000 Mann. Für die effektive Einsatzführung der militärischen Formationen war ein gut ausgebildetes Offizierskorps entscheidend. Dafür ließ der Kurfürst 1692 die Kadettenschule in Dresden-Neustadt einrichten, an der 165 Kadetten die Offiziersausbildung aufnahmen. Des Weiteren schuf der Kurfürst das Gardereiterregiment „Grands-Mousquetaires“. Johann Georg IV. konnte keine weiteren Veränderungen in der Armee bewirken, denn er regierte nur drei Jahre und verstarb im Jahre 1694 angeblich an den Blattern. Nach neuen wissenschaftlichen Erkenntnissen wird allerdings vermutet, dass er von seinem jüngeren Bruder Friedrich August I. vergiftet wurde. Dieser folgte ihm auf den Fürstenthron. Unter dem Kurfürsten Friedrich August I. (1694–1733), auch August der Starke genannt, begann für das sächsische Heer eine neue Blütezeit. Friedrich August hatte zuvor eine ausreichende militärische Ausbildung erhalten. Als Jugendlicher nahm er an den Feldzügen seines Vaters im Verband des Reichsheeres am Oberrhein in den Jahren 1689 bis 1691 teil.

### Militärische Niederlagen im Großen Nordischen Krieg (1700–1716)

Personalunion Sachsen-Polen, jeweils grün-weiß umrandet. Bis 1763 bildete für Sachsens Herrscher eines der wichtigsten politischen Ziele, eine direkte Landverbindung zwischen Sachsen und Polen erst auf Kosten Österreichs, dann Preußens, zu schaffen. Im ständigen Lavieren zwischen beiden untereinander kriegführenden Staaten unterlag Sachsen am Ende mit seinen politischen Ambitionen.

Um 1700 galt Sachsen durch sein geschlossenes Herrschaftsgebiet auch im europäischen Maßstab als ein mächtigeres Staatsgebilde. Im Reich selbst suchten die Reichsfürsten nach politischer Souveränität von der gefestigten Dominanz der Habsburger-Dynastie. Insbesondere die brandenburgischen, bayerischen und hannoverischen Fürsten (England) bemühten sich daher um den Erwerb einer außerhalb des Reiches gelegenen Königskrone, um sich damit einem drohenden Rang- und Machtverlust zu entziehen. Neben Brandenburg, dessen Kurfürst sich 1701 zum König in Preußen krönte, und Hannover gelang das nur noch August von Sachsen, der am 26./27. Juni 1697 auf dem Wahlfeld in Wola entgegen allen Anfangserwartungen zum König in Polen gewählt wurde. Fortan wurde Sachsen, das nun Teil der Personalunion Sachsen-Polen war, in vielfältige politische und militärische Auseinandersetzungen verwickelt, die insbesondere die sächsische Armee auf Dauer nicht tragen konnte und die Kräfte des Kurfürstentums bei weitem überspannten. Friedrich August I. fühlte sich als neu gewählter König von Polen vom schwedischen König Karl XII. bedroht. Für die Verteidigung von Polen standen zu wenige Regimenter zur Verfügung, und durch den Türkenkrieg des deutschen Kaisers in Ungarn waren 12.000 seiner besten Soldaten bis 1699 in Südeuropa festgehalten. Er begann mit der Anwerbung neuer Truppen und errichtete neue Regimenter. Viele dieser Regimenter wurden im nördlichen Polen stationiert, um einem möglichen Angriff der Schweden schnellstmöglich entgegenzutreten.

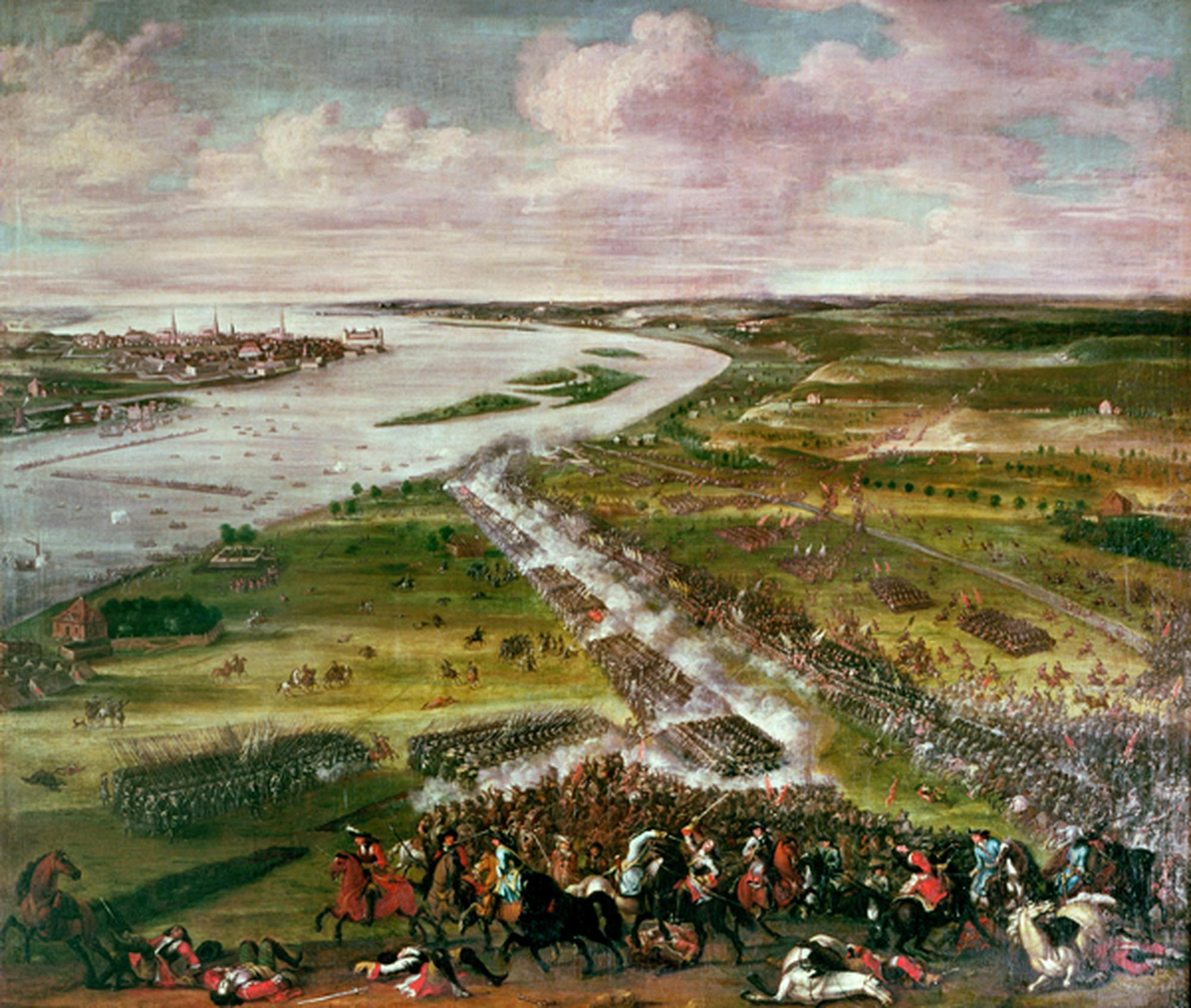
Rückzug der Sachsen nach der Schlacht an der Düna 1701

Einen Angriff des schwedischen Königs wollte der Kurfürst nicht abwarten. Er überfiel im Frühjahr 1700 Schwedisch-Livland. Bei seiner Wahl zum polnischen König hatte er versprochen, die ehemalige polnische Provinz wieder an die Krone zu binden. Er hatte bereits 41 Schwadronen Reiterei und 24 Bataillone Fußvolk im Felde und versuchte ebenfalls, die polnischen Regimenter unter seinen Befehl zu bringen. Die polnische Armee unterstand nicht dem König, sondern dem Reichstag, und der König musste diesen um militärische Unterstützung im Kampf gegen die Schweden bitten. Durch eine schnelle Eroberung Livlands erhoffte sich August II. den Oberbefehl über diese Armee, um sie in den Krieg gegen Schweden zu führen. Der Feldzug in Livland markierte den Beginn des Großen Nordischen Krieges. Zwar wurden zunächst unter dem Oberbefehl des Feldmarschalls Jacob Heinrich von Flemming durch die sächsische Armee die Festung Dünamünde und die Koberschanze erobert. Die Festung Riga wurde 1700 aber zwei Mal aus Mangel an Geschützen und Munition erfolglos belagert. Die Landung der schwedischen Truppen unter dem Oberbefehl des Königs Karl XII. zwang das sächsische Heer nach der erneuten Niederlage der Sachsen in der Schlacht an der Düna zu einem Rückzug auf polnisches Territorium.

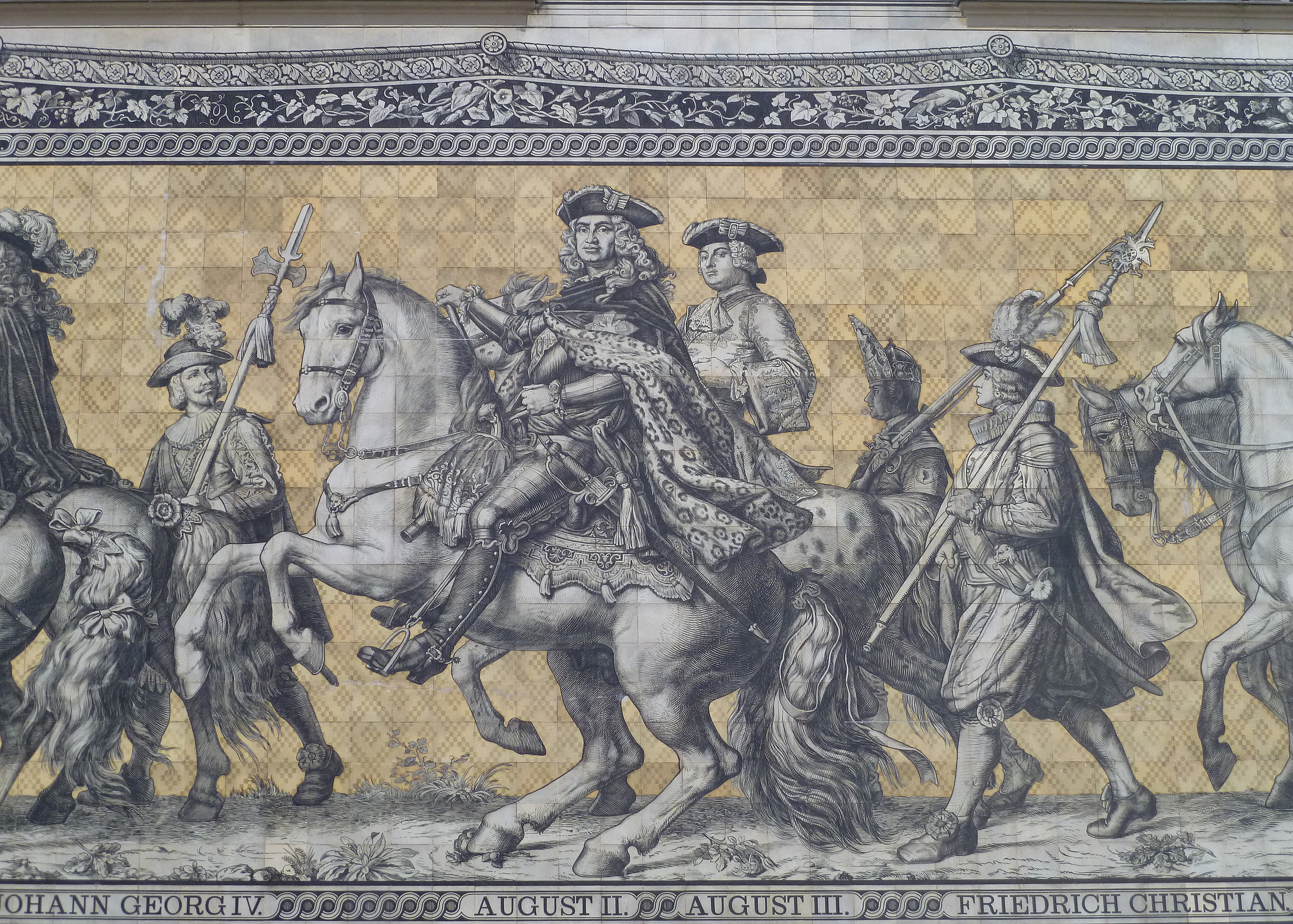
August der Starke, abgebildet auf dem Dresdner Fürstenzug

Durch die Uneffektivität und wenig erfolgreiche Führung seiner Truppen in diesem Feldzug sah sich der König von Polen gezwungen, seine Armee zu vergrößern und umzustrukturieren. Die vorhandenen Linieninfanterieregimenter sollten im Laufe des Jahres 1701 von 10 auf 24 erhöht werden. Jedes Regiment hatte fortan 13 Kompanien stark zu sein. Zusätzlich erhielt fortan jedes Regiment eine Grenadierkompanie. Die Mannstärke jeder Kompanie wurde von 72 auf 120 Soldaten angehoben. Der König ließ ebenfalls alle Infanterieregimenter mit neuen Steinschlossgewehren ausstatten, um die Feuerkraft der Linieninfanterie zu erhöhen. Im Frühjahr 1702 stand nach den eiligen Restrukturierungen erneut ein 27.000 Mann starkes Heer zum Kampf gegen den Schwedenkönig bereit. Dieser war in Polen einmarschiert und bedrohte die Hauptstadt Warschau. Karl XII. wollte den Sachsenkönig vom polnischen Thron vertreiben und durch den schwedentreuen Stanislaus I. Leszczyński ersetzen. Doch der bereits vorgenommenen Verbesserungen ungeachtet, erlitt die sächsische Armee in der Schlacht bei Klissow eine erneute Niederlage, die als Entscheidungsschlacht im Kampf um die polnische Krone galt. Obwohl das sächsische Heer dem Sieg nahe war, wurde er leichtfertig aus den Händen gegeben. Die sächsisch-polnische Armee hatte 2000 Tote und Verwundete zu beklagen. Außerdem gingen 1700 Mann in schwedische Gefangenschaft. Damit verloren die Sachsen die Kontrolle über Polen an die siegreichen Schweden, die in der Folge bis 1706 die Sachsen immer wieder schlugen und 1706 mit dem Frieden von Altranstädt einen Siegfrieden schließen konnten. Zusätzlich belastend wirkte sich in dieser Zeit auch die Beteiligung sächsischer Truppen im Spanischen Erbfolgekrieg von 1702 bis 1704 und von 1705 bis 1712 aus.
Resultierend aus den negativen Kriegserfahrungen mit dem schwedischen Heer, das zu der damaligen Zeit als bestes in Europa galt, wurden Umstrukturierungen und Neuerungen vorgenommen. In den Jahren 1704 und 1705 wurden die Exerzierreglements durch die Generäle von Schulenberg und von Flemming überarbeitet und speziell für die Infanterie und Kavallerie herausgegeben. In den folgenden Jahren wurden diese Reglements immer weiter verbessert und fanden 1729 ihren Abschluss in der Einführung eines neuen Reglements, das im sogenannten Exerzier-Campement theoretisch und praktisch in den Regimentern zur Anwendung kam. 1706 wurde das Geheime Kabinett unter der Leitung des Oberhofmarschalls Pflugk gegründet. Das Kabinett beinhaltete die Ministerposten für innere und äußere Angelegenheiten sowie für militärische Angelegenheiten. Mit diesem Schritt wurde der Einfluss der sächsischen Stände auf militärische und politische Entscheidungen stark eingeschränkt. Die Minister wurden direkt vom Kurfürsten ernannt. Dieses Kabinett diente eigentlich nur zum weiteren Ausbau des Absolutismus, welchen August der Starke in Sachsen durchsetzen wollte. Zum ersten Minister für militärische Angelegenheiten wurde Graf Flemming ernannt. Mit Hilfe dieser Institution konnte der sächsische Kurfürst sein Heer nach eigenem Belieben vergrößern und mit finanziellen Mitteln ausstatten, ohne den sächsischen Landtag darum zu bitten. Dieses Kabinett war die Grundlage für den massiven Ausbau der sächsischen Armee sowohl im Nordischen Krieg als auch danach.
Die Regimenter hatten zu Zeiten des Nordischen Krieges zumeist nicht die Gesamtstärke, die der Kurfürst verlangte und mit welcher er in den Schlachten rechnete. August II. behielt sich das Recht vor, alle Beförderungen selbst zu entscheiden. Er führte Karteikarten über alle Führungsoffiziere mit genauen Bezeichnungen über Führungs- und Lebensstil. Auch die Pensionen der Offiziere wurden vom Kurfürsten persönlich festgeschrieben. Der sächsischen Tradition entsprechend, verstärkte August II. sein stehendes Heer im Nordischen Krieg mit Landmilizen. Diese waren in der Hauptsache für die Verteidigung der Landesgrenzen zuständig. Die Milizen bestanden aus sächsischen Bürgern, welche zweimal im Jahr zum Gefechtsdienst und zur Waffenausbildung eingezogen wurden. Diese Milizen waren in den Restrukturierungen der Jahre 1709 und 1716 wichtige Reserven. Sie wurden 1717 aufgelöst und in vier Kreisregimenter zu insgesamt 2000 Mann umstrukturiert.

### Reorganisation und Verstärkung der Armee im Frieden (1717–1733)
| Waffengattung  | Regimenter | Regimentsnamen                                                                                        |
| -------------- | ---------- | --- |
| Garde          | zwei       | Chevaliers-Garde, Garde du Corps                                                                      |
| Kürassiere     | vier       | Königlicher Prinz, Prinz Alexander, Pflugk, Criegern                                                  |
| Dragoner       | sechs      | Baudissin, Unruh, Bielke, Birkholz, Klingenberg                                                       |
| Husaren        | ein        | kein Eigenname                                                                                        |
| Infanterie     | neun       | Erste Garde, Zweite Garde, Königlicher Prinz, Weißenfels, Diemar, Fietzner, Pflugk, Droßky, Marschall |
| Artillerie     |            | Hausartillerie, Feldartillerie, Artillerie-Bataillon                                                  |
| Spezialtruppen |            | eine Kompanie Pontoniers, eine Kompanie Mineurs                                                       |

Nach Beendigung der sächsischen Beteiligung am Großen Nordischen Krieg folgte eine über 15 Jahre dauernde Friedensperiode, die August dazu nutzte, in einer weitschauend angelegten Militärreform eine gut ausgebildete und moderne Armee zu schaffen. Die Armee sollte auf eine Gesamtstärke von 30.000 Mann gebracht werden, um seine außenpolitischen Ziele besser als bisher durchsetzen zu können. Im Januar 1717 wurden die Regimentskommandeure auch die Regimentschefs. Dies sollte die Führungsoffiziere näher an ihre Soldaten binden. Außerdem wurden die neuen Rekruten fast ausschließlich aus Sachsen angeworben, und per Ordre vom sächsischen Kurfürsten durfte bei deren Werbung keine Gewalt mehr angewandt werden. In dieser Hinsicht unterschied sich die sächsische Armee von den Armeen der meisten anderen deutschen Staaten. Die preußische Armee bestand zu Beginn des 18. Jahrhunderts zumeist aus zusammengelaufenen oder gewaltsam gepressten ausländischen Söldnern.
| Waffengattung | Regimenter | Regimentsnamen                                                        |
| ------------- | ---------- | --------------------------------------------------------------------- |
| Kürassiere    | vier       | Leibdragoner, Bayreuth, Brause, Saintpaul                             |
| Dragoner      | ein        | Miers (fortan die polnische Garde)                                    |
| Infanterie    | fünf       | Königin, Leibregiment, Wolfersdorf, Graf Moritz von Sachsen, Seydlitz |
| Freikorps     |            | Maiersche Freikorps, Heiduckenkompanie                                |

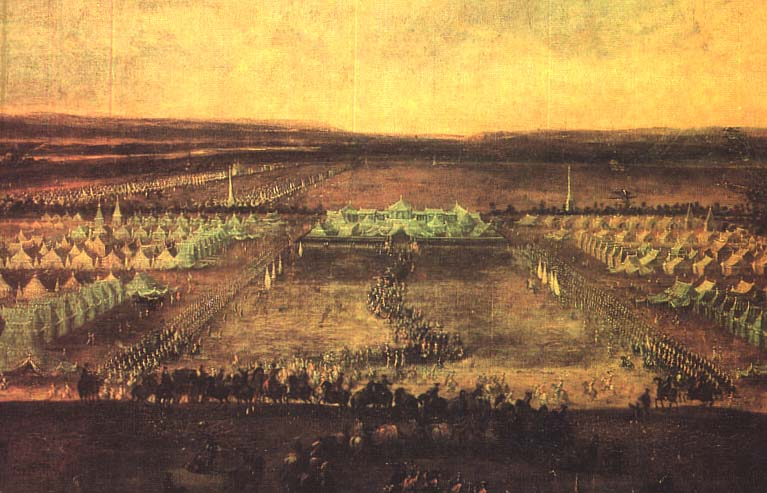
Lager bei Zeithain, Gemälde von Johann Alexander Thiele 1730

Am 28. August 1726 wurde eine Regulierung des Invalidenwesens vorgenommen und ein Invaliden-Corps gegründet. Es bestand aus zwei Bataillonen zu je vier Kompanien. Jede Kompanie hatte eine Sollstärke von 166 Mann. Die Invaliden wurden in zwei Gruppen eingeteilt, in Voll- und Halbinvalide. Diese Soldaten hatten ausschließlich Wach- und Besatzungsdienste zu erfüllen. Sie wurden auf den sächsischen Festungen Königstein, Sonnenstein, Wittenberg, Pleißenburg, Meißen, Zeitz, Waldheim, Eisleben und Wermsdorf eingesetzt. Das Korps hatte vier Offiziersdienststellen, einen Generalleutnant, einen Generalmajor und zwei Oberste.
Nachdem die Reformen weitgehend abgeschlossen waren, hielt der Kurfürst 1730 ein großes Feldlager ab. Dieses ging unter dem Namen Zeithainer Lager in die sächsische Militärgeschichte ein. Hier präsentierte der Monarch seine Armee den Fürsten Europas. Insgesamt bestand die sächsische Armee zu diesem Zeitpunkt aus 40 Eskadron Reiterei und 76 Bataillonen Infanterie. In der Gesamtsumme ergab dies 26.462 Mann. Der anwesende Soldatenkönig Friedrich Wilhelm I. in Preußen, notierte zum Leistungsstand der sächsischen Armee anerkennend: „Die drei Regimenter Kronprinz gut, Weißenfels gut, sehr gut. Pflugk sehr miserabel, schlecht. Befehlsgebung gut. Von der Kavallerie habe ich Kommandos gesehen, die finde ich sehr propre.“
Die kursächsische Armee wurde wie folgt präsentiert:
| Regiment            | Unterteilung                          | Mannstärke |
| ------------------- | ------------------------------------- | ---------- |
| Reitergarden        |                                       |            |
| Chevaliergarde      | eine Eskadron                         | 153        |
| Grand-Mousquetairs  | eine Eskadron                         | 165        |
| Garde du Corps      | sechs Eskadronen (12 Kompanien)       | 867        |
| Gardekarabiniers    | sechs Eskadronen (12 Kompanien)       | 881        |
| Feldkavallerie      |                                       |            |
| Kürassiere          | vier Regimenter (je drei Schwadronen) | zu je 579  |
| Dragoner            | vier Regimenter (je drei Schwadronen) | zu je 587  |
| Grenadiere zu Pferd | zwei Schwadronen (vier Kompanien)     | 317        |
| Summe Kavallerie    | 40 Schwadronen (76 Kompanien)         | 7047       |
| Infanterie          |                                       |            |
| Kadettencorps       | eine Kompanie                         | 158        |
| Schweizer Garde     | eine Kompanie                         | 120        |
| Grenadiergarde      | ein Bataillon (12 Kompanien)          | 1507       |
| Janitscharen        | ein Bataillon (vier Kompanien)        | 674        |
| Feldregimenter (11) | zwei Bataillone (acht Kompanien)      | je 1434    |
| Freikompanien       | drei Kompanien                        | je 160     |
| Artillerie          | ein Bataillon (vier Kompanien)        | 658        |
| Ingenieurscorps     | 44                                    |            |
| Summe Infanterie*   | 26 Bataillone (111 Kompanien)         | 19.415     |

- In die Gesamtsumme der Infanterie ist die Artillerie einbezogen.

Im Jahre 1732 wurde Sachsen in vier Generalate unterteilt, und die Truppen wurden erstmals in Garnisonen untergebracht. Dies hatte nochmals wesentliche Vorteile bei der Disziplinierung, Ausbildung und Führung der Regimenter. Bis zu dieser Reform waren die allermeisten Rekruten in privaten Haushalten untergebracht. Diese waren häufig nur dürftig eingerichtet und oft überbelegt. Auch wurde der Unterhalt der Regimenter fortan vom Kurfürsten bestritten, damit es nicht wieder Mogeleien bei der Truppen- und Einsatzstärke der Regimenter gab. In diesem Zuge wurden die elf Infanterieregimenter von acht auf zwölf Kompanien erhöht. Unter Abgabe von Mannschaften und Offizieren wurden aus zwei Kompanien drei formiert. Der Kompanieetat wurde von 176 auf 120 Mann reduziert. Nachfolgend eine Aufstellung mit allen Regimentern der sächsischen Armee im Jahre 1732 und ihren, soweit noch nachvollziehbaren, Garnisonsstädten und Unterbringungsorten:
| Regiment                  | Garnison     | Weitere Unterbringungsorte der Kompanien                                                                              |
| Infanterie                |              | |
| 1. Garde                  | Naumburg     | Zeitz, Leipzig, Borna, Delitzsch, Zörbig                                                                              |
| 2. Garde                  | Guben        | Luckau, Vetschen, Golßen, Fürstenberg, Triebel, Lübbenau, Forst, Spremberg                                            |
| Leibgrenadiergarde        | Dresden      | Meißen, Roßwein, Mittweida, Rochlitz, Frankenberg, Geithain, Leisnig                                                  |
| IR Sachsen-Weisenfels     | Langensalza  | Sangerhausen, Tannstadt, Thomasbrück                                                                                  |
| IR Sachsen-Gotha          | Bautzen      | Kamenz, Großenhain |
| IR von Wilcke             | Torgau       | Belzig, Niemegk, Kirchhain, Sonnewalde, Jessen, Zahna, Liebenwerda                                                    |
| IR du Caila               | Grimma       | Eilenburg, Wurzen, Bitterfeld, Bad Düben, Belgern                                                                     |
| IR von Haxthausen         | Zwickau      | Neustadt an der Orla, Weida, Plauen-Pausa, Johanngeorgenstadt, Eibenstock, Scheibenberg                               |
| IR von Marche             | Freiberg     | Chemnitz, Schneeberg, Jöhstadt, Schlettau, Annaberg-Buchholz                                                          |
| IR Kronprinz              | Großenhain   | keine weiteren Angaben                                                                                                |
| IR von Löwendahl          | Lommatzsch   | keine weiteren Angaben                                                                                                |
| IR Sachsen-Weimar         | Belgern      | keine weiteren Angaben                                                                                                |
| Invalidenkompanien        |              | Wittenberg, Pleißenburg, Königstein, Stolpen, Sonnenstein                                                             |
| Kavallerie                |              | |
| Gardekavallerieregimenter |              | |
| Carde du Corps            | Dresden      | Dippoldiswalde, Wilsdruff, Pirna, Radeburg, Radeberg, Neustadt, Kötzschenbroda, Lohmen                                |
| Karabiniersgarde          | Zeitz        | Pegau, Freyburg, Groitzsch, Schkeuditz, Lauchstädt, Teuchern, Profen, Langendorf, Großgörschen, Schönburg, Uichteritz |
| Kürassiere                |              | |
| Kronprinz                 | Oschatz      | Riesa, Lommatzsch, Nossen, Penig, Döbeln                                                                              |
| Prinz Friedrich           | Zwickau      | Stollberg, Schwarzenberg, Werdau, Crimmitschau, Lengefeld, Langenbernsdorf                                            |
| von Criegern              | Naumburg     | Artern, Wiehe, Roßbach, Auerstedt, Donndorf, Riestedt                                                                 |
| von Polenz                | Dahlen       | Strehla, Schildau, Mutzschen, Trebsen, Reichenbach, Thallwitz                                                         |
| von Brand                 | Pretzsch     | Herzberg, Annaburg, Prettin, Mühlberg                                                                                 |
| von Nassau                | Bautzen      | Königsbrück, Reichenbach                                                                                              |
| Graf Promnitz             | Sorau        | Christianstadt, Triebel, Muskau, Hoyerswerda                                                                          |
| Grenadiere zu Pferde      | Freiberg     | Oederan, Marienberg, Sayda, Hainichen, Zschopau, Frauenstein                                                          |
| Dragonerregimenter        |              | |
| von Goldacker             | Cölleda      | Gebesee, Kelbra, Großgottern, Negelstädt, Cannewurf                                                                   |
| von Katte                 | Reichenbach  | Auerbach, Oelsnitz, Auma, Triptis                                                                                     |
| von Arnstädt              | Schmiedeberg | Kemberg, Gräfenhainichen, Dommitzsch                                                                                  |
| Chevalier de Saxe         | Lübben       | Schweinitz, Schlieben, Doberlug, Calau Lieberose, Pförten                                                             |

Außerdem wurden alle Truppen fremder Landesherren, welche in sächsischem Sold standen, zurückgegeben. Das von seinem Vater gegründete Kadetten-Corps wurde im Jahre 1723 in Ritterakademie umbenannt. Die Akademie bekam ein eigenes Gebäude in Dresden zugewiesen. Im Jahre 1732 zog das Kadetten-Corps in das von Wackerbarth auf eigene Kosten erbaute und anfänglich von der Leibgarde des Grafen Rutowski bewohnte Haus auf der Ritterstraße in Dresden. Von 1730 bis 1733 wurden die Reglements der Armee wieder überarbeitet. Eine Kommission, bestehend aus hohen sächsischen Offizieren, verabschiedete Reglements zur Wirtschaft, zur Bewaffnung, zur Uniformierung und zur Beurlaubung von Mannschaften.
August der Starke versuchte nach dem Aufbau seiner Armee jedem weiteren Krieg aus dem Weg zu gehen. Aus seinen schlechten Erfahrungen aus dem Großen Nordischen Krieg wusste er, dass eine verlustreiche Schlacht das Ende seiner mühsam aufgebauten neuen Armee sein konnte. Er besaß weder die finanziellen Mittel noch die Einwohner für einen weiteren Neuaufbau der sächsischen Armee. In den letzten Regierungsjahren stellte August der Starke weitere zwei Kürassierregimenter sowie zwei Chevaulegerregimenter und vier Infanterieregimenter auf. Als August II. am 1. Februar 1733 in Warschau starb, hinterließ er eine sächsische Armee, welche über 26.000 Mann stark und sowohl in der Ausbildung der Soldaten als auch in deren Ausrüstung auf sehr hohem Niveau war. Die sächsische Armee konnte jeder anderen europäischen Armee der damaligen Zeit Paroli bieten.

### Der polnische Erbfolgekrieg und die ersten beiden Schlesischen Kriege (1733–1745)

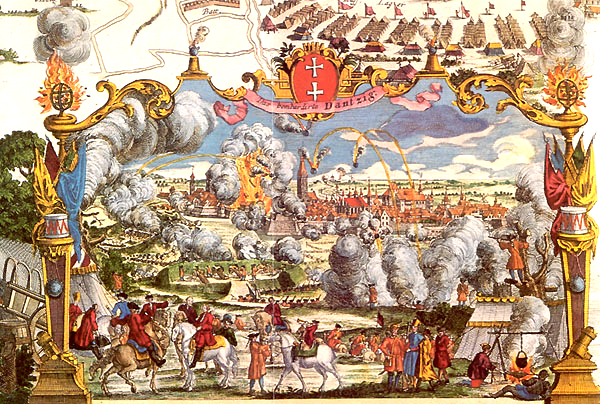
Belagerung von Danzig durch sächsisch-russische Truppen

Nach dem Tod des schillernden Monarchen August führte sein Sohn Friedrich August II. (1733–1763) die Aufrüstung der sächsischen Armee fort. Genauso wie sein Vater trat auch er zur Wahl um die polnische Königskrone an. Sein stärkster Widersacher war erneut Stanisław Leszczyński, der einflussreiche Befürworter hatte. In Verträgen mit Russland und Österreich wurde dem sächsischen Kurfürsten die polnische Krone zugesichert. Die Verbündeten sammelten 1733 ihre Truppen an ihren Grenzen zu Polen. Auch Sachsen machte am 6. Juni 1733 mobil. Unterteilt in zwei Korps, sammelten sich 30 Schwadronen und 21 Bataillone, etwa 20.000 Mann. Im Frühjahr 1734 marschierten die Sachsen in Polen ein und besetzten nach kleineren Scharmützeln Polen. Am 17. Januar 1734 wurde Friedrich August II. als August III. zum König von Polen und Großherzog von Litauen ernannt. In der Folge flammten Aufstände gegen den neuen König auf, welche erfolgreich von den sächsischen Besatzungstruppen niedergeschlagen wurden (vgl. Polnischer Thronfolgekrieg).
Ab April 1736 wurden Conduitelisten für alle Offiziere eingeführt. In diesen wurden Dienstbeurteilungen über jeden Offizier abgegeben. Die Conduite waren in mehrere Rubriken unterteilt, unter anderen ob der Offizier einen korrekten Umgang mit seinen Untergebenen führte, ob er versiert in taktischen Angelegenheiten war oder ob er Disziplinarlastern verfallen war. August III. stiftete am 7. Oktober 1736 den Militär-St.-Heinrichs-Orden als militärischen Ritterorden mit dynastischer Prägung. Er wollte mit dieser Auszeichnung Offiziere, die sich im Felde besonders ausgezeichnet hatten, ehren. Er wurde während der Regierungszeit von August III. nur 30-mal verliehen. Ab dem 12. April 1738 wurden die vier Halbinvaliden-Kompanien in fünf Garnisonskompanien für die fünf Festungen Sachsens (Wittenberg, Königstein, Sonnenstein, Stolpen und die Pleißenburg) umgewandelt. Außerdem wurde festgelegt, dass nur noch Halbinvalide, keine gesunden Soldaten, in diesen Kompanien dienen durften.
Ab dem 1. Oktober 1742 wurde in jedem Infanterieregiment dauerhaft eine Grenadierkompanie gebildet. Die bisherige Verfahrensweise, dass in jeder Kompanie zwölf Grenadiere dienten, die im Kriegsfall zu eigenständigen Kompanien zusammengestellt wurden, hatte sich nicht bewährt. Ab 1742 wurden die Grenadiere separat ausgebildet und im Ernstfall in eigenständige Grenadierbataillone als Avantgarde der Armee eingesetzt. Der Grenadier hatte zur damaligen Zeit den höchsten Stellenwert in der sächsischen Infanterie, es wurden die besten Soldaten aus jedem Infanterieregiment in der Grenadierkompanie zusammengefasst und fortgebildet. August III. führte die Außenpolitik seines Vaters fort. Er versuchte, den Traum seines Vaters von einem großen Sachsen in Europa umzusetzen, und wurde zwangsläufig in die Schlesischen Kriege hineingezogen. Der Einmarsch des Preußenkönigs in das neutrale Sachsen 1740 ließ den Wettinern keine Wahl. Im Ersten Schlesischen Krieg (1741–1742) kämpften die sächsischen Truppen zwangsweise an der Seite Preußens gegen die Habsburgermonarchie. Die sächsische Armee stellte ein 20.000 Mann starkes Heer, das gemeinsam mit den Preußen und Franzosen im November 1741 Prag belagerte und eroberte. Im darauf folgenden Jahr beteiligte sich die sächsische Armee an kleineren Gefechten. Am 25. Juni begann der Rückmarsch aus Böhmen über den Erzgebirgskamm bei Zinnwald. Die sächsischen Verluste in diesem Feldzug waren gering. Bei der Belagerung von Prag starben drei Offiziere und zehn einfache Soldaten, außerdem wurden sieben Offiziere und 54 Mann verwundet.
Im Zweiten Schlesischen Krieg (1744–1745) verhielt sich der Kurfürst anfänglich neutral und ließ den preußischen König Friedrich II. mit seinen Truppen durch Sachsen in Richtung Böhmen marschieren. Später wechselte der Kurfürst die Seiten und kämpfte auf der Seite der Österreicher. Im Frühjahr 1745 marschierte ein sächsisches Hilfskorps unter dem Oberbefehl des Herzogs Johann Adolf II. von Weißenfels an der Seite der österreichischen Armee in Richtung Schlesien. Das sächsische Korps war 18 Bataillone, 20 Schwadronen, 30 Ulanenpulks und 32 Geschütze stark. In der Schlacht bei Hohenfriedeberg am 4. Juni 1745, unterlag die sächsisch-österreichische Armee den Preußen. Die Armee der Sachsen und Österreicher hatte eine Gesamtstärke von über 71.000 Mann. Ihnen gegenüber stand das preußische Heer mit etwa 8000 Mann weniger. Trotz der zahlenmäßigen Überlegenheit wurde die Schlacht verloren. Die Verluste bei den Sachsen beliefen sich auf 2029 Tote und 915 Verwundete. Insgesamt wurden fast 4000 Mann getötet, etwa 3700 Mann verwundet, und weitere 5650 Mann gingen in preußische Gefangenschaft. Auch die Preußen hatten enorme Verluste zu beklagen, 4737 Mann an Toten und Verwundeten. Auch das in Böhmen befindliche sächsische Hilfskorps, welches den Österreichern unterstand, konnte der preußischen Armee nicht widerstehen. Die Schlacht bei Soor im September 1745 verloren die Sachsen an der Seite der Österreicher. Von der 32.000 Mann starken Armee wurden über 6400 Mann getötet oder verwundet. Die nach der Schlacht bei Hohenfriedeberg zurückmarschierenden Truppen vereinigten sich im November in der Nähe von Katholisch-Hennersdorf mit dem österreichisch-sächsischen Korps, welches aus Böhmen in Richtung Norden marschiert war. Der preußische König beschloss, die Armee ohne Vorwarnung anzugreifen. Am 23. November 1745 griff die Armee die unvorbereiteten sächsisch-österreichischen Truppen an und schlug das Heer vernichtend in die Flucht.

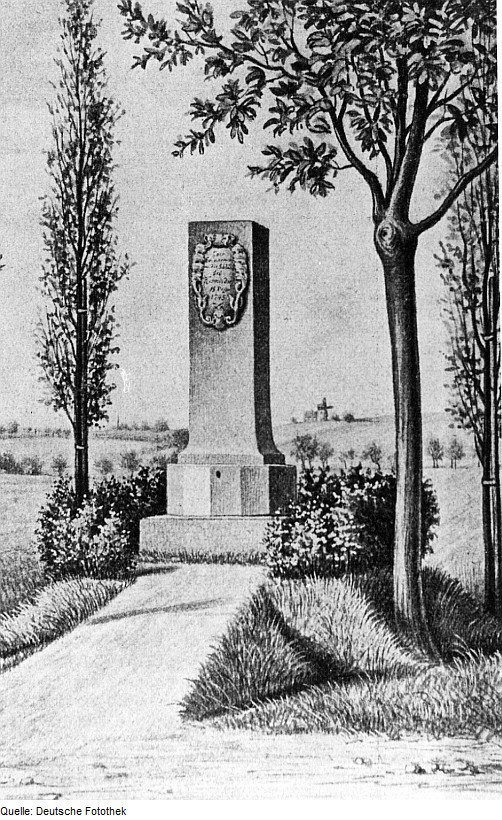
Gedenkstein zur Schlacht bei Kesselsdorf in Wilsdruff-Kaufbach

Die kurfürstlichen Truppen zogen sich nach Dresden zurück und bezogen bei Kesselsdorf Stellung. In der folgenden Schlacht bei Kesselsdorf am 15. Dezember 1745 erlitt die sächsisch-österreichische Armee unter dem Kommando des Feldmarschalls Friedrich August Graf Rutowski eine vernichtende Niederlage. 14.500 Soldaten wurden verwundet oder getötet. Davon entfielen auf die sächsische Armee 58 Offiziere und 3752 Unteroffiziere und Mannschaften. Weitere 141 Offiziere und 2800 Unteroffiziere und Mannschaften gingen in preußische Kriegsgefangenschaft. Jene verlorene Schlacht beendete den letzten Versuch Sachsens, sich neben Preußen ranggleich zu behaupten. Am 18. Dezember übergab der sächsische General Adam Heinrich Bose König Friedrich II. die Schlüssel zur Stadt. In Dresden suchte sich Friedrich der Große 1600 der Besten aus den Kreistruppen der Dresdner Garnison heraus und nahm diese mit nach Preußen. Diese Soldaten gliederte er in seine Gardeformationen ein. Der am 25. Dezember geschlossene Frieden von Dresden beendete den Zweiten Schlesischen Krieg.

### Reduzierung der Armee und Ausbruch des Siebenjährigen Kriegs (1745–1756)

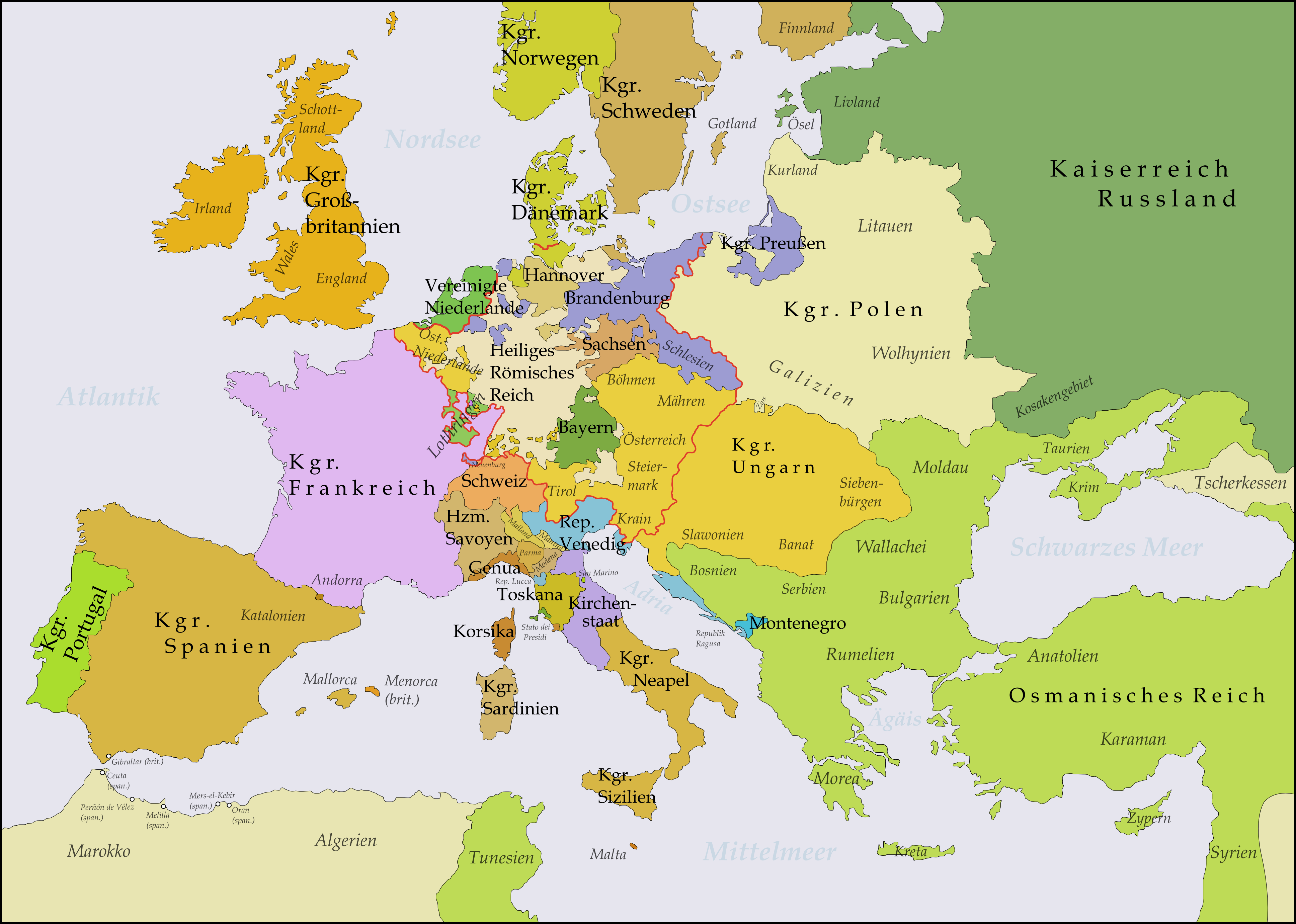
Sachsen in Europa zur Zeit des Siebenjährigen Krieges

Nach dem Zweiten Schlesischen Krieg geriet der Staatshaushalt des Kurfürstentums verstärkt in rote Zahlen. Der aufwendige Lebensstil des Monarchen, Reparationszahlungen an Preußen sowie die immer stärker werdende Korruption bei Hofe führten zu Einnahmeausfällen in der Staatskasse. Graf Heinrich von Brühl, dem die Regierungsgeschäfte Sachsens sowie die Staatskasse unterstanden, beschnitt der sächsischen Armee deshalb die finanziellen Mittel und verringerte die Truppenstärke. 1746 betrug der Sollbestand einer Infanteriekompanie nur noch 95 Mann; das Kürassierregiment L’Annonciade wurde aufgelöst. Im Jahre 1748 ließ der Premierminister weitere neun Kavallerieregimenter und vier Infanterieregimenter aus Geldmangel auflösen. Der Pferdebestand bei der Kavallerie wurde stark vermindert. Zu den aufgelösten Regimentern gehörten unter anderem die Kürassierregimenter von Minkwitz, O’Byrn, Graf Ronnow und das Regiment Dallwitz, ferner die Leibdragoner, das Regiment Prinz Sondershausen und die Zweite Garde. Bei der Infanterie traf es die Regimenter Bellegarde, Jasmund und Allnpeck. Die Soldaten der aufgelösten Regimenter wurden auf die verbleibenden Regimenter zugeordnet. Die Infanterie hatte noch einen Restbestand von 20.128 Mann, die Kavallerie 10.208 Reiter, exklusive 2518 Ulanen (oder Tataren), und die Kreistruppen waren auf 7920 Mann zusammengeschrumpft.

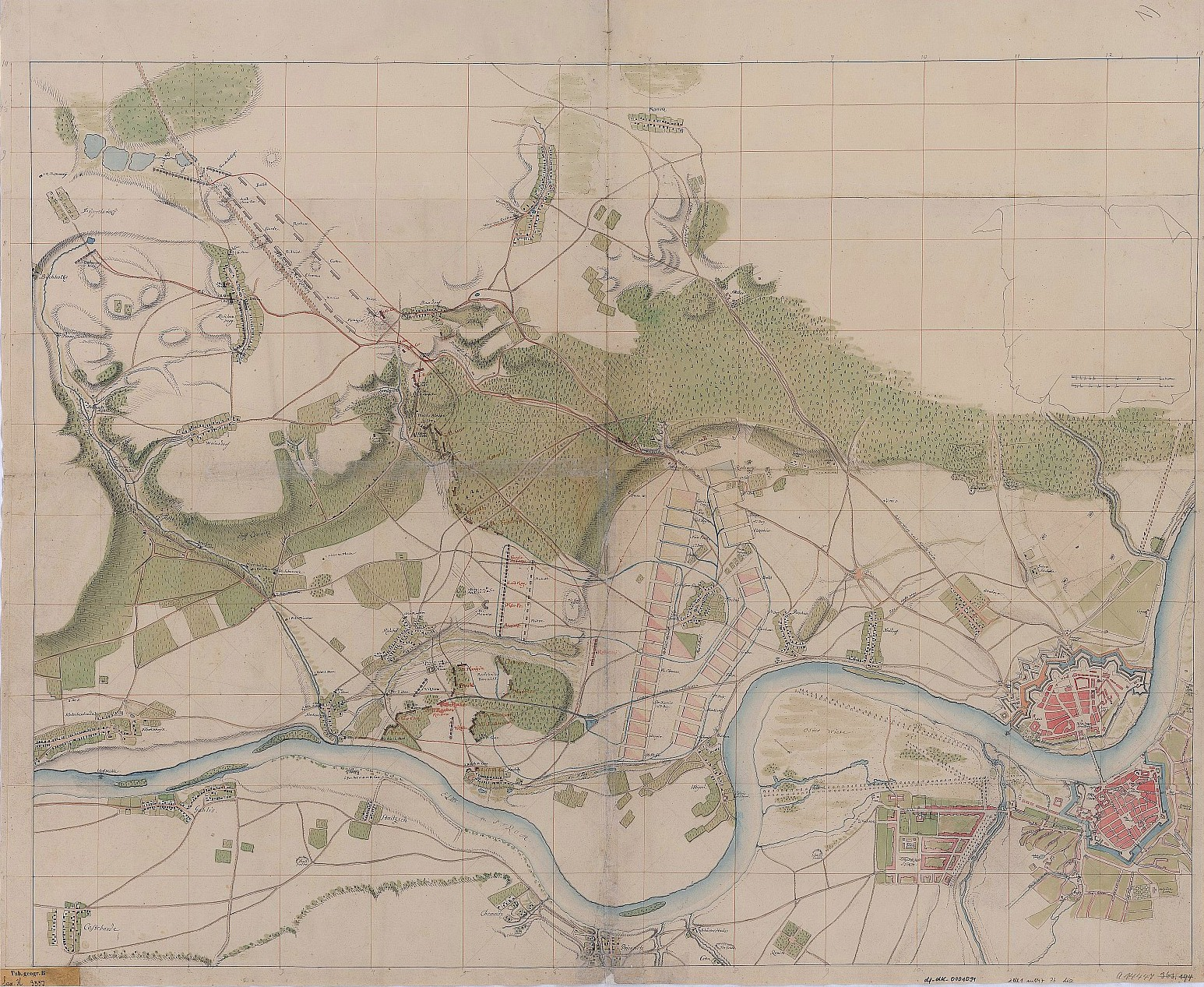
Feldübung im Sommer 1753 in Übigau

Trotz dieser Minderung reichten die zur Versorgung und Instandhaltung der Armee veranschlagten zwei Millionen Taler nicht aus. 1749 wurden die Infanterieregimenter von achtzehn auf zwölf Kompanien und die Kavallerie von zwölf auf acht Schwadronen per Regiment verringert. Allein in der Infanterie wurden 268 Offiziere außer Dienst gestellt. Diese mussten von einem kleinen Wartegeld (bis zur Wiedereingliederung in die Armee) oder einer noch kleineren Pension ihren Lebensunterhalt bestreiten. Die Auszahlung des Soldes geriet immer stärker in Rückstand, sodass die Moral der Truppe stark litt und die Fahnenflucht zunahm. Obwohl der Militärhaushalt nicht ausreichte, wurde das Militärbudget um weitere 400.000 Taler reduziert. 1750 wurde jede Kompanie der Infanterie um einen Offizier und 20 Soldaten verkleinert. Auch die Ausbildung der Soldaten litt unter diesen Bedingungen; zwischen 1745 und 1753 wurde nur eine Feldübung durchgeführt. Diese fand im Sommer 1753 in Übigau bei Dresden statt. Der Armeebestand bei dieser Übung betrug nur noch 26.826 Mann inklusive Kreistruppen.
1755 sollte die Sollstärke je Kavalleriekompanie auf 30 Berittene und je Infanteriekompanie auf 49 Soldaten herabgesetzt werden. In Anbetracht der Kriegsgefahr wurde diese Maßnahme nicht mehr durchgesetzt. Nach dem Verlust von Schlesien an Preußen verbündete sich die Habsburgerin Marie Theresia mit Russland und Frankreich gegen Preußen und mobilisierte 1756 die Armee. Der Premierminister Graf von Brühl sicherte dem preußischen König Neutralität zu, dieser wusste aber von der Sympathie des sächsischen Hofs zur Habsburger-Monarchie. Sachsen war durch seine geografische Mittellage für Preußen ein gefährlicher Nachbar, der jederzeit den preußischen Truppen in Böhmen in den Rücken oder in Schlesien in die Flanke stoßen konnte. Friedrich beschloss, das Kurfürstentum im Handstreich und ohne vorherige Kriegserklärung zu besetzen. Graf von Brühl war sich sicher, dass der preußische König Sachsen nicht angreifen würde. Der Oberbefehlshaber der Armee, Graf Rutowsky, warnte den Kurfürsten vor einem Angriff. Er bat August III., in diesem Falle die sächsische Armee in Alarmbereitschaft versetzen zu dürfen und bei Struppen oberhalb von Pirna zu versammeln. Am 26. August ging an alle Regimenter der Befehl, nach Struppen zu marschieren. Der Abmarsch geschah so übereilt, dass die meisten Regimenter kaum Proviant und Munition mit sich führten. Bedingt durch die Finanzkürzungen war die Armee alles andere als kriegsbereit und konnte sich die Ausbildung der Soldaten nicht auf der Höhe der Zeit halten.

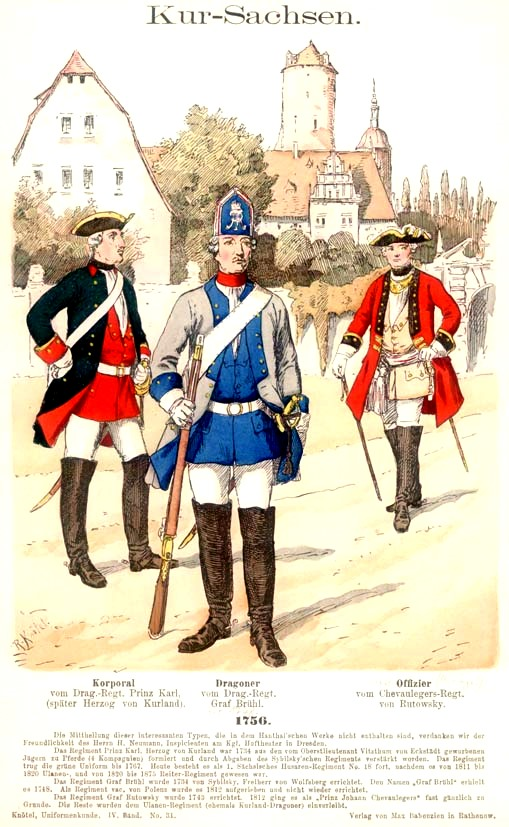
Sächsische Kavallerie zu Beginn des Siebenjährigen Krieges

Am 2. September begann der Einmarsch der preußischen Truppen. Die Armee zählte 70.000 Mann und war in drei Kolonnen unterteilt. Das Zentrum stand unter dem Oberbefehl des Königs und marschierte von Jüterbog in Richtung Torgau. Der rechte Flügel stand unter Befehl des Prinzen Friedrich von Braunschweig, der über Leipzig in Richtung Freiberg marschierte. Der linke Flügel, unter dem Oberkommando des August Wilhelm von Bevern, fiel über Elsterwerda und Königsbrück in Sachsen ein. August III. begab sich am 3. September zu seinen Truppen in das Feldlager bei Struppen. Die sächsischen Regimenter begannen mit Schanzarbeiten zur Befestigung des ausgedehnten Lagers. Dieses befand sich auf einem Plateau des linken Elbufers zwischen Elbe und Gottleubabach, dem befestigten Sonnenstein und der Festung Königstein. Die geografische Lage erinnerte an eine Bergfeste, welche nur zur statischen Verteidigung geeignet war. Die Truppen hatten kaum Proviant, und die Nachschubrouten waren blockiert. Die Armee lagerte in zwei Treffen, im ersten die Infanterie und im zweiten die Kavallerie. In dieser Position hoffte General von Rutowsky, den Preußen lange genug widerstehen zu können, bis der Entsatz der österreichischen Truppen das Lager erreicht. Am 9. September marschierten preußische Truppen in Dresden ein. Am folgenden Tag erreichten sie das Lager der sächsischen Armee und kesselten diese ein. Die Belagerungsarmee umfasste etwa 40.000 Mann, weitere 23.000 lagen an der Weißeritz bei Dresden. Dem preußischen König war bewusst, dass ein kaiserliches Entsatzheer unterwegs war. Er marschierte mit den nicht zur Belagerung benötigten Truppen in Böhmen ein und besiegte dieses Heer, welches unter dem Oberbefehl des Feldmarschalls Maximilian Ulysses Browne stand, in der Schlacht von Lobositz am 1. Oktober 1756.
Die Vereinigung mit den österreichischen Truppen misslang, so musste die sächsische Armee vor der preußischen Übermacht am 16. Oktober kapitulieren. Die sächsische Armee ging mit 18.177 Mann in Kriegsgefangenschaft. Friedrich II. benötigte dringend Soldaten im Kampf gegen Österreich, Frankreich und Russland und gliederte die Regimenter in die preußische Armee ein. Die ersten Regimenter marschierten bereits sieben Tage nach der Kapitulation und Waffenabgabe in die neuen Garnisonen ab.
Diesem Los entgingen allerdings die in Polen stationierten vier Kavallerieregimenter und zwei Ulanenpulks, die alle ab 1757 in österreichischem Sold gegen Preußen kämpfen sollten.

### Kampf gegen Preußen, Heimkehr und Reorganisation der Armee (1757–1778)
| Jahr | Datum               | Schlacht                                   |
| ---- | ------------------- | ------------------------------------------ |
| 1758 | 10. Oktober         | Schlacht bei Lutterberg                    |
| 1759 | 13. April           | Schlacht bei Bergen                        |
|      | 1. August           | Schlacht bei Minden                        |
| 1760 | 23. und 24. Juli    | Gefecht bei Angriff an der Eder            |
|      | 30. Juli            | Schlacht bei Warburg                       |
|      | 19. September       | Gefecht bei Baake an der Weser             |
| 1761 | 15. Februar         | Gefecht bei Langensalza                    |
|      | 15. Juli            | Gefecht bei Neuhaus                        |
|      | 5. August           | Gefecht bei Steinheim                      |
|      | 8.–11. Oktober      | Einnahme von Wolfenbüttel                  |
|      | 13. und 14. Oktober | Beschießung von Braunschweig               |
| 1762 | Juli                | Zweites und Drittes Gefecht von Lutterberg |

Im Frühjahr 1757 nahm die Fahnenflucht der sächsischen Soldaten in preußischen Diensten enorme Ausmaße an. Die sogenannten Revertenten (Rückkehrer) fühlten sich nicht an den unter Zwang geleisteten preußischen Fahneneid gebunden. Das Regiment Prinz Friedrich August, welches in Lübben und Guben garnisonierte, marschierte geschlossen ohne große Gegenwehr aus den preußischen Kasernen in Richtung Polen. Hier marschierte es in Richtung Königlich-Ungarn (heute Slowakei) ab. In der Nähe von Preßburg schloss es sich dem freien sächsischen Korps an. Dieses sogenannte „Sammlungswerk“ stand unter dem Oberbefehl des Prinzen Franz Xaver von Sachsen. Im Oktober 1757 zählte das Korps 7731 Mann. Da ein Rückmarsch nach Sachsen nicht möglich war und die freie sächsische Armee nicht aus eigenen Mitteln bezahlt werden konnte, vermittelte die sächsische Prinzessin Maria Josepha das Korps an den König von Frankreich, der sie 1758 in seinen Sold nahm. Der Vertrag wurde jeweils auf ein Jahr abgeschlossen, aber regelmäßig verlängert, zuletzt 1762. Die Soll-Stärke von 10.000 Mann wurde indes nie erreicht. Am 23. März 1763 begann die Truppe ihren Rückmarsch nach Sachsen. Die aus den Revertenten gebildeten 12 Bataillone führten die Tradition ihrer Stammeinheiten fort, die 1756 in preußische Gefangenschaft geraten waren. Im Verlauf des Krieges stießen vermehrt von den Preußen aus dem Land zwangsrekrutierte Sachsen zur Truppe, die noch nie unter sächsischer Fahne gedient hatten. Um das Jahr 1760 gehörte nur noch ein Viertel des Personalstandes zu den ursprünglich bei Pirna eingeschlossenen „alten“ Sachsen. Daneben gab es zahlreiche sächsische Veteranen, die sich nicht dem Sammlungswerk anschlossen, sondern auf eigene Faust einen Guerillakrieg gegen die preußischen Besatzer führten. Sie organisierten sich in Gruppen von einigen wenigen Köpfen bis zu mehreren hundert Mann.
Die zuvor in Polen stationierten Kavallerie-Einheiten fochten dagegen in österreichischem Sold: die Garde-Karabiniers, drei Regimenter Chevauxlegers und zwei Ulanen-Pulks.

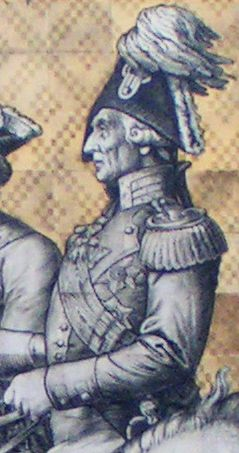
Friedrich August der Gerechte (Dresden, Fürstenzug)

Am 15. Februar 1763 wurde der Frieden von Hubertusburg zwischen Preußen und seinen Gegnern geschlossen. Der Krieg hatte zum Verlust der polnischen Krone und zur endgültigen Zerrüttung der Staatsfinanzen geführt. Mehr als 100.000 Menschen waren getötet worden, und 100 Millionen Taler an Kriegskosten waren entstanden. Kursachsen war am Ende des Krieges zu einem unbedeutenden europäischen Staat herabgesunken. Kursachsen sollte fortan eine unkriegerische Politik führen und die Armee eine untergeordnete Rolle spielen.
Im April 1763 kehrte das sächsische Korps nach Sachsen zurück und bezog teilweise die ursprünglichen Garnisonsstädte. Nach dem Siebenjährigen Krieg bestand die sächsische Armee aus 13 Infanterie- und zwölf Kavallerieregimentern. Am 5. Oktober 1763 starb August III., und sein Sohn Friedrich Christian übernahm die Kurfürstenwürde. Er verzichtete auf das Anrecht auf die polnische Krone und wollte sich auf den Wiederaufbau des Kurfürstentums Sachsen und seiner Armee konzentrieren. Bereits wenige Wochen später verstarb Friedrich Christian, und sein Bruder Prinz Xaver, der das sächsische Korps gegen Preußen führte, übernahm als Administrator für den noch minderjährigen Sohn Friedrich Christians, Friedrich August I. (1763–1827), die Führung des Kurfürstentums. Unter seiner Leitung wurde die Armee neu strukturiert und vergrößert. Als Vorbild der Restrukturierung diente die preußische Armee. Die Infanterieregimenter wurden in drei Bataillone mit zwei Grenadier- und zwölf Musketierkompanien unterteilt. Der Sollbestand eines Regimentes betrug 1672 Ober- und Unteroffiziere und Soldaten.
Bei der Heerschau von 1763 setzte sich die Infanterie aus 9842 Mann, darunter 651 Offiziere, zusammen. Die Kavallerie wurde mit 4810 Reitern, inklusive 336 Offizieren, beziffert. Die Kavallerie hatte aber nur 2434 Pferde in ihrem Bestand, sodass auf ein Pferd zwei Kavalleristen kamen. Die Artillerie hatte eine Stärke von 1158 Mann. In den sächsischen Festungen wurden 477 Besatzungssoldaten als Garnison gezählt. Dennoch waren in Anbetracht der finanziellen Belastungen des vorangegangenen Krieges die Regimenter bis 1767 nur bis auf die Hälfte der planmäßigen Mannschaftsstärke aufgefüllt worden. Ab dieser Zeit wurde der Garnisonsdienst in Dresden jeweils für ein Jahr von einem der Infanterieregimenter ausgeführt. Dies sollte den gleichmäßigen Ausbildungsstand der Infanterieregimenter garantieren. Außerdem leisteten alle Truppen ihren Dienst zeitweise in der Landeshauptstadt. Zu diesen Diensten zählte auch der Wachdienst auf den verschiedenen Besitztümern der kurfürstlichen Familie. Auf einer weiteren Heeresschau im Jahre 1768, fünf Jahre nach der vorangegangenen, wuchs der Gesamtbestand der Infanterie bereits auf 16.449 Mann und die Gesamtstärke der Armee auf 23.567 Soldaten an. Prinz Xaver belebte im Jahre 1768 den Militär-Sankt-Heinrichs-Orden. Er änderte den eingravierten Leitspruch des Ordens auf „Virtuti in Bello“, zu deutsch „Der Tapferkeit im Kriege“. Außerdem fügte er dem Orden eine weitere Klasse hinzu. Er unterteilte sich nun in Großkreuz, Kommandeurskreuz und Ritterkreuz. An Stelle des polnischen weißen Adlers wurde die sächsische Rautenkrone als Symbol des Ordens gewählt. Der Orden wurde fortan an einem blauen Band mit zitronengelbem Rand getragen. 1776 wurde ein neues Exerzierreglement für die Infanterie eingeführt.

### Vom Bayerischen Erbfolgekrieg bis zum Krieg gegen Napoleon (1778–1805)

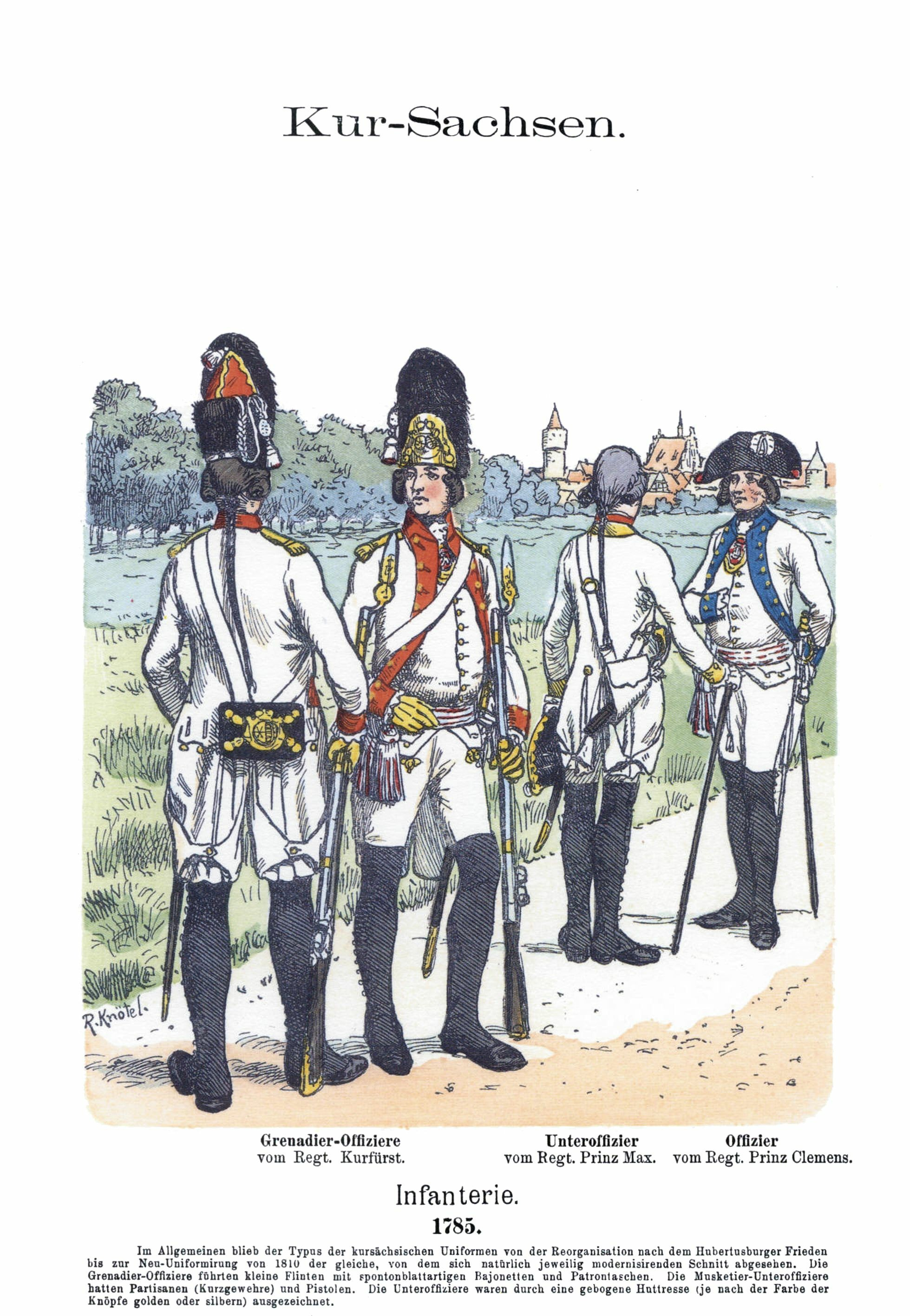
Infanterieuniformen um 1784
Gut zu erkennen ist, dass die Uniform ab 1765 bis auf die Dublüre komplett weiß gehalten war

1777 starb Kurfürst Maximilian III. von Bayern, ohne einen Erben zu hinterlassen. Aus dieser Situation entwickelte sich erneut ein Brandherd in Mitteleuropa, der Bayerische Erbfolgekrieg. Auch in diesen Kabinettskrieg wurde das sächsische Fürstenhaus hineingezogen, denn es erhob erbliche Ansprüche auf Teile Bayerns. Die Außenpolitik Sachsens verlor nun endgültig ihre Orientierung und schlug fortan einen „Zickzackweg“ wechselnder Koalitionen ein, der bis 1813 vorherrschte. Gemeinsam mit Preußen rückte ein sächsisches Armeekorps im Frühjahr 1778 in Böhmen ein. Dem Korps gehörten zehn Infanterieregimenter, sechs Grenadierbataillone und sechs Kavallerieregimenter der sächsischen Armee an. Den Oberbefehl hatte Generalleutnant Graf Friedrich Christoph zu Solms-Wildenfels. In diesem Feldzug kam das kurz zuvor gegründete Feldjägerkorps zum ersten Mal zum Einsatz. Es hatte eine Gesamtstärke von 498 Mann und orientierte sich an Einsatztaktik und Reglements an den preußischen Pendants. Die Soldaten dieses Korps wurden aus Jägern und Scharfschützen rekrutiert. Alle Angehörigen dieser Einheit waren Sachsen. Der Konflikt endete im Jahre 1779, ohne dass nennenswerte kriegerische Auseinandersetzungen stattfanden. Am 13. Mai 1779 wurden im Frieden von Teschen alle erblichen Forderungen von Sachsen durch die einmalige Zahlung von sechs Millionen Gulden abgegolten.
Ab dem Jahre 1780 wurden sowohl die Infanterie als auch die Kavallerie wieder zahlenmäßig aufgestockt. In den 1770er Jahren wurden aus finanziellen Gründen die Sollstärken der Regimenter deutlich heruntergesetzt und die Kavallerieregimenter auf acht reduziert. Mit den beginnenden Revolutionswirren in Europa am Ende des Zeitalters des klassischen Absolutismus stockten viele deutsche Fürsten und Könige ihre Armeen aber wieder auf. Auch der sächsische Kurfürst vergrößerte seine Armee in den Jahren 1780–1785. 1789 wurde das Feldjägerkorps wieder aufgelöst und die Soldaten zur weiteren Verstärkung den Infanterieregimentern zugeordnet. Ein Jahr später wurde auf Befehl des Kurfürsten das erste sächsische Husarenregiment aufgestellt. Das Regiment hatte eine Sollstärke von 508 Mann und 502 Pferden. Die Reiter wurden aus den anderen Kavallerieregimentern rekrutiert. Diese mussten ihre kleinsten Reiter dem Husarenregiment zur Verfügung stellen. Ab 1780 wurden alljährlich Truppenübungen durchgeführt. Diese fanden zum Beispiel in der Nähe von Leipzig, Dresden, Großenhein, Mühlberg und Staucha statt. Die Übungen wurden bis 1787 im Frühjahr durchgeführt, von dann im Herbst jeden Jahres. Die Manöver dauerten 14 Tage; im Vorfeld wurden die beurlaubten Soldaten einberufen. Die Friedenszeit nutzte der Kurfürst zur allgemeinen Ausbildung und Angleichung der Standards an jenen der preußischen Armee, denn wie sein Vorgänger, Prinz Xaver, war Friedrich August III. von der preußischen Armee beeindruckt und verfolgte eine preußenfreundliche Außenpolitik.
Mit Beginn der Französischen Revolution und den daraus entstehenden Konflikten zwischen Frankreich und den deutschen Staaten wurde im Jahre 1792 ein sächsisches Kontingent mobilgemacht. Es kämpfte an der Seite von Preußen und Österreich gegen das revolutionäre Frankreich. Es bestand aus fünf Bataillonen Infanterie, zehn Eskadronen Kavallerie und einer Artillerieeinheit mit der Starke von zehn Regimentsstücken und einer Mörserbatterie, im Ganzen etwa 6000 Mann und 3000 Pferde. Das sächsische Korps nahm erfolgreich an der Schlacht bei Kaiserslautern teil. 1794/95 verblieben die sächsischen Kontingente innerhalb der Reichsarmee. Das Kontingent wuchs 1795 auf etwa 9000 Mann an. Da die französische Armee im Westen stetig vorrückte, beschloss der Kurfürst, seine Truppen aus der Rheinarmee herauszulösen und zurückzuführen. Im Oktober 1795 begann der Rückmarsch in die Heimat. Die Regimenter wurden durch weitere Truppen aus dem Kurfürstentum verstärkt und verschanzten sich an der westlichen Landesgrenze Sachsens. Im August 1796 begannen zwischen Sachsen und Frankreich Nichtangriffsverhandlungen. Zwischen den Staaten wurde eine Neutralitätslinie ausgehandelt, und im September 1796 wurden alle sächsischen Soldaten wieder in ihre Heimatkasernen verlegt. Am 17. März 1796 stiftete Friedrich August III. die goldene und silberne Tapferkeitsmedaille des Militär-Sankt-Heinrichs-Ordens. Diese Auszeichnung wurde am 2. August zum ersten Mal an verdiente Unteroffiziere und Mannschaften verliehen. Im Jahre 1798 war die sächsische Armee wie folgt aufgestellt:

| Waffengattung                  | Regimenter                                   | Regimentsstärke |
| ------------------------------ | -------------------------------------------- | --------------- |
| Garde                          | Garde du Corps                               | 483             |
|                                | Schweizer Leibgarde                          | 140             |
|                                | Leibgrenadiergarde                           | 1122            |
| Infanterie                     | Rgt. Kurfürst                                | 1798            |
|                                | Rgt. von Langenau                            | 1798            |
|                                | Rgt. Prinz Clemens                           | 1798            |
|                                | Rgt. Prinz Anton                             | 1798            |
|                                | Rgt. Xaver                                   | 1798            |
|                                | Rgt. Prinz Maximilian                        | 1798            |
|                                | Rgt. Generalmajor von Nostitz                | 1798            |
|                                | Rgt. Generalmajor von Zanthier               | 1798            |
|                                | Prinz Adolph Johann von Sachsen-Gotha        | 1798            |
|                                | Rgt. Generalmajor von Lindt                  | 1798            |
|                                | Rgt. Generalmajor von Niesemeuschel          | 1798            |
| Kavallerie                     | Karabiniers                                  | 740             |
|                                | Husaren                                      | 1140            |
|                                | Chevaulegerregiment Prinz von Kurland        | 740             |
|                                | Chevaulegerregiment Prinz Albrecht           | 740             |
|                                | Chevaulegerregiment von Gersdorff            | 740             |
|                                | Chevaulegerregiment Prinz von Sachsen/Weimar | 740             |
|                                | Kürassierregiment Kurfürst                   | 740             |
|                                | Kürassierregiment von Zezschwitz             | 740             |
| Artillerie                     | Fußartillerie                                | 1848            |
|                                | Berittene Artillerie                         | 242             |
| Pontoniere                     | 1 Kompanie                                   | 57              |
| Trains                         | 1 Bataillon                                  | 330             |
| Ingenieurskorps                |                                              | 46              |
| Garnisons- und Halbinvalienden | 4 Kompanien                                  | 608             |
| Kadettenkorps                  |                                              | 130             |
|                                | Gesamtstärke 1798                            | 31.644          |

In den folgenden Jahren wurde die Gefechtsaufstellung der sächsischen Armee leicht verändert. Durch die Erfahrungen im vergangenen Krieg gegen Frankreich wurde das Regiment als Gefechtsformation durch das beweglichere kleinere Bataillon abgelöst. Das Regiment hatte nur noch einen formellen Stellenwert. Für Gefechtsübungen wurden jeweils vier Kompanien zu einem Bataillon zusammengestellt. Das ergab pro Rent zwei Musketierbataillone. Von jeweils zwei Regimentern wurden die zwei Grenadierkompanien zu einem Bataillon zusammengeführt. Dennoch beharrte man auf der alten Lineartaktik des Siebenjährigen Krieges. Auch wurden bis 1805 mehrere Reglements verändert. Zum Beispiel wurde die Marschgeschwindigkeit der Infanterie von 75 auf 90 Schritt pro Minute erhöht. Des Weiteren erhielt jedes Infanterieregiment vier Vierpfünder als Artillerieunterstützung und zur Abdeckung der schwerfälligen Truppenbewegungen auf dem Schlachtfeld. Die Infanterie war noch immer mit alten Steinschlossgewehren ausgerüstet. Diese hatten einen gerade gezogenen Lauf und waren nur kurz geschäftet. Bei dieser Waffe stand nicht der Gefechtsnutzen im Vordergrund, sondern die bessere Handhabung beim Exerzieren. Es wurden selten Schießübungen der Infanterie durchgeführt, sodass die Durchschlagskraft der Linieninfanterie im Feuergefecht schwach war.
1800 wurden erstmals in jedem Regiment Schützen ausgebildet. Pro Kompanie wurden ein Korporal und die acht besten Gewehrschützen zu Tirailleuren ausgebildet. Die Tirailleure schwärmten vor dem Kampf vor ihren Bataillonen (teilweise auch dazwischen) aus, um mehr Platz zum Schießen zu haben. Des Weiteren sollten sie, wenn möglich, vorteilhafte Örtlichkeiten ausmachen und besetzen, um den Gefechtsverlauf positiv zu beeinflussen. Im Jahre 1809 wurde aus allen Schützen der sächsischen Armee das 1. und 2. Regiment Leichte Infanterie gegründet. Dieses Regiment wurde der Stamm des späteren Schützen-(Füsilier-)Regiment „Prinz Georg“ (Königlich Sächsisches) Nr. 108. Als Napoleon im Herbst 1805 die Grenze zu Preußen überschritt und seinen Siegeszug gegen die deutschen Königs- und Fürstentümer begann, wurde die sächsische Armee am 1. November mobilisiert und an die westliche Landesgrenze entsandt.

### Niederlage gegen Napoleon und die Erhebung Sachsens zum Königreich (1805–1807)
| Regiment               | Garnison                                               |
| ---------------------- | ------------------------------------------------------ |
| Churfürst              | Zeitz, Borna und Weißenfels                            |
| von Niesemeuschel      | Bautzen, Görlitz und Zittau                            |
| von Low                | Luckau, Jüterbog und Wittenberg                        |
| Prinz Anton            | Großenhain, Doberlug-Kirchhain und Kamenz, und weitere |
| Prinz Maximilian       | Chemnitz, Annaberg, Mittweida und Zschopau             |
| Prinz Clemens          | Langensalza, Tennstedt, Thamsbrück und Weißensee       |
| Prinz Friedrich August | Torgau, Belgern und Oschatz                            |
| Prinz Xaver            | Naumburg, Eckartsberga, Laucha und Merseburg           |
| von Rechten            | Zwickau, Neustadt, Plauen und Schneeberg               |
| Sänger                 | Guben, Sorau und Spremberg                             |
| von Thümmel            | Wurzen, Döbeln, Colditz, Geringswalde und Grimma       |
| von Bevilaqua          | Leipzig, Delitzsch und Eilenburg                       |

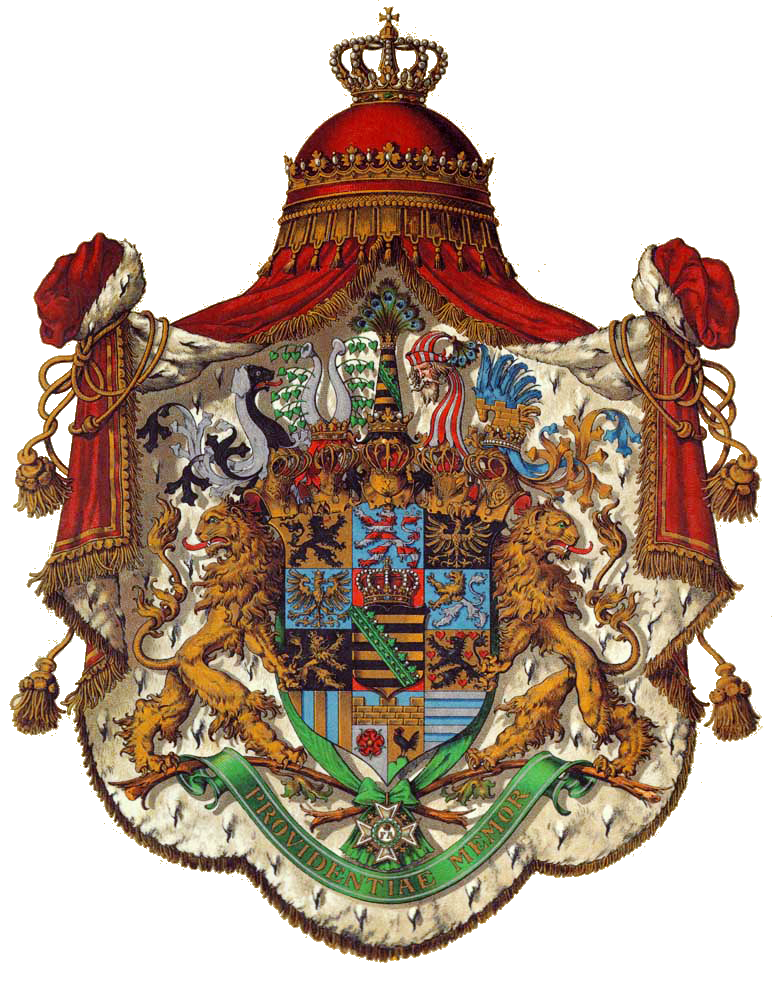
Wappen des ersten sächsischen Königs Friedrich August I.

Der sächsische König, der sich in seinem Festhalten an den Reichsgedanken von Österreich verlassen sah, entschloss sich zum Kampf gegen Napoleon und schlug sich auf die Seite der Preußen. Ab dem 10. September 1806 wurde ein 22.000 Mann starkes Heer unter Befehl des Generalleutnants von Zezschwitz zur Verteidigung und Sicherstellung der westlichen Landesgrenze aufgestellt. Dem Korps gehörten sechs Grenadier- und 19 Musketierbataillone Infanterie, acht schwere und 24 leichte Schwadronen Kavallerie sowie sieben Batterien zu Fuß und eine Artilleriebatterie zu Pferd mit insgesamt 50 vierpfündigen Regimentsstücken an. Anfang Oktober überschritt der französische Kaiser mit 170.000 Mann den Main weiter Richtung Osten. Den Franzosen stand das preußisch-sächsische Heer auf der Höhe von Jena und Erfurt gegenüber. Insgesamt waren dies 120.000 Mann, davon etwa 20.000 Sachsen. Napoleon Bonaparte schlug am 14. Oktober 1806 mit seiner Hauptarmee die preußisch-sächsische Armeeabteilung Hohenlohe bei Jena, während zur gleichen Zeit etwa 25 Kilometer entfernt Marschall Louis-Nicolas Davout mit seinem Korps die ihm zahlenmäßig deutlich überlegene preußische Hauptarmee unter dem Herzog von Braunschweig bei Auerstedt schlagen konnte. Insgesamt hatten die Preußen und Sachsen in den beiden Schlachten 33.000 Tote, Verwundete und Gefangene zu beklagen.
Im Frieden von Posen am 11. Dezember 1806 unterzeichneten der sächsische Kurfürst und der französische Kaiser einen Separatfrieden. Der Kurfürst verpflichtete sich, 20.000 Mann der Armee dem Rheinbund zur Verfügung zu stellen und weitere 6000 Mann an Hilfstruppen für den bevorstehenden französischen Feldzug gegen Preußen zu stellen. Als Gegenleistung erhob der Kaiser Bonaparte das Kurfürstentum Sachsen zum Königreich Sachsen. Ab diesem Moment lautet die korrekte Bezeichnung der Armee „Königlich Sächsische Armee“. Das sächsische Korps wurde Anfang 1807 mobilgemacht und in zwei Brigaden unterteilt. Es bestand aus zwei Grenadier- und sechs Musketierbataillonen Infanterie, fünf Schwadronen Kavallerie und zwei Artilleriebatterien zu je sechs Geschützen. Am 5. Februar 1807 nahm der König in einer Revue das versammelte Korps ab, und dieses rückte am nächsten Morgen in Richtung Polen ab. Am 7. März wurde das sächsische Hilfskorps dem X. französischen Armeekorps unterstellt. Dieses war ein gemischtes Korps, bestehend aus Franzosen, Polen, Sachsen und Soldaten aus dem Großherzogtum Baden. Die X. Armee wurde von Napoleon zur Belagerung der Stadt Danzig eingesetzt. Am 12. März wurde die Festung eingeschlossen und musste sich am 24. Mai ergeben. Weitere Schlachten mit sächsischer Beteiligung in diesem Krieg waren die Eroberung der Holminsel vor Danzig und die Eroberung der Festung Weichselmünde.
Am 3. Juni nahm der französische Kaiser in Marienburg eine Revue der siegreichen Truppen des X. Armeekorps ab. Löblich sprach er sich über die sächsischen Grenadiere und ihren Kampfeswillen aus. Vom Grenadierbataillon von Larisch ließ sich Napoleon die Carreeformation vorführen. Trotz der siegreichen Gefechte mit sächsischer Beteiligung wurde der Feldzug von der Grande Armée nicht gewonnen. Die sächsischen Truppen zogen sich im Herbst auf polnisches Gebiet zurück und blieben in Bereitschaft.

### Die Kriege an der Seite der Grande Armée (1809–1814)

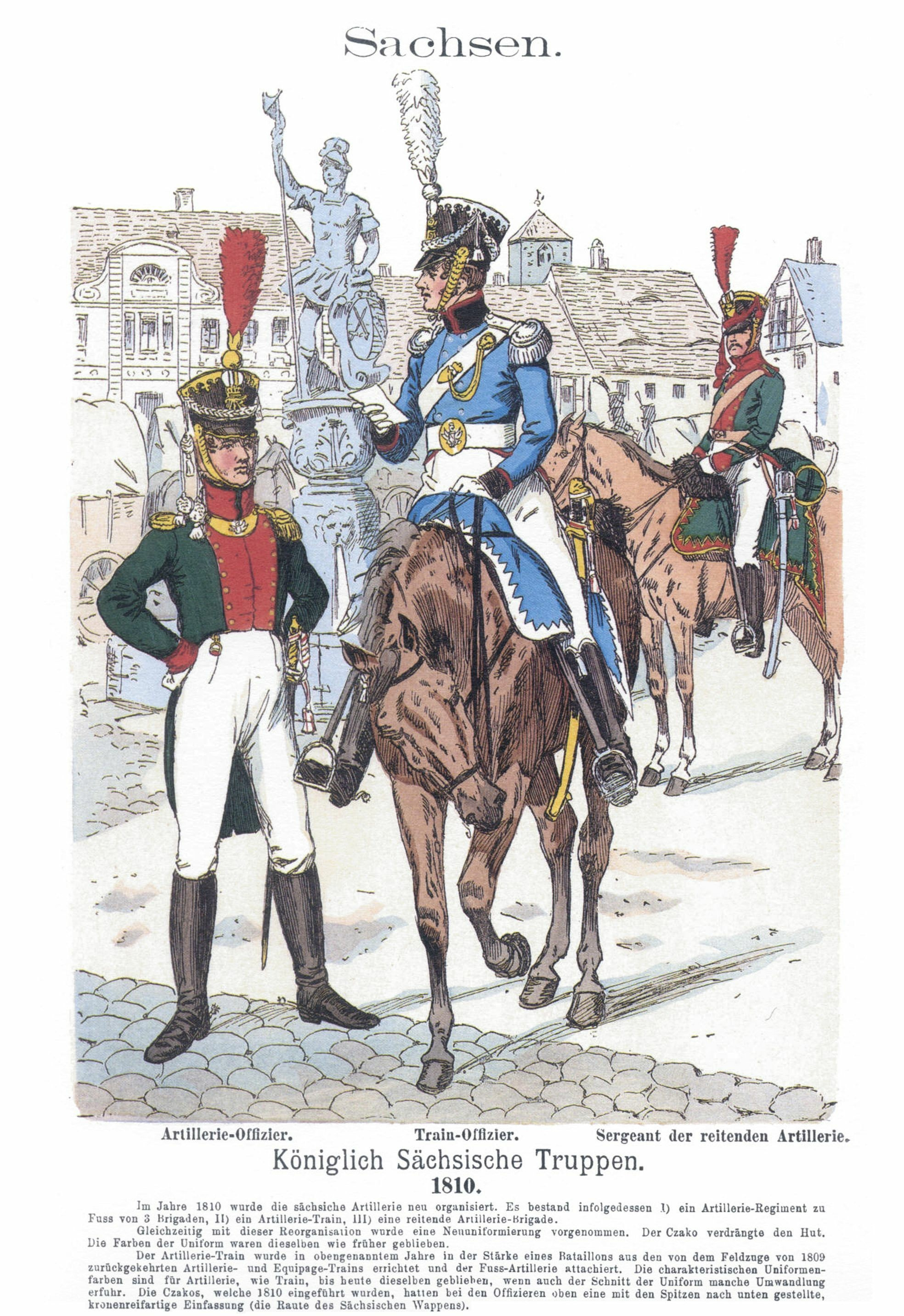
Artillerieoffizier, Trainoffizier, Sergeant der reitenden Artillerie um 1810

Österreich, das 1805 bereits von Napoleon geschlagen worden war, rüstete sich im Jahre 1809 erneut zum Kampf gegen die Franzosen. Als Mitglied des Rheinbundes war Sachsen erneut gezwungen, Truppen zu stellen. Der König mobilisierte seine Armee im Februar 1809. Am 7. März übernahm Marschall Jean-Baptiste Bernadotte das Kommando über das in zwei Divisionen eingeteilte, als 9. Armeekorps im Rheinbundheer aufgestellte sächsische Kontingent. Das Korps war etwa 16.000 Mann stark. In diesem Krieg wurden erstmals alle sächsischen Schützen zu einem eigenständigen Verband zusammengeschlossen. Die Schlachten mit sächsischer Beteiligung in diesem Krieg waren die Belagerung von Linz, das Gefecht von Dornach und die Schlacht bei Wagram. Der Sieg in der Schlacht bei Wagram wurde von den Sachsen teuer erkauft. Nach dem zwei Tage andauernden Gefecht waren 132 Offiziere und 4103 Unteroffiziere und Gemeine tot, verwundet oder vermisst.
Auf der Basis eines bereits 1804 verbesserten Exerzierreglements für die Infanterie (dessen Kernpunkt u. a. der raschere Marsch mit 90 statt bisherigen 75 Schritten pro Minute war und nach dem die Manöverschlachten planmäßig von der Königspartei gewonnen wurden) sowie nach dem vorzüglichen französischen Infanteriereglement von 1808 erarbeiteten Generalleutnant Karl Christian Erdmann von Le Coq, die Generalmajoren Karl Wilhelm Ferdinand von Funck, Karl von Gersdorff und Johann Adolf von Thielmann sowie Oberst Friedrich von Langenau im Frühjahr 1810 das neue sächsische Reglement. Dieses wurde mit dem 1. Mai 1810 offiziell in Kraft gesetzt.
Weitere Veränderungen im Rahmen der sächsischen Militärreformen:
1. Verjüngung des Offizierskorps
2. Verminderung des chirurgischen Personals bei gleichzeitiger Verbesserung des Militärmedizinwesens
3. Wegfall der Gewehre für Offiziere – stattdessen Dienstvollzug mit gezogenem Degen
4. Abgabe der Fahnen der Artillerie an das Hauptzeughaus – Vereidigung der Mannschaft nur auf die Kanone
5. Auflösung des zwischenzeitlich (1809) errichteten Stabsbataillons
6. Verbesserung der Militärjustizpflege – Mitspracherecht höherer Offiziere in Strafsachen – Verbot der körperlichen Züchtigung als Bestrafungsmaßnahme
7. Veränderung der Uniform nach französischem Muster sowie Einführung neuer Gewehre, Bajonette und Seitenwaffen
8. Ausbildung in neuer Fechtweise: Kolonnen mit Tirailleurschwärmen statt der alten, starren Form der Lineartaktik
9. Einführung eines ersten Exerzierreglements für die Artillerie
10. Statt Werbung im Inland mit Aushebung nun landesweite Rekrutierung mit Kreiskommissionen als Ersatzsystem mit einer festgesetzten Dienstzeit von zehn beziehungsweise acht Jahren für die Rekruten

Die Königlich Sächsische Armee erfuhr durch diese Reorganisation einen Aufschwung. Zudem wurde mit der Reorganisation die bis dahin geläufige Kompaniewirtschaft beendet. Die neue Heeresverwaltung brachte vor allem völlig veränderte Bedingungen in Bezug auf Verpflegung, Bekleidung und Ausrüstung der Truppenteile. Das Oberkommando der erneuerten Armee führte nominell der König. Im Jahre 1810 war Generalmajor Heinrich von Cerrini di Monte Varchi Kriegsminister, Generalmajor von Gersdorff Generalstabschef. Im Ergebnis dieser Militärreform gliederte sich die Königlich Sächsische Armee mit Jahresbeginn wie folgt:
- 1. Infanterie-Division, unter dem Kommando des Generalleutnants von Zeschau, Divisionsstab in Dresden
  - dem Generalstab in Dresden unterstellt die Leibgrenadiergarde
  - 1. Brigade, Generalmajor von Dryherrn, Brigadestab in Dresden
    - Infanterieregiment König mit 2073 Mann
    - Infanterieregiment Niesemeuschel mit 2073 Mann
    - aus beiden Regimentern das Grenadierregiment (vier Kompanien)

  - 2. Brigade, Generalmajor von Nostitz, Brigadestab in Bautzen
    - Infanterieregiment Prinz Anton mit 2073 Mann
    - Infanterieregiment von Low mit 2073 Mann
    - aus beiden Regimentern das Grenadierregiment (vier Kompanien)
- 2. Infanterie-Division, unter dem Kommando des Generalleutnants Karl Christian Erdmann von Le Coq, Divisionsstab in Dresden
  - 1. Brigade, Generalmajor von Klengel, Brigadestab in Chemnitz
    - Infanterieregiment Prinz Maximillian mit 2073 Mann
    - Infanterieregiment von Rechten mit 2073 Mann
    - aus beiden Regimentern das Grenadierregiment (vier Kompanien)

  - 2. Brigade, Generalmajor von Steindel, Brigadestab in Eilenburg
    - Infanterieregiment Prinz Friedrich August mit 2073 Mann
    - Infanterieregiment Prinz Clemens mit 2073 Mann
    - aus beiden Regimentern das Grenadierregiment (vier Kompanien)
- Brigade Leichte Infanterie, unter dem Kommando des Generalmajor Saher von Sahr, Brigadestab in Zeitz
  - 1. Regiment Leichte Infanterie mit 1652 Mann
  - 2. Regiment Leichte Infanterie mit 1652 Mann
  - Jägerkorps mit 124 Mann
- Kavalleriedivision, unter dem Kommando des Generalleutnants Freiherr von Gutschmidt, Divisionsstab in Dresden
  - dem Generalstab in Dresden unterstellt das Garde du Corps
  - 1. Brigade, Generalleutnant von Funk, Brigadestab in Pegau
    - Chevauxlegerregiment Prinz Clemens mit 768 Mann und 718 Pferden
    - Chevauxlegerregiment von Polenz mit 768 Mann und 718 Pferden
    - Husarenregiment mit 1065 Mann und 1002 Pferden

  - 2. Brigade, Generalleutnant Thielemann, Brigadestab in Dresden
    - Leibkürassiergarde mit 768 Mann und 718 Pferden
    - Kürassierregiment von Zastrow mit 768 Mann und 718 Pferden

  - 3. Brigade, Generalmajor von Barner
    - Chevauxlegerregiment Prinz Johann mit 768 Mann und 718 Pferden
    - Chevauxlegerregiment Prinz Albrecht mit 768 Mann und 718 Pferden
    - Artilleriebrigade zu Roß mit 242 Mann mit 226 Pferden

Dem Generalstab in Dresden unterstanden:
- Fußartillerie mit 1848 Mann
- Kadettenkorps
- Königliche Schweizergarde
- Geniewesen mit Ingenieurkorps
- Sappeure und Pontoniere (die späteren Pioniertruppen)
- Garnisonskompanien wie die Halbinvalidenkompanien aus Nichtfelddiensttauglichen

Insgesamt hatte die Armee eine etatmäßige Stärke von 36 Eskadronen der Kavallerie mit insgesamt 6577 Mann, 31 Infanteriebataillonen bzw. Artilleriebrigaden mit zusammen 24.937 Mann und einem eximinierten Korps mit 266 Mann, alles in allem 31.780 Mann. Bei der Neuformierung der Armee wurden die Karabiniers und die vier Infanterieregimenter Oebschelwitz, Cerrini, Burgdorf und Dryherrn aufgelöst und unter den anderen Regimentern aufgeteilt. Die neuformierten Regimenter erhielten folgende Garnisonsstädte im Königreich zugewiesen:
| Regiment                                            | Garnison                          |
| --------------------------------------------------- | --------------------------------- |
| Leibgrenadiergarde                                  | Dresden                           |
| 1. Linien-Infanterieregiment König                  | Dresden und Großenhain            |
| 2. Linien-Infanterieregiment vacant Niesemeuschel   | Dresden und Großenhain            |
| 3. Linien-Infanterieregiment Prinz Anton            | Bautzen, Görlitz und Sorau        |
| 4. Linien-Infanterieregiment vacant Low             | Luckau, Guben und Sorau           |
| 5. Linien-Infanterieregiment Prinz Maximilian       | Chemnitz, Döbeln und Freiberg     |
| 6. Linien-Infanterieregiment vacant Rechten         | Zwickau, Neustädtel und Sorau     |
| 7. Linien-Infanterieregiment Prinz Friedrich August | Torgau, Oschatz und Wittenberg    |
| 8. Linien-Infanterieregiment Prinz Clemens          | Leipzig, Eilenburg und Wittenberg |
| 1. Regiment Leichter Infanterie                     | Zeitz und Weißenfels              |
| 2. Regiment Leichter Infanterie                     | Naumburg und Merseburg            |
| Jäger-Corps                                         | Eckartsberga                      |

| Regiment                            | Garnison |
| ----------------------------------- | --- |
| Garde du Corps                      | Dresden, Dippoldiswalde, Pirna und Radeberg                                                                             |
| Leibkürassiergarde                  | Oederan, Frankenberg, Marienberg und Penig                                                                              |
| Kürassiere von Zastrow              | Grimma, Borna, Geithain und Rochlitz                                                                                    |
| Husarenregiment                     | Cölleda, Altenstädt, Artern, Bretleben, Bottendorf, Heldrungen, Langensalza, Roßleben, Schönewerda, Schönfeld und Wiehe |
| Chevauxlegerregiment Prinz Clemens  | Pegau, Lützen, Schkeuditz und Zwenkau                                                                                   |
| Chevauxlegerregiment vacant Polenz  | Querfurt, Freyburg, Schafstädt und Sangerhausen                                                                         |
| Chevauxlegerregiment Prinz Johann   | Mühlberg, Düben, Kemberg und Schmiedeberg                                                                               |
| Chevauxlegerregiment Prinz Albrecht | Lübben, Cottbus und Lübbenau                                                                                            |

Am 15. Februar 1812 machte die Armee für den bevorstehenden Russlandfeldzug Napoleons mobil. Das sächsische Kontingent nahm als 21. und 22. Division des VII. Armeekorps der Grande Armée unter dem Befehl des französischen Divisionsgenerals Graf Jean-Louis-Ebenezer Reynier – der stets ein Herz für seine Soldaten aus Sachsen hatte – an diesem Feldzug teil. Insgesamt stellten die Sachsen 18 Infanteriebataillone, 28 Kavallerieschwadronen, 56 (Sechs- und Vierpfünder)-Geschütze, zusammen waren dies 21.200 Mann und 7.000 Pferde. Im März 1812 marschierten die Sachsen aus ihren Feldquartieren in der Nähe von Guben in Richtung Russland. Während dieses Marsches wurden auf Befehl des Kaisers das Gardereiterregiment Garde du Corps und das Kürassierregiment von Zastrow sowie die reitende Artilleriebatterie von Hiller aus dem sächsischen Verband gelöst und mit den polnischen Kürassieren ins IV. Kavalleriekorps als Brigade Thielmann eingereiht. Diese war 2070 Mann stark und beteiligte sich am Vormarsch auf die russische Hauptstadt Moskau. Bei der Schlacht an der Moskwa wurde die Hälfte dieser Brigade vernichtet, das Garde du Corps konnte jedoch als erstes in die russische Hauptschanze eindringen. Die Reste marschierten mit dem Marschall Murat am 14. September in Moskau ein.

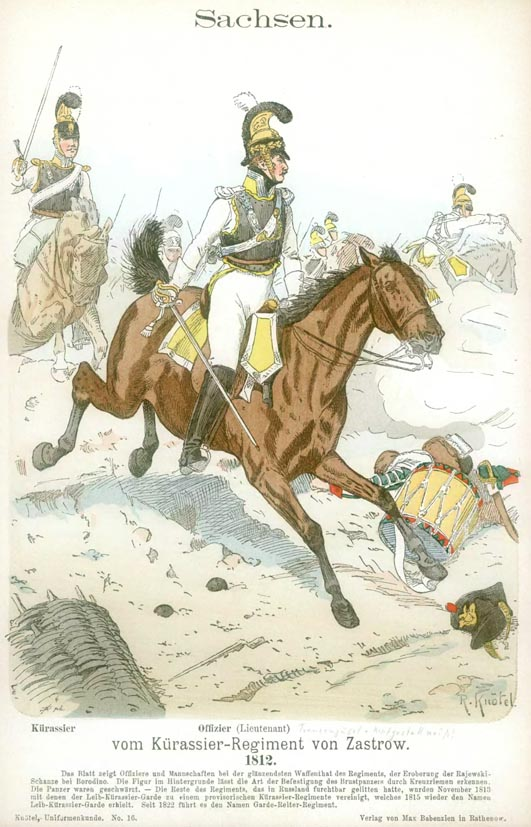
Sächsisches Kürassierregiment von Zastrow im Russlandfeldzug

Der Russlandfeldzug endete für die sächsische Armee katastrophal. Im Januar 1813 war von dem mehr als 28.000 Mann starken Heer nicht mehr viel übrig. Am schlimmsten waren die Verluste der Kavallerieregimenter. Vom Garderegiment Garde du Corps und dem Kürassierregiment von Zastrow überlebten nur etwa 70 Soldaten. Das Chevauxlegerregiment Prinz Albrecht erlebte ebenfalls eine totale Vernichtung, von den 628 Reitern kehrten nur 30 in die Heimat zurück. Die beiden Infanterieregimenter von Rechten und Low und das Chevauxlegerregiment Prinz Johann zogen mit Sonderaufträgen in den Krieg. Sie gelangten unter der Führung des Marschalls Victor bis vor Smolensk. Hier bekam die Armee des Marschalls den Befehl, den Rückzug nach einem Gefecht zu sichern. Dabei gingen die übriggebliebenen 200 Reiter des Regimentes Prinz Johann in Gefangenschaft, von den Infanterieregimentern überlebten nur 100 Mann. Diese zogen sich zur Beresina zurück. Bei der Schlacht an der Beresina fielen weitere 40 Mann. Der Bestand der Regimenter schrumpfte stetig. Am 20. Dezember wurden die letzten Angehörigen der Regimenter gefangen genommen. Vom Regiment von Rechten kehrten nur zehn Offiziere heim; vom Regiment von Low kehrten sechs Offiziere heim.
Von den beiden Leichten Infanterieregimentern blieb im Dezember 1812 jeweils nur knapp ein Bataillon übrig. Um zumindest die Bataillonsstärke wieder zu erreichen, mussten alle sächsischen Infanterieregimenter Soldaten für die Leichten Bataillone abstellen. Auch dieses sächsische Korps hatte im Laufe des Feldzuges enorme Verluste. Neben den Verlusten in den Gefechten um den Bug im November 1812 erfroren Tausende Soldaten des VII. Armeekorps auf dem Rückmarsch zur Beresina. Von der sächsischen Armee überlebten nur 1436 Mann.

### Die Befreiungskriege (1813–1815)

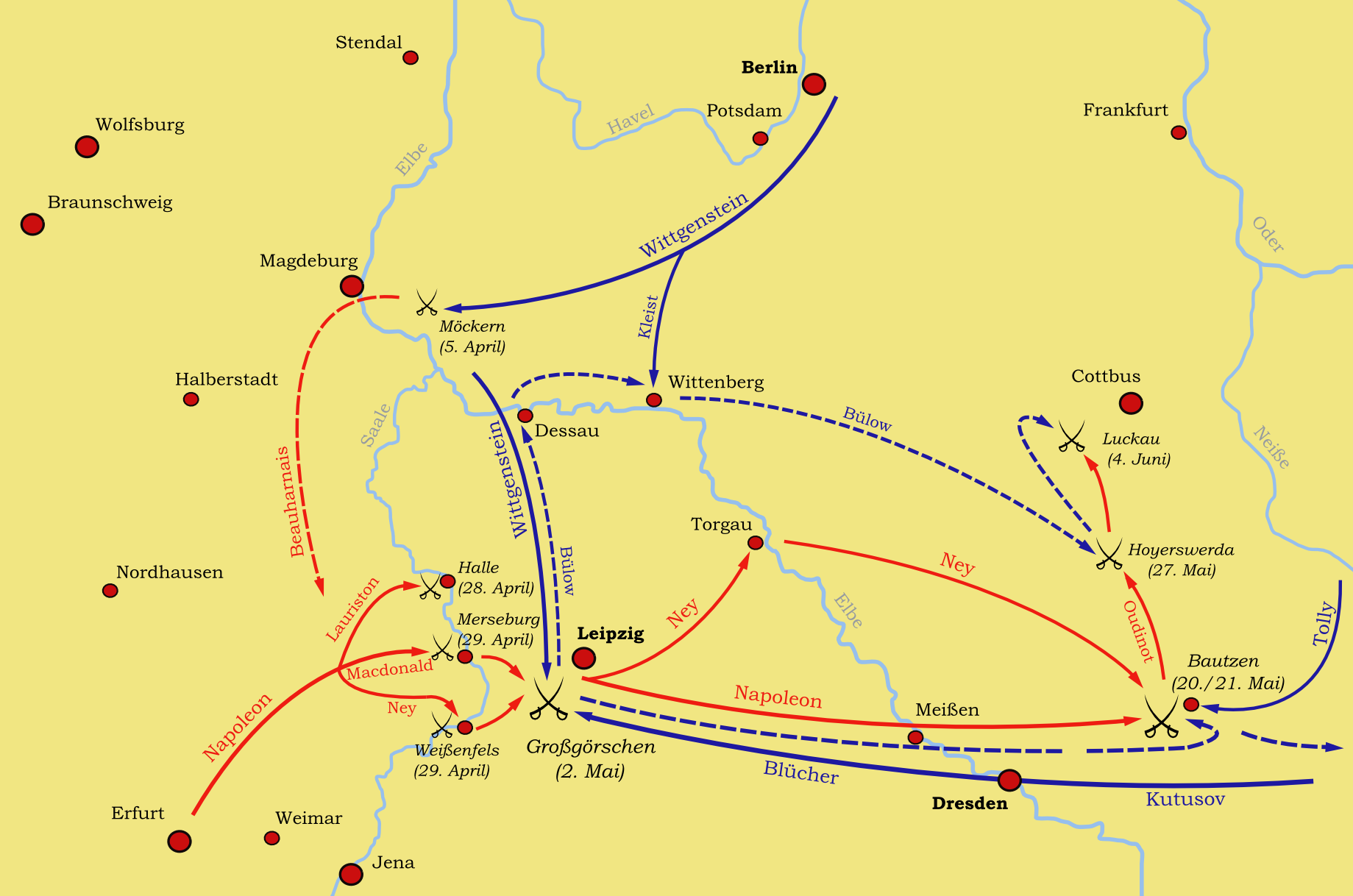
Karte zum Feldzugsverlauf 1813

Nach der Niederlage der Grande Armée in Russland begannen die Befreiungskriege. Preußen nahm an der Seite Russlands offen den Kampf gegen die Napoleonische Fremdherrschaft auf. Napoleon forderte von den Rheinbundstaaten neue Truppen für den Kampf gegen die Zweierallianz. Sachsen kam der Forderung nach und stellte unter General von Thielmann eine neue sächsische Armee in der Nähe von Torgau auf. Im Mai 1813 hatte Thielmann bereits wieder 8000 Sachsen unter Waffen gestellt. Um die schnell aufgestellten Regimenter kampffähig zu machen, verteilte Thielmann die überlebenden Veteranen aus dem Russlandfeldzug auf die neu errichteten Einheiten.
Zwar wollte der sächsische König ebenso die Allianz mit dem Kaiser aufkündigen, doch führten die französischen Anfangserfolge in der Schlacht bei Großgörschen am 2. Mai und bei der Schlacht bei Bautzen am 20./21. Mai dazu, dass der König an einen Sieg Napoleons glaubte, und so blieb Sachsen auch nach dem Ablauf des Waffenstillstands von Pläswitz im Rheinbund, während Österreich der preußisch-russischen Allianz beitrat. Im anschließenden Herbstfeldzug wurden die Franzosen und die Sachsen unter Reynier in der Schlacht bei Großbeeren am 23. August 1813 geschlagen. In der Folge verloren Die Franzosen auch die Schlacht bei Hagelberg. Am 26. und 27. August wehrte Napoleon in der Schlacht um Dresden den Angriff der Hauptarmee der Verbündeten auf die sächsische Hauptstadt ab. Diese Schlacht war der letzte Sieg des französischen Kaisers auf deutschem Boden. Die Schlacht bei Dennewitz fand am 6. September 1813 statt. Bei dieser Schlacht wurden die Franzosen, Sachsen und die Truppen der Rheinbundstaaten unter dem Kommando des Marschalls Michel Ney vernichtend geschlagen. Der Marschall schrieb an seinen Kaiser, dass er gänzlich geschlagen sei und seine Armee nicht mehr existiere. Die Sachsen hatten in dieser Schlacht 28 Offiziere und 3100 Mann an Toten, Verwundeten und Gefangenen zu beklagen. Marschall Ney schob anschließend die Schuld an der Niederlage den Sachsen zu.
Das Ende des Befreiungskrieges auf sächsischem Boden brachte die Völkerschlacht bei Leipzig. Zu Beginn der Schlacht standen die Sachsen noch auf der Seite des französischen Kaisers. Die Sachsen wechselten aber im Verlauf der Schlacht die Seiten und spielten in dieser Schlacht fortan keine Rolle mehr. Nach der Völkerschlacht wurden die Reste der sächsischen Regimenter unter den Befehl des Generals von Ryssel gestellt. Vom 2. bis 14. November wurden die Sachsen zur Belagerung der Festung Torgau verwendet. Danach sammelte sich das Korps in der Nähe von Merseburg zur Neuorganisation. Diese Aufgabe wurde erneut General von Thielmann übertragen.
drei Linien-Infanterieregimenter
- drei Bataillone als provisorisches Garde-Regiment
  - 1. Bataillon, das bisherige Leibgrenadiergarderegiment
  - 2. Bataillon, Reste des Bataillons König
  - 3. Bataillon, formiert aus sämtlichen noch vorhandenen Grenadieren aller Infanterieregimenter
- zwei Bataillone als das provisorische 1. sächsische Linien-Infanterieregiment
  - 2. Bataillon
  - 3. Bataillon, beide Bataillone wurden vornehmlich aus dem Regiment Prinz Anton formiert
- zwei Bataillone als das provisorische 2. sächsische Linien-Infanterieregiment
  - 2. Bataillon
  - 3. Bataillon, diese Bataillone wurden aus den Resten der Regimenter Prinz Maximilian und den aufgelösten Regimentern von Rechten und Seidel formiert
- zwei Bataillone 1. Leichtes Infanterie-(Schützen)Regiment
  - 1. Bataillon, aus dem bisherigen Regiment Le Coq
  - 2. Bataillon, aus Beständen alter Reservisten und aus der Gefangenschaft heimgekehrter Schützen
- ein Bataillon 2. Leichtes Infanterie-(Schützen)Regiment
  - 2. Bataillon, aus dem bisherigen Regiment Sahrer von Sahr formiert; das 1. Bataillon wurde später aus den heimkehrenden Soldaten des Regimentes formiert und rückte später aus
- ein Bataillon Jäger

neun Schwadronen Kavallerie
- drei Schwadronen Kürassiere
- drei Schwadronen Ulanen
- drei Schwadronen Husaren

Im Frühjahr 1814 rückten weitere vier Schwadronen ab (je eine Schwadron Kürassiere und Ulanen sowie zwei Schwadronen Husaren). Diese wurden aus den heimgekehrten Gefangenen der Reiterregimenter gebildet.
Artillerie
- zwei Fußartilleriebatterien zu je acht Geschützen
- zwei reitende Artilleriebatterien zu je sechs Geschützen

sonstige Truppen
- eine Kompanie Pioniere (erst am 16. März zum Armeekorps gestoßen)
- eine Kompanie Brückentrains

Der Bestand der sächsischen Armee nach der Neuformierung durch Thielmann betrug etwa 9000 Mann und 1600 Pferde. Zudem wurden Landwehr-Infanterieregimenter (zunächst vier Regimenter zu je zwei Bataillonen) und Banner von Freiwilligen (zwei Bataillone leichte Infanterie und fünf Schwadronen Reiterei) organisiert.
Am 3. Dezember trat die sächsische Armee dem 3. deutschen Armeekorps bei und nahm am Feldzug gegen Frankreich teil. Die Sachsen wurden unter das Kommando von Karl August von Sachsen-Weimar gestellt. Am 2. Februar marschierte die sächsische Armee unter dem Kommando von General Le Coq nach Westen ab. Das 3. Korps erhielt noch Verstärkung durch ein Füsilierbataillon aus dem Herzogtum Sachsen-Weimar und eine Infanteriebrigade aus dem Herzogtum Anhalt. Der sächsische Anteil an diesem Korps betrug zum Anfang des Feldzuges elf Bataillone Infanterie, neun Schwadronen Kavallerie und 28 Artillerieschützen. Im März traf General von Thielmann mit weiteren 7000 Mann beim 3. Armeekorps ein. Das sächsische Korps zog dann zur Festung Maubeuge und belagerte diese ab dem 21. März. Weitere sächsische Truppen nahmen an der Belagerung von Antwerpen teil. Durch die Eroberung von Paris und den Sturz Napoleons unterzeichnete General Nicolas-Joseph Maison am 31. März einen Waffenstillstand und beendete den Frühjahresfeldzug von 1814. Das Kriegsende folgte am 30. Mai 1814 mit dem Friedensschluss in Paris. Im Juni 1814 traf das dritte Rekrutierungskorps in Flandern ein. Das 3. Armeekorps wurde in Flandern als Besatzungsarmee eingesetzt. Das sächsische Korps in Frankreich gliederte sich wie folgt:
| Waffengattung | Regiment                             | Mannstärke |  | Waffengattung  | Regiment                     | Mannstärke   |
| ------------- | ------------------------------------ | ---------- |  | -------------- | ---------------------------- | ------------ |
| Infanterie    | Grenadierregiment                    | 2250       |  | Artillerie     | drei sechspfündige Batterien | 24 Geschütze |
|               | 1. provisorisches Infanterieregiment | 2250       |  |                | zwei reitende Batterien      | 12 Geschütze |
|               | 2. provisorisches Infanterieregiment | 2250       |  | Spezialtruppen | eine Kompanie Pioniere       |              |
|               | 3. provisorisches Infanterieregiment | 750        |  |                | eine Kompanie Fuhrwesen      |              |
|               | Jägerbataillon                       | 750        |  |                | ein Feldlazarett             |              |
|               | 1. Leichtes Infanterieregiment       | 1500       |  |                | eine Schwadron Stabsdragoner |              |
|               | 2. Leichtes Infanterieregiment       | 1500       |  |                |                              |              |
| Kavallerie    | Kürassierregiment                    | 600        |  |                |                              |              |
|               | Ulanenregiment                       | 525        |  |                |                              |              |
|               | Husarenregiment                      | 750        |  |                |                              |              |

- Kommandierender General des Armeekorps: Generalleutnant von Thielmann
- Chef des Stabes: Oberst von Zezschwitz
- Kommandeur der Infanterie: Generalleutnant Le Coq
- Kommandeur der Kavallerie: Oberst Leysser
- Kommandeur der Artillerie: Oberst Raabe

Insgesamt war das sächsische Korps auf 16.000 Mann Linieninfanterie, 2000 Kavalleristen und 36 Geschütze angewachsen.
Zum Jahreswechsel 1814–1815 bezog das Korps Stellung bei Köln und Kempen. Das Korpshauptquartier wurde nach Bonn verlegt.

### Teilung der Armee, Friedenszeit bis 1848

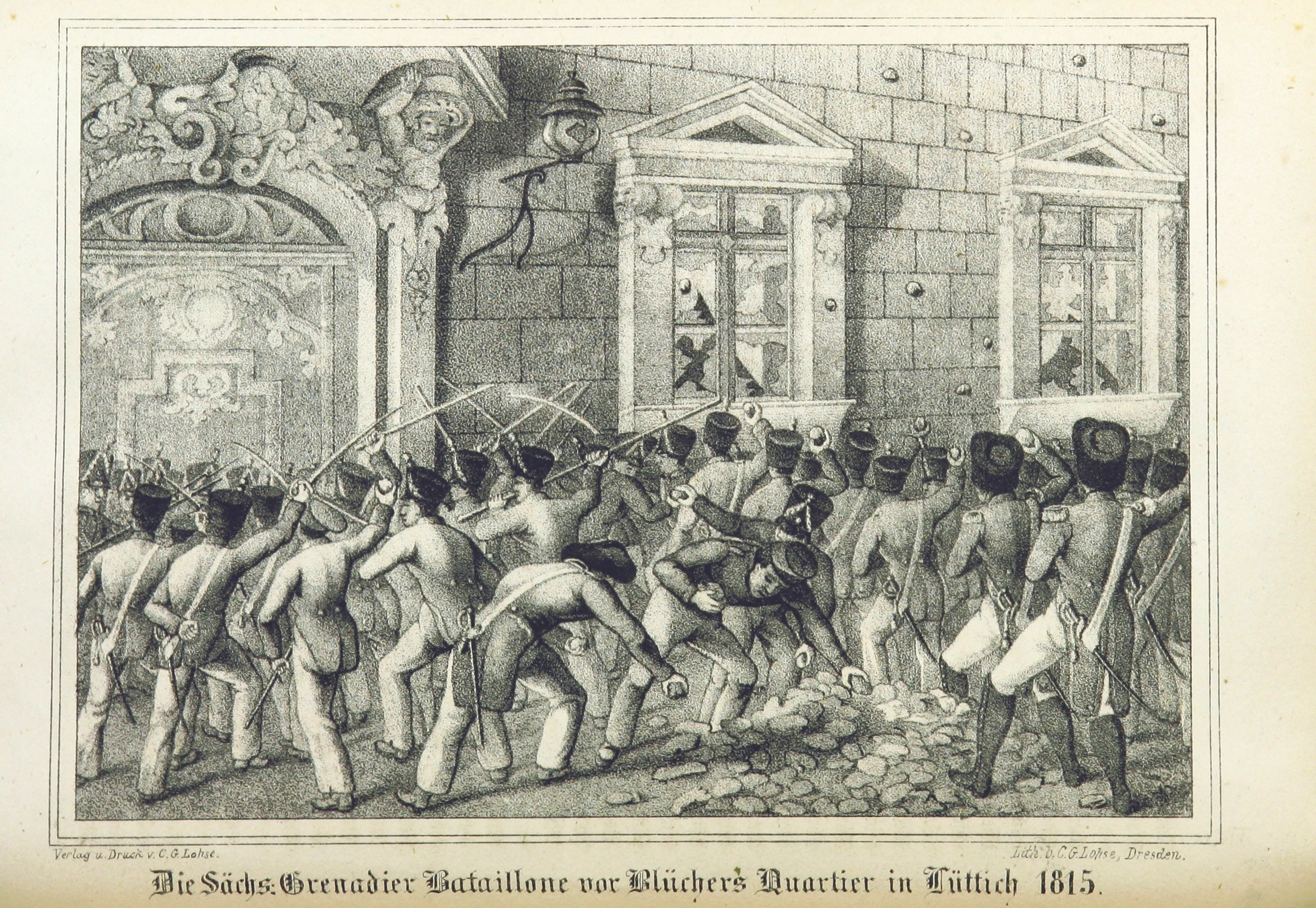
Die sächsischen Grenadierbataillone revoltieren vor Blüchers Quartier in Lüttich, April 1815

Während der Verhandlungen auf dem Wiener Kongress wurde die Teilung von Sachsen beschlossen. Der nördliche Teil Sachsens ging an Preußen (Provinz Sachsen). In der Folge wurde am 1. Mai das sächsische Korps in zwei Brigaden unterteilt. Die Einteilung erfolgte auf Grundlage des Geburtsortes, denn alle sächsischen Soldaten, die im neuen preußischen Hoheitsgebiet geboren waren, mussten in die preußische Armee eintreten. Im Zuge dieser Umstrukturierung der Truppen kam es mehrfach zu Ausschreitungen und Befehlsverweigerungen ganzer Regimenter. Vom provisorischen Gardereiterregiment wurden sieben Rädelsführer eines kleineren Aufstandes gegen Vorgesetzte durch ein Militärgericht zum Tode verurteilt und standrechtlich erschossen. Am 17. Mai waren alle Kompanien in zwei Halbkompanien (eine südsächsische und eine nordsächsische) aufgeteilt. Am 13. Juni wurde die Teilung offiziell vollzogen. Auf sächsischer Seite wurde diese vom Generalleutnant Le Coq durchgeführt. 6807 Offiziere, Unteroffiziere und Mannschaften gingen in den preußischen Militärdienst über. 7968 Soldaten verblieben beim sächsischen Korps. Das sächsische Korps wurde wieder einmal neuformiert und bestand am 7. Juli aus:
| Waffengattung | Regiment                             |
| ------------- | ------------------------------------ |
| Infanterie    | 1. provisorisches Infanterieregiment |
|               | 2. provisorisches Infanterieregiment |
|               | 3. provisorisches Infanterieregiment |
|               | 3. provisorisches Infanterieregiment |
|               | Jägerbataillon                       |
|               | Leichtes Infanterieregiment          |
| Kavallerie    | Leib-Kürassier-Garderegiment         |
|               | Ulananregiment                       |
|               | Husarenregiment                      |
| Artillerie    | vier sechspfündige Batterien         |
|               | zwei reitende Batterien              |

Das mobile Armeekorps marschierte am 8. Juli in Richtung Oberrhein ab und vereinte sich mit dem Armeekorps des österreichischen Fürsten von Schwarzenberg. Das Korps stand ab diesem Zeitpunkt unter dem Oberkommando des Oberst von Seydewitz, da Generalleutnant von Le Coq in russische Kriegsdienste übergetreten war.

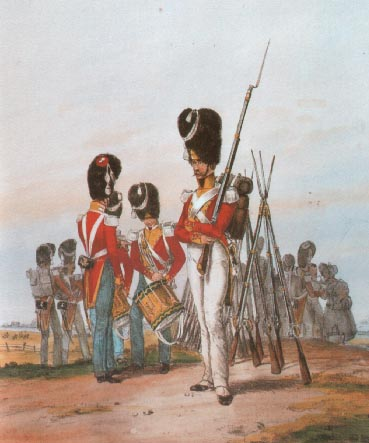
kgl. sächsische Gardeinfanterie um 1835

Während der Herrschaft der Hundert Tage Napoleons und dem folgenden Sommerfeldzug von 1815 wurden sächsische Einheiten für die Belagerung von Schlettstadt und zur Beobachtung der Stadt Neu-Breisach eingesetzt. Das sächsische Korps wurde im Januar 1816 in das Département Nord verlegt. Frankreich wurde im Zweiten Pariser Frieden zur Zahlung von 700 Millionen Francs Kriegsentschädigung verpflichtet. Die Truppen der Siegermächte besetzten Frankreich bis 1819. Im Dezember 1818 marschierten die sächsischen Truppen in Richtung Heimat. Der Oberbefehlshaber der Besatzungstruppen im Département Nord, General Arthur Wellington, verabschiedete die Sachsen mit wohlwollenden Worten. In den zurückliegenden drei Jahren wurden ihm niemals negative Meldungen über die sächsischen Truppen überbracht, und deren Zuverlässigkeit war bei den Alliierten stets geschätzt.
Nach der Rückkehr der sächsischen Truppen aus Frankreich wurde eine erneute Reformierung der Armee in die Wege geleitet. Diese konnte aber durch die Territorial- und Bevölkerungsverluste Sachsens infolge des Wiener Kongresses nicht mehr in dem Maße wie bei früheren Reorganisationen vollzogen werden. Die dafür notwendigen Gelder steuerten die Kriegsreparationszahlungen Frankreichs bei. Von den 6,8 Millionen Francs, die Sachsen von Frankreich als Ausgleich erhielt, wurde fast die gesamte Summe für die Reformierung der Armee verwendet. In den ersten Friedensjahren nach den napoleonischen Kriegen wurden neue Reglements für das Militärgerichtwesen, das Exerzieren sowie die Verwaltung erarbeitet. Ebenfalls wurden die Disziplinarstrafen und deren Anwendung erneuert.
Im Bundesheer des Deutschen Bundes stellte Sachsen nach der Bundeskriegsverfassung vom 9. April 1821 nach Österreich, Preußen und Bayern das viertgrößte Kontingent, welches zusammen mit den Kontingenten Kurhessens und Nassaus das gemischte IX. Armeekorps bildete. Für dieses Armeekorps stellte das Königreich Sachsen auch den Generalstab und hatte das Oberkommando inne. Die Unruhen der Julirevolution von 1830 in Frankreich übertrugen sich auch in das Königreich Sachsen. 1831 wurden Teile der Armee zur Niederschlagung der Aufstände eingesetzt; so musste das 2. Schützenbataillon in Leipzig gegen Aufständische vorgehen. 1832 erhielt das Königreich eine Verfassung, und die Macht des Königs wurde eingeschränkt. Dies hatte auch Auswirkungen auf die Armee, denn der Landtag konnte nun über den Kriegsminister aktiv in die Abläufe der Armee eingreifen. Im Rahmen der Justizreform von 1835 erhielten Bürgerliche die Möglichkeit, in den Offiziersstand aufgenommen zu werden. Mit dem Gesetz über die Einführung der Militärpflicht vom 26. Oktober 1834 wurde die allgemeine Wehrpflicht eingeführt, das heißt die männlichen Sachsen ab dem 20. Lebensjahr wurden gemustert und zu sechs Jahren Wehrdienst eingezogen. Körperliche Züchtigungen wie Spießrutenlaufen wurden abgeschafft, die Militärverwaltung erfuhr eine Neuordnung. Im Jahre 1848 war die sächsische Armee wie folgt strukturiert:
| Waffengattung                        | Truppenteil         | Regiment/Bataillon/Kompanie                   | Mannstärke |
| ------------------------------------ | ------------------- | --------------------------------------------- | ---------- |
| Infanterie                           | Gardedivision       | zwei Kompanien                                | 370        |
|                                      | Linieninfanterie    | vier Regimenter/zwölf Bataillone/48 Kompanien | 6984       |
|                                      | Leichte Infanterie  | drei Bataillone/zwölf Kompanien               | 2177       |
| Kavallerie                           | Gardereiterregiment | ein Regiment/sechs Eskadronen                 | 660        |
|                                      | Leichte Reiterei    | zwei Regimenter/zwölf Eskadronen              | 1320       |
| Artillerie                           | Fußartillerie       | drei Brigaden/zehn Kompanien                  | 813        |
|                                      | reitende Artillerie | eine Brigade/zwei Kompanien                   | 157        |
|                                      | Trainbrigade        | eine Brigade                                  | 191        |
| Ingenieurkorps, Sappeure, Pontoniere |                     | eine Kompanie                                 | 146        |
| Hauptzeughaus, Handwerkerkompanie    |                     | eine techn. Kompanie                          | 131        |
| Gesamtstärke                         |                     |                                               | 12.949     |

### In der Revolution von 1848/49 und im Deutsch-Dänischer Krieg
In der Revolution von 1848/1849 war im Königreich Sachsen im Frühjahr 1848 besonders die Messestadt Leipzig in Aufruhr geraten. Der König entsandte Truppen aller Gattungen nach Leipzig, um einen beginnenden Aufstand schnell niederschlagen zu können. Die Niederbrennung der Nagelfabriken in Elterlein und Mittweida sowie die Plünderung und Niederbrennung des Schönburgischen Schlosses zu Waldenburg machten dem König den Ernst der Lage bewusst. Durch die Beschlüsse aus dem vorangegangenen Jahrzehnt war die sächsische Regierung in der Lage, der Armee direkt Befehle zu erteilen. Durch den Erlass, nicht mit übermäßiger Gewalt gegen die Revolutionäre vorzugehen, dauerte es bis Ende April, die Ordnung im Schönburgischen Kreis wiederherzustellen.
Im Mai wurden Unruhen aus den Städten Leipzig, Altenburg, Gera, Chemnitz und Zwickau gemeldet. Besonders in Altenburg war die Lage sehr schwierig, sodass sich der Fürst gezwungen sah, um militärische Hilfe bei den Nachbarstaaten zu bitten. Sachsen und Preußen stellten ein Okkupationskorps auf und befriedeten bis Anfang 1849 die Herzogtümer Altenburg und Weimar. Während der Okkupationszeit musste ein Teil der sächsischen Truppen wegen des Deutsch-Dänischen Krieges zurückbeordert werden.
Im Schleswig-Holsteinischen Krieg folgte der erste Kriegseinsatz nach den Befreiungskriegen. Im März 1849 wurde ein 6000 Mann starkes Heer mobilgemacht. Das Korps stand Ende März zum Abmarsch bereit. Als Bestandteil des IX. Armeekorps trafen die sächsischen Einheiten Anfang April in Schleswig ein. Ein Teil der sächsischen Truppen wurde in die Flensburger Bucht zur Beobachtung der Küste entsandt. Der Hauptteil des Korps marschierte in Richtung Flensburg. Die entscheidende Schlacht bei den Düppeler Schanzen fand am 13. April statt. Die Sachsen standen auf dem linken Flügel und führten diesen Teil des Angriffes an. Während der Schlacht erschien Prinz Albert direkt an der Frontlinie der Avantgarde. Nach einem mehrstündigen schweren Infanterie- und Artilleriegefecht gelang es den Sachsen auf dem rechten und den Bayern auf dem linken Flügel, die Dänen zurückzudrängen. Die im Zentrum anstürmenden Truppen warfen die dänischen Infanteristen aus ihren doppelreihigen Schanzen und drängten diese zum dänischen Brückenkopf zurück. Aus diesem versuchten die Dänen noch mehrfach auszubrechen und die Schanze zurückzuerobern. Ebenfalls versuchten sie, den rechten Flügel zu durchbrechen und den Belagerungsring um den Brückenkopf damit zu lösen. Alle Angriffe wurden unter Verlusten zurückgeworfen, und gegen Mittag ebbten die Angriffe der Dänen ab. Die sächsische Armee verlor drei tote und neun verwundete Offiziere und 111 tote und verwundete Soldaten. Diese Schlacht war die einzige Kampfhandlung, in die sächsische Infanterie während dieses Feldzuges verwickelt war. Das Gardereiterregiment wurde einem holsteinischen Korps unterstellt und kämpfte mit diesem auf der Insel Jütland gegen die dänischen Truppen. Im Juni 1849 wurden sowohl die beim IX. Armeekorps im Kriegseinsatz befindlichen als auch die in der Heimat verbliebenen Regimenter neu zusammengesetzt.

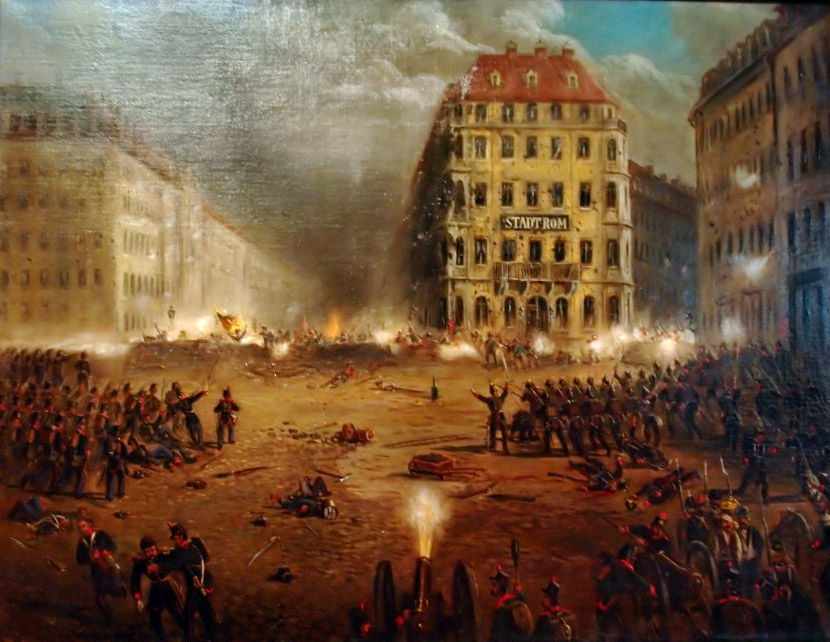
Angriff auf die Barrikaden am Neumarkt (Ölgemälde, ausgestellt im Stadtmuseum Dresden)

Mit der Reichsverfassungskampagne kam es 1849 in Deutschland zu einem erneuten Aufflammen der Revolution. Die Aufstände in Sachsen gipfelten im Jahre 1849 im Dresdner Maiaufstand. Dieser dauerte vom 3. bis 9. Mai an. Während fast die komplette Dresdner Garnison im Krieg gegen Dänemark stand, erhoben sich die Revolutionäre, und das Dresdner Zeughaus wurde gestürmt, das Landtagsgebäude von bewaffneten Angehörigen der Turnerbewegung besetzt. Am 4. Mai, früh um 4:30 Uhr, verließen der König, die Königin und sämtliche Minister die Stadt und begaben sich auf die Festung Königstein. Der König beorderte die verbliebenen sechs Kompanien der Leichten Infanterie sowie das III. Bataillon des Leibregimentes zur Bekämpfung des Aufstandes nach Dresden. Des Weiteren erbat er Hilfe beim König von Preußen. Dieser entsandte zwei Regimenter nach Dresden. Ab dem 5. Mai gingen die sächsischen Truppen gegen die Aufständischen vor. Durch die preußische Unterstützung gelang es rasch im Häuserkampf die Oberhand zu gewinnen und die Dresdner Neu- und Altstadt wieder zu befrieden. Die Verluste der sächsischen und preußischen Truppen werden mit 31 Toten und 94 Verwundeten angegeben. Die eingesetzten Kompanien hatten nach den Gefechten gegen die Aufständischen sechs Tote und zwölf Verletzte zu beklagen. Die genaue Anzahl der getöteten Aufständischen ist nicht bekannt. Man spricht von etwa 250 Toten und 404–500 Verwundeten.

### Neuformierung und der Deutsche Krieg (1850–1866)
Die sächsische Armee wurde in vier Infanteriebrigaden unterteilt. Jede Brigade bestand aus vier Bataillonen, diese wurden fortlaufend nummeriert. Außerdem wurde eine Kavalleriebrigade und eine Leichte Infanteriebrigade aufgestellt. 1852 erhielt jede Infanteriebrigade eine Sanitätskompanie. In den folgenden Jahren wurde die Armee fortwährend aufgerüstet. Die Infanterie bekam im Sommer 1860 gezogene Lütticher Gewehre für Kompressionsgeschosse. In den Jahren zwischen dem Deutsch-Dänischen Krieg und dem Deutschen Krieg wurde die Armee zwei Mal mobilgemacht: das erste Mal 1850, Sachsen schlug sich im Streitpunkt zwischen Preußen und Österreich um die Aufteilung von Schleswig-Holstein auf die österreichische Seite; das zweite Mal 1859, um an der Seite Österreichs gegen Frankreich zu kämpfen. In beiden Fällen kam es zu keinen kriegerischen Aktionen.
Die Ursachen für den Deutschen Krieg lagen in der österreichisch-preußischen Auseinandersetzung um die Führungsrolle im Deutschen Bund (Deutscher Dualismus). Vor dem Hintergrund der führenden Rolle Preußens im Deutschen Zollverein unter Ausschluss Österreichs, der wirtschaftlichen Prosperität, aber auch der in reaktionären Kreisen geschätzten preußischen Militärtradition boten sich Anreize, die endgültige Entscheidung der Machtfrage zu suchen. Vorwand des Krieges war der Streit um die Verwaltung Schleswigs und Holsteins nach dem Ende des Deutsch-Dänischen Krieges. Die sächsische Bündnistreue zu Österreich ließ dem sächsischen König keine andere Wahl, als in diesem Konflikt um die Vorherrschaft im Deutschen Bund gegen Preußen mobilzumachen.
Bei der Mobilmachung zu Beginn des Deutschen Krieges im Jahre 1866 wurde die etwa 32.000 Mann starke Armee bei Dresden versammelt und Kronprinz Albert zum Oberbefehlshaber ernannt. Nach der Kriegserklärung überschritt die preußische Armee am 16. Juli 1866 die Grenze bei Strehla und Löbau.
| Division              | Brigade                                       | Bataillon                              | Division              | Brigade               | Bataillon                              |
| --------------------- | --------------------------------------------- | -------------------------------------- | --------------------- | --------------------- | -------------------------------------- |
| 1. Infanteriedivision | 2. Infanteriebrigade „Prinz Friedrich August“ | 5. Infanterie-Bataillon                | 2. Infanteriedivision | 1. Infanteriebrigade  | 1. Infanterie-Bataillon                |
|                       |                                               | 6. Infanterie-Bataillon                |                       |                       | 2. Infanterie-Bataillon                |
|                       |                                               | 7. Infanterie-Bataillon                |                       |                       | 3. Infanterie-Bataillon                |
|                       |                                               | 8. Infanterie-Bataillon                |                       |                       | 4. Infanterie-Bataillon                |
|                       |                                               | 2. Jäger-Bataillon                     |                       |                       | 1. Jäger-Bataillon                     |
|                       | 3. Infanteriebrigade „Prinz Georg“            | 9. Infanterie-Bataillon                |                       | Leibinfanteriebrigade | 13. Infanterie-Bataillon               |
|                       |                                               | 10. Infanterie-Bataillon               |                       |                       | 14. Infanterie-Bataillon               |
|                       |                                               | 11. Infanterie-Bataillon               |                       |                       | 15. Infanterie-Bataillon               |
|                       |                                               | 12. Infanterie-Bataillon               |                       |                       | 16. Infanterie-Bataillon               |
|                       |                                               | 3. Jäger-Bataillon                     |                       |                       | 4. Jäger-Bataillon                     |
|                       | Divisionsartillerie                           | 2. gezogene sechspfündige Batterie     |                       | Divisionsartillerie   | 4. gezogene sechspfündige Batterie     |
|                       |                                               | 1. zwölfpfündige Granatkanonenbatterie |                       |                       | 2. zwölfpfündige Granatkanonenbatterie |
|                       |                                               |                                        |                       |                       | Pionier-Kompanie                       |
|                       |                                               |                                        |                       |                       |                                        |
| Reiterdivision        | 1. Reiterbrigade                              | Gardereiterregiment                    | Reserveartillerie     | 1. Artilleriebrigade  | 1. gezogene sechspfündige Batterie     |
|                       |                                               | 1. Reiterregiment „Kronprinz“          |                       |                       | 2. gezogene sechspfündige Batterie     |
|                       | 2. Reiterbrigade                              | 2. Reiterregiment                      |                       | 2. Artilleriebrigade  | 3. zwölfpfündige Granatkanonenbatterie |
|                       |                                               | 3. Reiterregiment                      |                       |                       | 4. zwölfpfündige Granatkanonenbatterie |
|                       | Divisionsartillerie                           | 1. zwölfpfündige Granatkanonenbatterie |                       | Munitionspark         | 1. Munitionskolonne                    |
|                       |                                               |                                        |                       |                       | 2. Munitionskolonne                    |

Sächsische Soldaten zur Zeit des Deutschen Krieges 1866

Am 15. Juni erklärte das Königreich Preußen Sachsen den Krieg und marschierte am selben Tag in das Königreich ein. Die beiden preußischen Armeen (1. preußische Armee und die Elbarmee) drangen ohne große Gegenwehr von Seiten der Sachsen tief in das Königreich ein. Der Oberbefehlshaber der sächsischen Armee, der Kronprinz Albert, wusste, dass er mit seinen 32.000 Mann nicht gegen die über 50.000 preußischen Soldaten bestehen konnte. Am 17. Juni zog er sich mit seinem Korps in das benachbarte Königreich Böhmen zurück, um sich mit der herannahenden österreichischen Armee zu vereinen.
Das österreichische Heer stand zum Zeitpunkt der Grenzüberschreitung der Sachsen in der Nähe von Olmütz. Unter dem Kommando des Feldzeugmeisters Ludwig von Benedek wandten sich die Österreicher zuerst gegen die 1. preußische und die Elbarmee, um diesen den Übergang über die Iser zu verwehren. Durch den Sieg in der Schlacht bei Skalitz am 28. Juni 1866 gelang es den Preußen dennoch, das Riesengebirge zu passieren und in die Niederungen Böhmens einzumarschieren. Noch am selben Tag schlugen die beiden preußischen Armeen nach ihrer Vereinigung in der Schlacht bei Münchengrätz die österreichischen Truppen. Diese verlustreiche Niederlage brachte die gesamte Iserlinie in die Hände der Preußen und zwang die Österreicher und Sachsen zum Rückzug nach Gitschin, wo es am darauffolgenden Tage zu einer weiteren Schlacht kam. Diese Schlacht wurde ebenfalls unter großen Verlusten auf beiden Seiten von den Preußen gewonnen. Der Kronprinz, der den Oberbefehl in dieser Schlacht über das sächsisch-österreichische Heer innehatte, zog sich mit seinem Heer nach Königgrätz zurück.
Am 3. Juli kam es hier zur Entscheidungsschlacht des Deutschen Krieges. Die Schlacht bei Königgrätz in der sich 221.000 Preußen und 195.000 Österreicher sowie 22.000 Sachsen gegenüberstanden, wurde durch einen taktischen Vorteil auf Seiten der Preußen entschieden. Da der Feldzeugmeister Benedek es versäumt hatte, eine der beiden herannahenden preußischen Armeen direkt anzugreifen, musste er die etwas unvorteilhafte Stellung bei Königgrätz gegen beide Armeen verteidigen. Die sächsischen Truppen, die den linken Flügel der Verteidigungslinie zugewiesen bekamen, verteidigten ihre Stellungen tapfer gegen die anstürmenden Preußen. Erst als das Zentrum kurz vor dem Zusammenbruch stand und der Kronprinz eigene Truppen in die Mitte befehligen musste, brach auch die Verteidigung des linken Flügels zusammen. Der Rückzug war chaotisch und ohne Ordnung. Erst am nächsten Morgen konnten sich die Truppen organisieren und rückten geschlossen noch Olmütz ab. Die preußischen Truppen waren so stark gezeichnet von der Schlacht, dass sie den Geschlagenen nicht nachginnen. Am 11. Juli ging es von Olmütz für die etwa 120.000 Mann in Richtung Wien, zum Teil mit der Eisenbahn oder zu Fuß.
Der Vorfrieden von Nikolsburg, geschlossen am 26. Juli, beendete den Krieg zwischen Preußen und Österreich-Sachsen. Am 23. Oktober marschierten die ersten Sachsen aus den Feldbiwaks vor Wien in Richtung Heimat. In diesem Feldzug fielen 89 Offiziere und 2132 Unteroffiziere und Mannschaften.

### Eingliederung in den Norddeutschen Bund und der Deutsch-Französische Krieg (1867–1871)
Mit dem Friedensschluss wurde Österreich aus dem Deutschen Bund gedrängt. In der Verfassung des Norddeutschen Bundes vom 17. April 1867 wurde eine Neuordnung des Bundesheeres beschlossen. Des Weiteren wurde die allgemeine Wehrpflicht, ohne Stellvertretung, in allen Bundesstaaten eingeführt. Vorher hatten durch die in Sachsen übliche Praxis der Stellvertretung wohlhabendere Wehrpflichtige an ihrer Stelle einen anderen, gegen Bezahlung, für die Ableistung der Wehrpflicht bestimmen können. Die sächsische Armee wurde als XII. Armeekorps in das neue Bundesheer integriert. Den Oberbefehl über das Heer hatte der preußische König. Den Oberbefehl über alle sächsischen Truppen behielt dennoch der sächsische König.
Infanterie – Die 8 neuen Infanterieregimenter wurden aus den 16 bestehenden Infanteriebataillonen wie folgt gebildet:
Leibgrenadier-Regiment Nr. 100 – entstand aus dem 13. und 14. Infanteriebataillon der 4. Leibbrigade

2. Grenadier-Regiment Nr. 101 – entstand aus dem 15. und 16. Infanteriebataillon der 4. Leibbrigade

3. Infanterie-Regiment Kronprinz Nr. 102 – entstand aus dem 1. und 2. Infanteriebataillon der 1. Brigade „Kronprinz“

4. Infanterie-Regiment Nr. 103 – entstand aus dem 3. und 4. Infanteriebataillon der 1. Brigade „Kronprinz“

5. Infanterie-Regiment „Prinz Friedrich August“ Nr. 104 – entstand aus dem 5. und 6. Infanteriebataillon der 2. Infanteriebrigade „Prinz Friedrich August“

6. Infanterie-Regiment Nr. 105 – entstand aus dem 7. und 8. Bataillon der 2. Infanteriebrigade „Prinz Friedrich August“

7. Infanterie-Regiment „Prinz Georg“ Nr. 106 – entstand aus dem 9. und 10. Infanteriebataillon der 3. Infanteriebrigade „Prinz Georg“

8. Infanterie-Regiment Nr. 107 – entstand aus dem 11. und 12. Infanteriebataillon der 3. Infanteriebrigade „Prinz Georg“
Das erste Regiment aus jeder ehemaligen Brigade erhielt vom König das Recht, den Namen der Brigade weiterzuführen. Auch erhielt die sächsische Armee das Recht, jedem Regiment einen Beinamen zu verleihen. Das 2. Grenadier-Regiment Nr. 101 wurde ab September 1868 mit dem Namenszug Wilhelm I. „König von Preußen“ und ab dem 18. Januar 1871 „Kaiser Wilhelm, König von Preußen“ zur Gründung des Deutschen Kaiserreiches versehen. Der deutsche Kaiser wurde auch der Chef des Regimentes.
Die vier Jägerbataillonen wurden in das Schützen-(Füs.)-Regiment Nr. 108 sowie das 1. Jägerbataillon Nr. 12 und das 2. Jägerbataillon Nr. 13 wie folgt aufgeteilt.
1. Jägerbataillon Nr. 12 – ehemals 1. Jägerbataillon

2. Jägerbataillon Nr. 13 – ehemals 3. Jägerbataillon

Schützen-(Füs.)-Regiment Nr. 108 – das 1. Bataillon wurde aus der 5. Kompanie der 4 Jägerbataillone gebildet, das 2. Bataillon wurde aus dem 2. Jägerbataillon und das 3. Bataillon aus dem ehemaligen 4. Jägerbataillon gebildet.
Kavallerie
Die bisherigen Kavallerieregimenter Garde-, 1., 2. und 3. Reiterregiment wurden in nahezu gleicher Form in die neue Regimentsstruktur übernommen. Nur einzelne Schwadronen bekamen andere Nummern. Aus den jeweiligen 6. Schwadronen der Regimenter wurden die beiden neuen Ulanen-Regimenter Nr. 17 und 18 geformt.
Artillerie
Die sächsische Artillerie wurde zu einer Brigade zusammengefasst und bekam innerhalb der Bundesarmee die Nr. 12. Sie bestand aus einem Feld-Artillerieregiment Nr. 12 und dem Festungs-Artillerieregiment Nr. 12.
weitere Truppenteile
Pioniere
Aus den bisherigen zwei Kompanien der Pionier- (und Pontonier-)Abteilung wurden zwei Pionier- und eine Pontonierkompanie für das neue Pionierbataillon gebildet. Das neue Pionierbataillon bekam die Nr. 12 des Bundesheeres.
Trainkompanie
Das Trainbataillon mit zwei Kompanien entstand aus der ehemaligen sächsischen Trainbrigade. Zu jeder Kompanie gehörten 1 Wachtmeister, 10 Unteroffiziere, 1 Trompeter und 9 Gefreite.
Ingenieur-Corps
Sämtliche Ingenieur-Offiziere bildeten innerhalb der Armee das „Königlich Sächsische Ingenieur-Corps“.
Nach Eintritt in das preußisch dominierte norddeutsche Heer übernahm die sächsische Armee die gängigen Reglements der preußischen Armee. Ein sogenanntes Lehrbataillon wurde in der Zeit vom 16. Januar bis 4. März 1867 in Dresden unter dem Kommando von Oberstleutnant von Montbé aufgestellt. Dieses Bataillon trug maßgeblich zur schnellen und gründlichen Übernahme preußischer Strukturen und Reglements bei. Dieses Lehrbataillon (zu fünf Kompanien) setzte sich aus den Kommandierten der bisherigen Infanteriebrigaden zusammen: 44 Offiziere (22 Hauptleute und 22 Oberleutnants), ein Assistenzarzt und 358 Unteroffiziere. Dazu kamen ein Offizier und neun Unteroffiziere der Pionier- und Pontonierabteilung. Unterrichtet wurden die Angehörigen des Lehrbataillons durch preußische Offiziere und Unteroffiziere unter Leitung von Oberst von Wussow (Leibgrenadierregiment [1. brandenburgisches] Nr. 8). Am 4. März wurde das Bataillon aufgelöst. Nach dem Ende der Ausbildung wurden die Reglements auf Regiments- und Bataillonsebene umgesetzt.
Mit der Änderung der Wehrpflicht änderten sich auch die Dienstjahre der Rekruten. Fortan bestand eine Dienstzeit von 12 Jahren bei den Fußtruppen. Diese teilte sich in drei Jahre aktiven Dienstes, vier Jahre in der Reserve und fünf Jahre in der Landwehr auf. Im November 1867 wurde diese Regelung nochmals verändert; für alle Waffengattungen im stehenden Heer galten fortan sieben Jahre Wehrpflicht und für die Landwehr fünf Jahre.
Am 26. Mai 1867 stiftete König Johann ein Erinnerungskreuz für den Feldzug von 1866. Mit diesem Erinnerungskreuz wollte der König den Soldaten für ihren Einsatz im Krieg gegen Preußen danken. Das Kreuz wurde allen Teilnehmern des Feldzuges verliehen. Das bronzene Kreuz wurde an einem gelb-blauen Band getragen. Im Sommer 1868 wurde die Infanterie mit den neuen Zündnadelgewehren, welche in der preußischen Armee bereits über mehrere Jahrzehnte Standard waren, ausgerüstet. Der Vorteil zum vorherigen sächsischen „Kuhfuss“ war der längere Lauf, welcher die Treffgenauigkeit erhöhte, und das schnellere Nachladen des Gewehres. Am 3. Juli wurden auf den Schlachtfeldern von Gitschin und Königgrätz zur Erinnerung an die im Feldzug gefallenen Kameraden Denkmäler enthüllt. Von jedem Regiment wurden Abordnungen zu dieser Zeremonie abkommandiert.
Ende August wurden den acht neuformierten Bataillonen in Dresden feierlich neue Bataillonsfahnen verliehen. Die neuen Fahnen wurden jeweils dem 1. Bataillon jedes Regimentes verliehen, denn die Fahnen der ehemaligen Bataillone wurden vormals dem 2. und 3. Bataillon des neuformierten Regimentes überlassen. Die jeweils 3. Bataillone erhielten die Bataillonsfahne des ersten Bataillons einer Halbbrigade und die 2. Bataillone erhielten die Fahne der Infanteriebataillone mit gerader Bataillonsnummer. Am Beispiel des 6. Infanterieregiment Nr. 105 bedeutetes dies, dass nach der Neuformierung das 2. Bataillon die Fahne des ehemaligen 8. Infanteriebataillons und das 3. Bataillon die Fahne des ehemaligen 7. Infanteriebataillons. Die Truppenfahnen wurden im Dresdner Schloss von König Johann persönlich an die jeweiligen Bataillonskommandeure übergeben. Das 1. Bataillon des Leibregimentes Nr. 100 erhielt die Fahne der Gardedivision, welch am 31. Dezember 1848 aufgelöst worden war. Diese Fahne war die älteste noch in sächsischem Besitz. Sie wurde 1815 dem Leibgrenadierregiment überreicht, da das 1. Leibregiment die Tradition dieses Regimentes weiterführte, entschied der König diesem Regiment diese besondere Fahne, welche so geschichtsträchtig war, zu überreichen.
Im Frühjahr und Sommer 1868 erhielten die sächsischen Soldaten Uniformen nach preußischem Muster. Sie trugen nun Pickelhauben, dunkelblaue Waffenröcke und graue Hosen mit roter Biese. Den Abschluss der Umstrukturierung bildete die Inspektion des XII. Armeekorps durch den preußischen König und dessen Sohn, den Kronprinzen, kommandierender Generalleutnant der 7. Division, am 15. September 1868. In der Rangliste der sächsischen Armee aus dem Jahre 1868 wird die neuformierte Armee wie folgt beschrieben:
| Division                     | Brigade                                           | Regiment                                               | Division                     | Brigade               | Regiment                                             |
| ---------------------------- | ------------------------------------------------- | ------------------------------------------------------ | ---------------------------- | --------------------- | ---------------------------------------------------- |
| Infanterie                   |                                                   |                                                        |                              |                       |                                                      |
| 1. Infanteriedivision Nr. 23 | 45. Infanteriebrigade                             | Leibgrenadierregiment Nr. 100                          | 2. Infanteriedivision Nr. 24 | 47. Infanteriebrigade | 5. Infanterieregiment Prinz Friedrich August Nr. 104 |
|                              |                                                   | 2. Grenadierregiment König Wilhelm von Preußen Nr. 101 |                              |                       | 6. Infanterieregiment Nr. 105                        |
|                              |                                                   | Schützenregiment Nr. 108                               |                              |                       | 1. Jäger-Bataillon Nr. 12 „Kronprinz“                |
|                              |                                                   |                                                        |                              |                       | 2. Jäger-Bataillon Nr. 13                            |
|                              | 46. Infanteriebrigade                             | 3. Infanterieregiment Kronprinz Nr. 102                |                              | 48. Infanteriebrigade | 7. Infanterieregiment Prinz Georg Nr. 106            |
|                              |                                                   | 4. Infanterieregiment Nr. 103                          |                              |                       | 8. Infanterieregiment Nr. 107                        |
| Kavallerie                   |                                                   |                                                        |                              |                       |                                                      |
| Kavalleriedivision           | 1. Kavalleriebrigade Nr. 23                       | Garde-Reiter-Regiment                                  |                              |                       |                                                      |
|                              |                                                   | 1. Reiter-Regiment Kronprinz                           |                              |                       |                                                      |
|                              |                                                   | 1. Ulanenregiment Nr. 17                               |                              |                       |                                                      |
|                              | 2. Kavalleriebrigade Nr. 24                       | 2. Reiter-Regiment                                     |                              |                       |                                                      |
|                              |                                                   | 3. Reiter-Regiment                                     |                              |                       |                                                      |
|                              |                                                   | 2. Ulanen-Regiment Nr. 18                              |                              |                       |                                                      |
| Artillerie                   |                                                   |                                                        |                              |                       |                                                      |
|                              | Artilleriebrigade                                 | Feld-Artillerieregiment Nr. 12                         |                              |                       |                                                      |
|                              |                                                   | Festungs-Artillerieregiment Nr. 12                     |                              |                       |                                                      |
| weitere Einheiten            |                                                   |                                                        |                              |                       |                                                      |
| Pionier-Bataillon            | untersteht dem Festungs-Artillerieregiment Nr. 12 |                                                        |                              |                       |                                                      |
| Trainbataillon               | untersteht dem Festungs-Artillerieregiment Nr. 12 |                                                        |                              |                       |                                                      |
| Cadetten-Corps               |                                                   |                                                        |                              |                       |                                                      |
| Sanitäts-Corps               |                                                   |                                                        |                              |                       |                                                      |

Das gesamte sächsische Armeekorps wurde mit einem Friedensbestand von 24.143 Mann festgesetzt. Diese teilten sich in 16.296 Mann Infanterie, 4533 Mann Kavallerie und 2287 Mann Artillerie und Spezialeinheiten auf.
Alle diese Veränderungen innerhalb des Norddeutschen Bundes fanden unter großen Anstrengungen statt. Nicht nur die sächsische Armee, auch die Armeen von Kurhessen, Hannover, Schleswig und Holstein wurden binnen kürzester Zeit in das Heer des Norddeutschen Bundes integriert. Eine neue militärische Auseinandersetzung mit Frankreich drohte bereits seit 1868. In der Frage der Thronfolge Spaniens gerieten der französische Kaiser Napoleon III., Neffe des Napoleon Bonaparte, und der preußische König aneinander. Der Prinz Leopold von Hohenzollern-Sigmaringen, Spross einer süddeutschen Nebenlinie der Hohenzollern, des preußischen Königshauses, war einer der aussichtsreichsten Kandidaten um den spanischen Thron.
Nachdem der Prinz dem Thron entsagt hatte, verlangte Frankreich eine Garantie, dass sich kein Angehöriger der Hohenzollern jemals wieder um den spanischen Thron von Spanien bewerben würde. Diese Forderung von Frankreich wurde vom preußischen König abgelehnt, was über die Emser Depesche zum Ausbruch des Deutsch-Französischen Kriegs führte.
In der Nacht vom 15. auf den 16. Juli erging der Befehl des preußischen Königs auf Mobilmachung der Truppen an alle Bundesstaaten. Am Morgen des 16. erteilte der sächsische König den Befehl, das sächsische Heer zu mobilisieren.

#### Deutsch-Französischer Krieg 1870–1871
Das gesamte sächsische Heer zog in Richtung Westen. Anfänglich war das Korps als Reserve geplant, wurde aber zu Beginn des Feldzuges der II. Armee unterstellt und marschierte in Frankreich ein. Am 11. August überschritten die ersten sächsischen Soldaten die französische Grenze. In der Nähe von Pont-à-Mousson überquerte das Korps die Mosel und erreichte am folgenden Tag das Schlachtfeld bei Mars-la-Tour. Die Feuertaufe erlebte das sächsische Korp in der Schlacht bei Gravelotte. Die Schlacht wird in der sächsischen Historie Schlacht bei Sankt Privat genannt, denn die Erstürmung dieses Dorfes war die Hauptaufgabe der Sachsen. Nachdem der Angriff der preußischen Garden am 18. August ins Stocken gekommen war, unterstützten die sächsischen Infanterieregimenter den Angriff auf die im Dorf befindlichen Artillerie- und Infanteriestellungen. Nach schwerem Gefecht wurde das Dorf im Sturmlauf genommen. Die Verluste waren verheerend, 106 Offiziere und 2100 Unteroffiziere und Mannschaften starben oder wurden verwundet.
Während der sich anschließenden Belagerung von Metz wurde die Maasarmee aufgestellt. Diese neue Armee war ein Verband, bestehend aus dem preußischen Gardekorps, dem IV. und dem XII. (Königlich Sächsischen) Korps und der 5. und der 6. Kavalleriedivision mit zusammen 70.028 Mann, 16.247 Pferden und 288 Geschützen und stand unter dem Kommando von Prinz Albert von Sachsen. Das Oberkommando über das sächsische Korps übernahm Prinz Georg. Die Maasarmee hatte den Auftrag, den Vormarsch der Armee des französischen Marschalls Patrice de Mac-Mahon auf Metz zu unterbinden.
Nach mehreren kleineren Gefechten gelang es den Deutschen am 30. August, die Franzosen bei Beaumont über die Maas zu werfen. Am 1. September wurde das kaiserliche Heer in der Schlacht von Sedan vernichtend geschlagen, und der Kaiser wurde gefangen genommen. Somit war der Weg nach Paris frei, und ab dem 19. September wurde die französische Hauptstadt belagert. Dem sächsischen Korps wurde ein 9,5 km langer Frontabschnitt im Osten von Paris, vom Canal de l’Ourcq bis zur Marne, zugeteilt. Die Forts Nogent, Rosny, Noisy und Romainville lagen sieben bis acht Kilometer vor der Frontlinie. Bis Mitte November blieb an dieser Frontlinie alles ruhig, bis vermehrte Truppenbewegungen auf einen Ausbruchsversuch der Franzosen hindeuteten. Der Mont Avron, welcher ebenfalls in diesem Frontabschnitt lag, wurde am 29. November von den Franzosen besetzt und mit 80 schweren Geschützen befestigt. Dies war der Beginn des französischen Angriffs auf den Belagerungsring. Am 30. November gelang es den Franzosen in der ersten Schlacht bei Villiers, unter starken Verlusten das linke Marneufer zu erreichen und sich dort festzusetzen. Zwei Tage später wurde das französische Korps von der 23. Division bei Brie und Villiers-sur-Marne gestoppt und trotz mehrfacher Übermacht von den sächsischen Truppen geschlagen. Der Durchbruch war vereitelt.
An der Beschießung des Mont Avron ab dem 27. Dezember waren zwei Kompanien sächsischer Festungsartillerie beteiligt. Bei der Erstürmung waren keine Sachsen beteiligt. Der nun beginnende Beschuss der Festung Paris brach den restlichen Widerstand, und am 28. Januar wurde ein Waffenstillstand ausgerufen.
Die sächsischen Verluste im Feldzug 1870/71 betrugen:
| Dienstgrad                          | Tot  | Verwundet | Vermisst | Gesamt |
| ----------------------------------- | ---- | --------- | -------- | ------ |
| Offiziere und Offiziersdiensttuende | 104  | 190       | 5        | 299    |
| Unteroffiziere und Mannschaften     | 1331 | 4203      | 1009     | 6543   |
| Pferde                              | 291  | 264       | 115      | 670    |

Das waren bei den Offizieren 27 % und bei den Unteroffizieren und Mannschaften 11,6 % der Ausrückstärke.
Am 11. Juli 1871 zog das sächsische Korps zu einer Siegesparade in Dresden ein. Es fehlte nur die 24. Division, diese war als Teil der Okkupationsarmee in Frankreich verblieben. Als letzte sächsische Einheit bekam das Schützenregiment im Oktober 1871 den Befehl zum Rückmarsch in die Heimat. Am 19. Oktober marschierten die Schützen in der Landeshauptstadt ein, die Parade wurde vom König persönlich und dessen Bruder, dem Chef des Regiments, angeführt, dann folgten der sächsische Kriegsminister Alfred von Fabrice und die restlichen Offizieren der 108er. Auf dem Altmarkt begrüßte der Oberbürgermeister seine „Dresdener Schützen“ und dankte ihnen für den heldenhaften Einsatz in Frankreich. Der Weitermarsch führte die Schützen über die Albertbrücke Richtung Dresden-Neustadt und weiter auf die Königsbrückerstraße. Hier marschierte man in die neue Schützenkaserne am Alaunplatz ein.

### Das Deutsche Kaiserreich (1871–1918)

#### Vermehrung des sächsischen Korps bis zum Ersten Weltkrieg
Infanterie
Gemäß dem Gesetz vom 1. Mai 1874 wurde die sächsische Infanterie um zwei Regimenter erweitert. Im Sommer 1880 wurde vom Kriegsministerium verfügt, dass die beiden neuen Regimenter in Leipzig und in Zwickau garnisoniert werden sollen. Bis zum 15. Februar 1881 hatte jedes Bataillon der Infanterieregimenter Nr. 100 bis 104 und 106 bis 108 eine fünfte Kompanie zu bilden. Das 6. Infanterieregiment Nr. 105 war von dieser Vermehrung ausgeschlossen, denn es wurde dem XV. Armee-Korps im Elsass unterstellt, um die gewonnenen Gebiete im Westen zu befrieden. Am 1. April 1881 wurden je drei Kompanien der Regimenter Nr. 100, 101, 102 und 103 zum 9. Infanterie-Regiment Nr. 133 formiert und in Zwickau garnisoniert. Je drei Kompanien der Infanterieregimenter Nr. 104, 106, 107 und des Schützenregiments Nr. 108 wurden zum neuen 10. Infanterie-Regiment Nr. 134 zusammengefasst und in Leipzig stationiert. Bei der Artillerie wurde die neue 9. Feldbatterie aus den Abgaben des 1. Feldartillerie-Regiments Nr. 12 und die 10. Feldbatterie aus den Abgaben des 2. Feldartillerie-Regiments Nr. 28 gebildet. Die Infanterie erhielt durch die beiden neuen Regimenter einen numerischen Zuwachs von 116 Offizieren, 344 Unteroffizieren und 2850 Mannschaften, außerdem 12 Militärärzten, 24 Lazarettgehilfen, 72 Handwerkern und 6 Büchsenmachern. Bei der Artillerie wurde die Brigade um 8 Offiziere, 34 Unteroffiziere und 164 Mannschaften, Handwerker und Spielleute vermehrt.
Durch die Neustrukturierung der Infanterie wurde ab 1881 die sächsische Infanterie wie folgt beschrieben:
| Division                     | Brigade                               | Regiment                                                       |
| ---------------------------- | ------------------------------------- | -------------------------------------------------------------- |
| 1. Infanteriedivision Nr. 23 | 45. Infanteriebrigade                 | Leibgrenadierregiment Nr. 100                                  |
|                              |                                       | 2. Grenadierregiment Kaiser Wilhelm von Preußen Nr. 101        |
|                              |                                       | Schützenregiment Nr. 108                                       |
|                              |                                       | Landwehrregiment Nr. 100                                       |
|                              |                                       | Landwehrregiment Nr. 101                                       |
|                              |                                       | Reserve-Landwehrregiment Nr. 108                               |
|                              | 46. Infanteriebrigade                 | 3. Infanterieregiment Kronprinz Nr. 102                        |
|                              |                                       | 4. Infanterieregiment Nr. 103                                  |
|                              |                                       | Landwehrregiment Nr. 102                                       |
|                              |                                       | Landwehrregiment Nr. 103                                       |
|                              | 2. Jäger-Bataillon Nr. 13             |                                                                |
| 2. Infanteriedivision Nr. 24 | 47. Infanteriebrigade                 | 5. Infanterieregiment Prinz Friedrich August Nr. 104           |
|                              |                                       | 6. Infanterieregiment Nr. 105 abkommandiert zum XV. Armeekorps |
|                              |                                       | 9. Infanterieregiment Nr. 133                                  |
|                              |                                       | Landwehrregiment Nr. 104                                       |
|                              |                                       | Landwehrregiment Nr. 105                                       |
|                              | 48. Infanteriebrigade                 | 7. Infanterieregiment Prinz Georg Nr. 106                      |
|                              |                                       | 8. Infanterieregiment Nr. 107                                  |
|                              |                                       | 10. Infanterieregiment Nr. 134                                 |
|                              |                                       | Landwehrregiment Nr. 106                                       |
|                              |                                       | Landwehrregiment Nr. 107                                       |
|                              | 1. Jäger-Bataillon Nr. 12 „Kronprinz“ |                                                                |

Die beiden Jägerbataillone hatten keine Brigadezugehörigkeit, sie unterstanden dem Divisionskommando.
Im Jahre 1882 wurde ein Kaisermanöver in der Nähe von Nünchritz abgehalten. Das gesamte sächsische Armeekorps nahm an dieser Truppenübung teil.
1887 wurde die Infanterie um ein weiteres Regiment, dass 11. Infanterie-Regiment Nr. 139, vergrößert. Als Garnisonsstadt für das 1. und 2. Bataillon wurde Döbeln bestimmt. Das 3. Bataillon wurde in Leisnig garnisoniert. Genau zehn Jahre später, am 1. April 1897, wurden drei weitere Infanterieregimenter in Dienst genommen. Sie erhielten die Bezeichnung 12. Infanterie-Regiment Nr. 177, 13. Infanterie-Regiment Nr. 178 und 14. Infanterie-Regiment Nr. 179. Zu ihrer Formierung wurden die 4. Bataillone, welche im Zuge der Vermehrung im Jahre 1893 aufgestellt worden waren, der anderen Regimenter verwandt. Des Weiteren musste jedes Regiment 15 Offiziere und 60 Mannschaften zu den neuen Regimentern versetzen.
Durch die enormen Truppenverstärkungen war es im Jahre 1899 notwendig geworden, ein zweites Armeekorps zu gründen. Am 1. April wurde das XIX. (II. Königlich Sächsisches) Armee-Korps gegründet. Das Generalkommando des zweiten sächsischen Korps war in Leipzig. Im Zuge der Neugründung des Korps wurden zwei weitere Divisionen aufgestellt, die 3. Division Nr. 32 mit Divisionsstab in Dresden und die 4. Division Nr. 40 mit Divisionsstab in Chemnitz. Dem XII. Armeekorps wurde die 1. Division Nr. 23 und die 3. Division Nr. 32 unterstellt, dem XIX. Armeekorps die 2. Division Nr. 24 und die 4. Division Nr. 40.
Im Jahre 1900 wurde das Heer abermals vermehrt. Es wurde das 15. Infanterie-Regiment Nr. 181 aufgestellt. Als Garnisonsstadt wurde Chemnitz festgelegt. Dem III. Bataillon des Regiments wurde Glauchau zugewiesen. Das bisherige 3. Jäger-Bataillon Nr. 15 wurde aufgelöst und bildete den Stamm des 1. Bataillons des Regiments Nr. 181. Die anderen beiden Bataillone wurden aus Abgaben der übrigen Regimenter aufgestellt. Ab dem Tag der Aufstellung bildete das Regiment gemeinsam mit dem anderen Chemnitzer Infanterieregiment „Kronprinz“ Nr. 104 die 7. Infanterie-Brigade Nr. 88.
Am 1. Oktober 1903 wurden zwei Maschinengewehrabteilungen in Dienst gestellt. Jede Abteilung wurde einem Armeekorps zugeteilt. Die 1. Maschinengewehr-Abteilung Nr. 12 wurde im XII. Armeekorps dem Schützen-(Füs.-)Regiment „Prinz Georg“ Nr. 108 unterstellt. Die 2. Maschinengewehr-Abteilung Nr. 19, die dem XIX. Armeekorps angehörte, wurde dem Infanterie-Regiment „König Georg“ Nr. 106 unterstellt.
Am 1. Oktober 1912 wurde das 16. Infanterie-Regiment Nr. 182 aufgestellt. Als Garnison wurde Freiberg bestimmt. Das 2. Bataillon wurde bis zum Beginn des Ersten Weltkrieges provisorisch auf dem Truppenübungsplatz Königsbrück untergebracht. Das 16. Infanterie-Regiment war das letzte in Friedenszeiten im Deutschen Kaiserreich aufgestellte Infanterieregiment.
Kavallerie
Die sächsische Kavalleriebrigade wurde bis zum Beginn des Ersten Weltkrieges um zwei Regimenter erweitert. Das 3. Ulanen-Regiment Nr. 21 „Kaiser Wilhelm II., König von Preußen“ wurde am 1. Oktober 1905 auf dem Truppenübungsplatz Zeithain aufgestellt und Ende November 1905 nach Chemnitz überführt. Das Regiment bildete gemeinsam mit dem Karabinier-Regiment (2. Schweres Regiment) in Borna die 4. Kavallerie-Brigade Nr. 40 der 4. Division Nr. 40.
Am 1. Oktober 1910 wurde das 3. Husaren-Regiment Nr. 20 mit Garnison in Bautzen aufgestellt. Mit der Aufstellung des 8. Kavallerie-Regimentes wurden nun je zwei Regimenter als Kavalleriebrigade jeder der vier sächsischen Divisionen unterstellt.
Artillerie
Nach dem Ende des Deutsch-Französischen Krieges wurde Mitte 1871 aus der Festungsabteilung das Fußartilleriebataillon Nr. 12 mit sechs Kompanien formiert. Zwei Jahre später wurden eine 7. und eine 8. Kompanie aufgestellt und das Bataillon in das Fußartillerie-Regiment Nr. 12 umgewandelt.
Im Jahre 1874 wurde die Feldartillerie in zwei Regimenter eingeteilt, das 1. Feldartillerie-Regiment Nr. 12 in Dresden und das 2. Feldartillerie-Regiment Nr. 28 mit Stabssitz in Bautzen.
Gemäß dem Gesetz vom 1. Mai 1874 wurde 1881 das sächsische Armeekorps um zwei weitere Batterien Feldartillerie verstärkt. Die neue 9. Feldbatterie wurde aus den Abgaben des 1. Feldartillerie-Regiments Nr. 12 und die 10. Feldbatterie aus den Abgaben des 2. Feldartillerie-Regiments Nr. 28 gebildet.
Mit der Gründung des XIX. Armeekorps am 1. April 1899 wurden im Oktober desselben Jahres drei weitere Artillerieregimenter aufgestellt, das 3. Feldartillerie-Regiment Nr. 32 und das 6. Feldartillerie-Regiment Nr. 68, beide mit Garnison in Riesa. Gemeinsam bildeten sie die neue 4. Feldartillerie-Brigade Nr. 40 der 4. Division Nr. 40. Des Weiteren das 7. Feldartillerie-Regiment Nr. 77 mit Garnison in Leipzig. Dieses Regiment wurde ebenfalls dem XIX. Armeekorps unterstellt.
Im Jahre 1901 wurden zwei weitere Regimenter in Dienst gestellt, das 5. Feldartillerie-Regiment Nr. 64 mit Garnison in Pirna und das 8. Feldartillerie-Regiment Nr. 78 mit Garnison in Wurzen. Mit der Aufstellung des 8. Feldartillerie-Regiments wurden jeder Division eine Artilleriebrigade zu zwei Regimentern zugeteilt.
Zuteilung der Feldartillerieregimenter im Jahre 1913:
| Division           | Artilleriebrigade                | Artillerieregimenter              |
| ------------------ | -------------------------------- | --------------------------------- |
| 1. Division Nr. 23 | 1. Feldartillerie-Brigade Nr. 23 | 1. Feldartillerie-Regiment Nr. 12 |
|                    |                                  | 4. Feldartillerie-Regiment Nr. 48 |
| 2. Division Nr. 24 | 2. Feldartillerie-Brigade Nr. 24 | 7. Feldartillerie-Regiment Nr. 77 |
|                    |                                  | 8. Feldartillerie-Regiment Nr. 78 |
| 3. Division Nr. 32 | 3. Feldartillerie-Brigade Nr. 32 | 2. Feldartillerie-Regiment Nr. 28 |
|                    |                                  | 5. Feldartillerie-Regiment Nr. 64 |
| 4. Division Nr. 40 | 4. Feldartillerie-Brigade Nr. 40 | 3. Feldartillerie-Regiment Nr. 32 |
|                    |                                  | 6. Feldartillerie-Regiment Nr. 68 |

Gemeinsam mit dem 16. Infanterie-Regiment Nr. 182 wurde im Oktober 1912 ein zweites Fußartillerieregiment aufgestellt, das Fußartillerie-Regiment Nr. 19. Der Stab und das I. Bataillon wurden in Dresden garnisoniert, das II. Bataillon auf dem Truppenübungsplatz Zeithain.
Sonstige Einheiten
Am 1. Oktober 1899 wurde das 2. Pionier-Bataillon Nr. 22 aufgestellt und in Riesa garnisoniert. Ebenfalls wurde an diesem Tag das 2. Train-Bataillon Nr. 19, mit Garnison in Leipzig, in Dienst gestellt. Gemeinsam mit dem Pionierbataillon wurde es dem neu gegründeten XIX. Armeekorps unterstellt.
An technischen Truppen traten bis zum Ersten Weltkrieg zur sächsischen Armee:
- 1. und 2. Königl. Sächsisches Bataillon des Königl. Preußischen Eisenbahnregiments Nr. 1
- Königl. Sächsische Festungs-Fernsprech-Kompanie Nr. 7
- 3. Königl. Sächsische Kompanie des Luftschiffer-Bataillons Nr. 2
- 3. Königl. Sächsische Kompanie des Flieger-Bataillons Nr. 1
- Königl. Sächsisches Detachment der 2. Kompanie des Kraftfahrbataillons
- Königl. Sächsisches Detachment bei der Königlich Preußischen Verkehrstechnischen Prüfungskommission[77]

#### Beteiligung an Feldzügen
Angehörige der sächsischen Armee nahmen zu Beginn des 20. Jahrhunderts an der Niederschlagung des Boxeraufstands in China teil. Des Weiteren taten sächsische Soldaten auch in den Schutztruppen in den deutschen Kolonien Dienst. Besonders die Offiziere und Unteroffiziere nutzten die Möglichkeit, um Kampferfahrung zu sammeln und dadurch ihre Beförderungschancen zu verbessern.
Während des Boxeraufstandes wurden mehrere aus Sachsen stammende Soldaten getötet. Am 17. Juni 1900 wurde der in Leipzig geborene Obermatrose Felix Bothe während des Angriffes auf das Taku-Forts an Bord der Iltis getötet. Beim III. Seebataillon wurde der Seesoldat Arthur Strauß, geboren in Hohendorf, Kreis Glauchau während der Belagerung der Gesandtschaft in Peking am 1. Juli 1900 getötet. Das Gefecht bei Liang-Hsiang-Hsien am 11. September 1900 kostete den Seesoldaten Hermann Gabel, geboren in Radebeul bei Dresden, das Leben. Der Pionier Paul Zettwitz, geboren in Meißen, vom Ostasiatischen Pionierbataillon starb am 1. Januar 1901 bei einem Unfall während eines Salutschießens im Peitang-Fort. Bei diesem Unfall starben vierzehn Soldaten, und sieben weitere wurden zum Teil schwer verletzt.
An der Niederschlagung des Hereroaufstandes in Deutsch-Südwestafrika von 1904 bis 1908 waren ebenfalls sächsische Soldaten beteiligt. Während des vier Jahre andauernden Kampfes fielen drei sächsische Offiziere (Leutnants) und drei Angehörige des Sanitätskorps (ein Assistenzarzt, ein Stabsarzt und ein Generaloberarzt). Genaue Verlustlisten der Unteroffiziere und Mannschaften gibt es nicht. Die Gesamtverluste der kaiserlichen Truppen beliefen sich auf 64 Offiziere und Beamte sowie 688 Unteroffiziere und Mannschaften. Weitere 89 Offiziere und 818 Unteroffiziere und Mannschaften wurden verwundet. Außerdem starben 26 Offiziere sowie 633 Unteroffiziere und Mannschaften an Krankheiten.

### Erster Weltkrieg
Das XII. Sächsische Armeekorps zum Kriegsbeginn 1914:
| Division                                                                         | Brigade                                              | Regimenter                                                                                  |
| -------------------------------------------------------------------------------- | ---------------------------------------------------- | ------------------------------------------------------------------------------------------- |
| 1. Infanterie-Division Nr. 23 siehe auch: 23. Division (1. Königlich Sächsische) | 45. Infanterie-Brigade (1. Königlich Sächsische)     | 1. Königlich Sächsisches Leib-Grenadier-Regiment Nr. 100                                    |
|                                                                                  |                                                      | Grenadier-Regiment „Kaiser Wilhelm, König von Preußen“ (2. Königlich Sächsisches) Nr. 101   |
|                                                                                  | 46. Infanterie-Brigade (2. Königlich Sächsische)     | Schützen-(Füsilier-)Regiment „Prinz Georg“ (Königlich Sächsisches) Nr. 108                  |
|                                                                                  |                                                      | 16. Infanterie-Regiment Nr. 182                                                             |
|                                                                                  | 23. Feldartillerie-Brigade (1. Königlich Sächsische) | 1. Feldartillerie-Regiment Nr. 12                                                           |
|                                                                                  |                                                      | 4. Feldartillerie-Regiment Nr. 48                                                           |
|                                                                                  | 3. Husaren-Regiment Nr. 20                           |                                                                                             |
| 3. Infanterie-Division Nr. 32 siehe auch: 32. Division (3. Königlich Sächsische) | 63. Infanterie-Brigade (5. Königlich Sächsische)     | Infanterie-Regiment „König Ludwig III. von Bayern“ (3. Königlich Sächsisches) Nr. 102       |
|                                                                                  |                                                      | Infanterie-Regiment „Großherzog Friedrich II. von Baden“ (4. Königlich Sächsisches) Nr. 103 |
|                                                                                  | 64. Infanterie-Brigade (6. Königlich Sächsische)     | 12. Infanterie-Regiment Nr. 177                                                             |
|                                                                                  |                                                      | 13. Infanterie-Regiment Nr. 178                                                             |
|                                                                                  | 32. Feldartillerie-Brigade (3. Königlich Sächsische) | 2. Feldartillerie-Regiment Nr. 28                                                           |
|                                                                                  |                                                      | 5. Feldartillerie-Regiment Nr. 64                                                           |
|                                                                                  | 2. Ulanen-Regiment Nr. 18                            |                                                                                             |
| sonstige Korpstruppen                                                            | 1. Pionier-Bataillon Nr. 12                          |                                                                                             |
|                                                                                  | I. Bataillon/Fußartillerie-Regiment Nr. 19           |                                                                                             |
|                                                                                  | Fliegerabteilung 29                                  |                                                                                             |

Im Ersten Weltkrieg wurden die beiden sächsischen Armee-Korps und das sächsische XII. Reserve-Korps als Teil der 3. Armee mobilisiert, deren Oberbefehl der frühere sächsische Kriegsminister Generaloberst Max von Hausen übernahm. Etwas später wurde noch ein XXVII. (sächsisch-württembergisches) Reserve-Korps aufgestellt, das zur 4. Armee in Flandern kam. Während des Vormarsches durch Belgien wurden am 23. August 1914 674 Einwohner der südbelgischen Stadt Dinant von sächsischen Truppen der 3. Armee wegen angeblicher Freischärlerei getötet (→ Massaker von Dinant). Ein monumentales Denkmal in der Innenstadt erinnert an das Schicksal dieser Menschen. 2001 erkannte die Regierung der Bundesrepublik Deutschland ihre moralische Verpflichtung an, sich dafür offiziell bei den Nachkommen der damaligen Opfer zu entschuldigen.
Die sächsischen Truppen wurden weit überwiegend und die längste Zeit an der Westfront eingesetzt, der anfangs bestehende Einsatz im geschlossenen Armeeverband wurde jedoch schon bald aufgegeben. Im weiteren Verlauf des Krieges kam es durch die notwendigen Ergänzungen und Neuzusammenstellungen zu einer zunehmenden Vermischung mit den Kontingenten der anderen deutschen Teilstaaten. Im Ersten Weltkrieg wurden insgesamt 18 Infanteriedivisionen (23., 24., 32., 40., 58., 96., 123., 192., 212., 219., 241., 23. Reserve-, 24. Reserve-, 53. Reserve-, 45. Landwehr-, 46. Landwehr-, 47. Landwehr- und 19. Ersatz-) und eine Kavalleriedivision (8.) der sächsischen Armee aufgestellt.

#### Verluste
Im Ersten Weltkrieg kamen mehr als 140.000 Angehörige der sächsischen Armee ums Leben.

1921 waren 125.874 Kriegssterbefälle registriert; dazu kamen die vermisst Gebliebenen. Noch im August 1919 waren es rund 18.000.

### Auflösung der sächsischen Armee
Der Fünfte Teil des Friedensvertrags von Versailles (1919) enthielt detaillierte Regelungen, die die Personalstärke (ein Berufsheer von 100.000 Mann und eine Marine von 15.000 Mann) und die Bewaffnung der deutschen Streitkräfte beschränkten.
Das Reichsheer bestand aus sieben Infanterie- und drei Kavalleriedivisionen, wobei alle Verbände neu durchnummeriert wurden. Es gab zwei Gruppenkommandos, eines in Berlin und eines in Kassel.
Das 10. (Sächsische) Infanterie-Regiment, Regimentsstab Dresden, und das 11. (Sächsische) Infanterie-Regiment, Regimentsstab Leipzig, waren die beiden sächsischen Regimenter innerhalb des Reichsheeres. Bei der Kavallerie war es das 12. (Sächsische) Reiter-Regiment mit Stab in Dresden. Das sächsische Artilleriekorps wurde als Teil des preußisch-sächsischen 4. Artillerie-Regiments neu aufgestellt. Entsprechend dem Traditionserlass des Chefs der Heeresleitung, General der Infanterie Hans von Seeckt, vom 24. August 1921 führten diese Regimenter die Tradition der alten Regimenter fort.

## Verwaltungsstruktur der sächsischen Armee
Die sächsische Armee wurde in den ersten Jahrhunderten zentral von Dresden aus verwaltet. Am sächsischen Hof gab es dafür einen Minister, welcher dem Kurfürsten über den Zustand der Armee jederzeit Bericht zu erstatten hatte. Als oberster Heeresführer fungierte meist der Landesfürst selbst, bei kleineren Feldzügen auch dessen Söhne oder vom Fürsten ernannte Adelige.
Im Jahre 1684 wurde vom Kurfürsten Moritz das Geheime Kriegskollegium errichtet. Diese Institution beschäftigte sich mit allen Fragen zur Ausrüstung, Versorgung und Finanzierung der Armee.
Mit der Thronbesteigung von August dem Starken änderte sich die bisherige Praxis. Er erkannte, dass die Führung und Verwaltung der Armee in die Hände der fähigsten Generäle gehörte. Im Jahre 1697 errichtete er den ersten sächsischen Generalstab mit Sitz in Dresden.
Nach der Niederlage von Klissow und der anschließenden Neuorganisation des Heeres und dessen Strukturen wurde ein Geheimes Kabinett geschaffen. Dieses fungierte als oberste politische Entscheidungsbehörde in Sachen Außenpolitik, Innenpolitik und Militär.

### 1700–1800
Die massive Heeresvergrößerung nach dem verlorengegangenen Nordischen Krieg machte es notwendig, das Heer in mehrere Verwaltungsbezirke zu unterteilen. Am 29. Februar 1732 wurde die Armee in vier Generalate und das Land Sachsen entsprechend in vier Militärdivisionen eingeteilt. Das Generalhauptquartier mit Generalstab, die Generale der Armee sowie das Generalkriegsgerichtskollegium wurden in Dresden stationiert. Erstmals wurden für die Unterkunft der Truppe Kasernen gebaut.
| Generalat                            | Kommando/Truppenteile               |  | Generalat       | Kommando/Truppenteile                 |
| ------------------------------------ | ----------------------------------- |  | --------------- | ------------------------------------- |
| 1. Generalat                         | Kurkreis, Leipziger Kreis           |  | 2. Generalat    | Thüringen, Merseburg, Naumburg, Zeitz |
| Sitz                                 | Wittenberg                          |  | Sitz            | Zeitz                                 |
| General                              | General Adam Heinrich Bose          |  | General         | General Graf Baudissin                |
| Generalleutnant                      | Generalleutnant von Zühlen          |  | Generalleutnant | Generalleutnant von Kavanagh          |
| Generalmajor                         | Generalmajor von Börner             |  | Generalmajor    | Generalmajor von Gfug                 |
|                                      | Generalmajor von Diemar             |  |                 | Generalmajor von Friesen              |
|                                      | Kürassierregiment Königlicher Prinz |  |                 | Karabiniergarde                       |
|                                      | Kürassierregiment von Polenz        |  |                 | Kürassierregiment von Criegern        |
|                                      | Infanterieregiment Erste Garde      |  |                 | Dragonerregiment von Goldacker        |
|                                      | Infanterieregiment von Wilke        |  |                 | Infanterieregiment Sachsen-Weisenfels |
|                                      | Infanterieregiment du Caila         |  |                 | Infanterieregiment Sachsen-Weimar     |
|                                      |                                     |  |                 |                                       |
| 3. Generalat                         | Voigtländischer und Erzgebirgskreis |  | 4. Generalat    | Ober- und Niederlausitz               |
| Sitz                                 | Freiberg                            |  | Sitz            | Dahme                                 |
| General                              | General von Milckau                 |  | General         | Herzog von Sachsen-Weißenfels         |
| Generalleutnant                      | Generalleutnant Graf Kastell        |  | Generalleutnant | Generalleutnant Graf St. Pauli        |
| Generalmajor                         | Generalmajor von Pflugk             |  | Generalmajor    | Generalmajor von Gersdorff            |
|                                      | Generalmajor von Dresky             |  |                 | Generalmajor von Stutterheim          |
|                                      | Kürassierregiment Prinz Friedrich   |  |                 | Dragonerregiment Chevalier de Saxe    |
|                                      | Dragonerregiment von Katte          |  |                 | Dragonerregiment von Arnstädt         |
|                                      | Infanterieregiment von Haxthausen   |  |                 | Infanterieregiment Zweite Garde       |
|                                      | Infanterieregiment von Marche       |  |                 | Infanterieregiment von Löwendahl      |
|                                      | Infanterieregiment Sachsen-Gotha    |  |                 |                                       |
| In Dresden garnisoniert              |                                     |  |                 |                                       |
| Leibgrenadiergarde                   |                                     |  |                 |                                       |
| Infanterieregiment Königlicher Prinz |                                     |  |                 |                                       |
| Sächsische Artillerie                |                                     |  |                 |                                       |

- 1742: Am 24. September 1742 wurde die sächsische Armee in zwei Generalate unterteilt. Das erste wurde unter das Kommando des Grafen und Generals Rutowsky mit Sitz in Dresden gestellt, das zweite Generalat mit Sitz in Chemnitz unter das Kommando des Generals Chevalier de Saxe.[87]
- 1743: Auf den Vorschlag des Feldmarschalls Herzog von Weissenfels wurde am 1. Februar 1743 die sächsische Armee wieder in vier Generalate aufgeteilt, das erste mit Sitz in Wittenberg unter dem General von Bose, das zweite und das dritte mit Sitz in Dresden unter dem Befehl des Chevalier de Saxe und des Generals Graf von Rutowski sowie das vierte in Naumburg unter dem Kommando des Generalleutnants von Diemar.[88]
- 1754: Nach dem Zweiten Schlesischen Krieg und der Verringerung der sächsischen Armee wegen Finanzierungsschwierigkeiten wurde am 1. Januar 1754 die Einteilung der Armee in zwei Generalate befohlen.
- 1758 erfolgte die Neuformierung der sächsischen Armee in Ungarn. Unter der Führung des Prinzen Xaver wurde ein Armeekorps aus fahnenflüchtigen sächsischen Soldaten gegründet. In den folgenden fünf Jahren kämpfte das Korps, ohne Unterstützung der in Sachsen befindlichen Verwaltungsstrukturen, an der Seite der Franzosen gegen Preußen. Erst 1763 konnte die Armee in ihre Heimat zurückkehren und die alte Heeresstruktur von zwei Generalaten (Divisionen) wieder annehmen.
- 1775: Nach dem Tode des Generalfeldmarschalls Chevalier de Saxe im Jahre 1774 wurde mit Wirkung zum 1. Januar 1775 die sächsische Armee in vier Generalinspektionen eingeteilt, jeweils zwei für die Infanterie und zwei für die Kavallerie. Jedem dieser stand ein General als Generalinspektor vor. Innerhalb dieser Inspektorate wurden alljährlich Truppenübungen der Regimenter durchgeführt, wobei eine Musterung dieser durch den Generalinspektor stattfand. Die Inspektoren mussten dem Kurfürsten anschließend Meldung über den Stand der Regimenter machen.
- 1779 wurde eines der Kavallerieinspektorate aufgelöst. Die drei verbleibenden erhielten als Verwaltungssitz die Landeshauptstadt Dresden.
- 1780: Um die Heeresergänzung zu vereinfachen, wurde Sachsen 1780 in Rekrutierungsbezirke für die einzelnen Regimenter eingeteilt. In diesen Bezirken durften nur die ansässigen Regimenter Rekruten anwerben. Die Dienstdauer betrug damals neun Jahre, und alle nicht ansässigen Männer zwischen 15 und 35 Jahren unterlagen der Wehrpflicht. Außerdem wurde es den Regimentern erlaubt, außerhalb der Rekrutierungszeit in ihrem Bezirk auf Soldatenwerbung zu gehen. Die sächsische Armee bestand zum allergrößten Teil aus Landeskindern, denn die Anwerbung von „Ausländern“ war für Sachsen zu kostenintensiv. Aus diesem Grund war Sachsen auch eines der ersten Fürstentümer in Europa, welche die Wehrpflicht Anfang des 18. Jahrhunderts eingeführt hatten. Der Ausländeranteil im Jahre 1792 betrug in der Infanterie 5,9 Prozent und bei der Kavallerie nur 3,6 Prozent.[89] Ebenso war der Anteil der ausländischen Offiziere im sächsischen Heer sehr gering. Im Jahre 1768 waren nur noch 17 ausländische Offiziere in sächsischen Diensten.[90] In der sächsischen Armee, im Gegensatz zur preußischen, konnten auch nichtadelige Soldaten in allen Waffengattungen in hohe Offiziersränge aufsteigen.

### 1800–1866
- 1810: Die Teilnahme sächsischer Truppen am Fünften Koalitionskrieg 1809 gegen das Kaisertum Österreich zeigte den Politikern und führenden Militärs am Dresdner Hof, dass einige gründliche Neuerungen vonnöten waren. Das Ziel war, eine zeitgemäße und nach französischem Vorbild organisierte Armee aufzubauen; zumal des Sachsenkönigs hoher Alliierter (so pflegte der regierende König Friedrich August Napoleon zu nennen) immer direkter darauf drang. Im Zuge dieser Neuerungen wurde die Auflösung der bestehenden drei Generalinspektorate angeordnet und Sachsens Armee in drei Divisionen eingeteilt, zwei Infanterie- und eine Kavalleriedivision. Jede dieser Divisionen erhielt einen eigenen Generalstab (Divisionsstab). Außerdem wurde in Dresden ein weiterer Generalstab unter Leitung des Königs aufgestellt. Das Oberkommando der erneuerten Armee führte nominell der König. Im Jahre 1810 war Generalmajor Heinrich von Cerrini di Monte Varchi Kriegsminister, Generalmajor von Gersdorff Generalstabschef.
- 1815: Am 27. Mai 1815 wurde das Militärdepartement des Geheimen Kabinetts in Kommando, Kriegs- und Justizsachen aufgelöst. An dessen Stelle trat die Geheime Kriegskanzlei, deren erster Leiter war der Generalleutnant Heinrich Wilhelm von Zeschau. Zur besseren und effizienteren Ausbildung der Ingenieure und der Artillerieoffiziere wurden die beiden bisher bestehenden Lehranstalten unter dem Namen „Militär-Akademie“ zusammengelegt. Im Jahre 1831 wurde diese dann in „Artillerieschule“ umbenannt und vier Jahre später mit dem Kadettenkorps zusammengelegt. Auch diese sogenannte „Militärbildungsanstalt“ hatte nicht lange Bestand. Sie wurde 1840 erneut aufgelöst. Erst im Jahre 1851 wurden zwei neue Anstalten errichtet, um Unteroffiziere zu Offizieren egal welcher Waffengattung auszubilden. Es entstanden die „Kadettenschule“ und die „Artillerieschule“.
- 1817: Nach dem Mandat vom 1. Februar wurde erstmals in Sachsen eine Armeereserve gebildet. Die ausscheidenden Soldaten wurden automatisch in die Reserveregimenter übernommen und bildeten ein zweites stehendes Heer, welches im Notfalle schnell mobilgemacht werden konnte.
- 1831 wurden die Geheime Kriegskanzlei und der General-Kommando-Stab der Armee zusammengelegt und das Kriegsministerium gegründet. Die Umorganisation der sächsischen Armeeverwaltung dauerte bis in das Jahr 1849 an. Ab diesem Jahr war das Kriegsministerium die oberste Verwaltungsinstanz des Heeres in Sachsen. Der königliche Generalstab wurde nur als Abteilung innerhalb des Generalkommandos erhalten. Ebenfalls wurden dem Kriegsministerium die Militärjustiz und die Militärbeschwerdeinstanz unterstellt. Die Militär- und Kommandoangelegenheiten, welche bisher der Geheime Rat behandelt hatte, wurden alle vom Kriegsministerium übernommen. Bis zum Übergang in den Norddeutschen Bund war das Kriegsministerium auch die oberste Kommandobehörde der sächsischen Armee. Militärische Anweisungen des Königs, des nominellen Oberbefehlshabers der Armee, mussten vom Kriegsminister ausgegeben werden.
 Die Aufgaben des Kriegsministeriums waren folgende:

- Militärisches Justizwesen
- Rekrutierung
- Etatüberwachung (Mannschaften als auch alle Gegenstände)
- Aufsicht der Militärbildungs- und Erziehungsanstalten
- Marsch-, Einquartierungs- und Servis-Angelegenheiten
- Militärisches Bauwesen
- Kasernierung der Armee
- Verpflegung und Instandhaltung der Armee in Krieg und Frieden
- Hospital- und Medizinwesen der Armee
- Festungswesen
- Pensions- und Gravationswesen
- Plankammer

- 1849: Auf Grundlage eines Beschlusses der deutschen Zentralgewalt, nach welchem alle Bundesstaaten ihre Heere auf 2 Prozent der Einwohnerschaft zu bringen hatten, erging am 7. Juni 1849 vom Kriegsministerium die Verordnung, wonach das königlich sächsische Heer inklusive der Kriegs- und Dienstreserve auf eine Gesamtstärke von 25.000 Mann zu bringen sei. Im Zuge dieser Umstrukturierung wurde jedes der vier Infanterieregimenter um ein 4. Bataillon vermehrt. Der bisherige Begriff des Regimentes wurde abgeschafft, und die vier Bataillone eines jeden Regimentes wurden ab diesem Zeitpunkt zu sogenannten Brigaden zusammengefasst.

### 1867–1918
1867
Mit dem Beitritt der sächsischen Armee als XII. Armeekorps zum Norddeutschen Heer wurde auch die preußische Landwehrpraxis übernommen. In der Kriegsministerialverordnung zur Organisation der Landwehr vom 13. März 1867 wurde die Errichtung der Landwehr beschlossen. In der Verordnung wurde bestimmt, dass Sachsen in vier provisorische Landwehrbezirke unterteilt wird. Jedem dieser Landwehrbezirke wurde eine Infanteriebrigade zugewiesen. Es waren zwölf Landwehrbataillone zu bilden, jedem Bezirk wurden drei unterstellt, wobei die provisorische Gliederung vom Frühjahr 1867 zwei und die endgültige vom Herbst des Jahres vier Kompanien je Bataillon vorsah.
Die vier Landwehrregimenter wurden wie folgt errichtet:
1. Landwehrregiment (Standquartier in Bautzen), Kommandeur Major Schubert – Bataillone 1 bis 3

2. Landwehrregiment (Standquartier in Freiberg), Kommandeur Major Payern – Bataillone 4 bis 6

3. Landwehrregiment (Standquartier in Zwickau), Kommandeur Major Moritz von Süßmilch-Hörnig – Bataillone 7 bis 9

4. Landwehrregiment (Standquartier in Leisnig), Kommandeur Major von Metzradt – Bataillone 10 bis 12
Nach dem Ende des Deutsch-Französischen Krieges wurde der Aufbau der Landwehr vorangetrieben. Die Landwehr war nach ihrer endgültigen Aufstellung im Jahre 1874 wie folgt gegliedert:
| Infanteriebrigade           | Landwehrregiment                  | Bataillon       | Standquartiere der Kompanien | Amtsgerichtsbezirk resp. Stadt                                      |
| --------------------------- | --------------------------------- | --------------- | ---------------------------- | ------------------------------------------------------------------- |
| 1. Infanteriebrigade Nr. 45 | 1. Landwehrregiment Nr. 100       | I. Freiberg     | 1. Freiberg                  | Freiberg                                                            |
|                             |                                   |                 | 2. Brand                     | Brand, Sayda                                                        |
|                             |                                   | II. Annaberg    | 1. Marienberg                | Marienberg, Lengefeld, Zöblitz, Wolkenstein                         |
|                             |                                   |                 | 2. u. 3. Annaberg            | Annaberg, Jöhstadt, Oberwiesenthal, Scheibenberg, Ehrenfriedersdorf |
|                             | 2. Landwehrregiment Nr. 101       | I. Chemnitz     | 1. und. 2.                   | Stadt Chemnitz                                                      |
|                             |                                   |                 | 3. Chemnitz                  | Gerichtsamt Chemnitz                                                |
|                             |                                   |                 | 4. Limbach                   | Limbach                                                             |
|                             |                                   |                 | 5. Stollberg                 | Stollberg                                                           |
|                             |                                   | II. Frankenberg | 1. Frankenberg               | Oederan, Frankenberg                                                |
|                             |                                   |                 | 2. Zschopau                  | Augustusburg, Zschopau                                              |
| 2. Infanteriebrigade Nr. 46 | 3. Landwehrregiment Nr. 102       | I. Pirna        | 1. Stolpen                   | Stolpen, Neustadt, Sebnitz                                          |
|                             |                                   |                 | 2. Schandau                  | Königstein, Schandau                                                |
|                             |                                   |                 | 3. Pirna                     | Pirna, Gottleuba                                                    |
|                             |                                   |                 | 4. Dippoldiswalde            | Dippoldiswalde, Lauenstein, Altenberg, Frauenstein                  |
|                             |                                   | II. Zittau      | 1. und 2. Zittau             | Zittau, Großschönau, Ostritz, Reichenau                             |
|                             |                                   |                 | 3. Herrnhut                  | Herrnhut, Bernstadt, Ebersbach                                      |
|                             |                                   |                 | 4. Löbau                     | Neusalza, Löbau                                                     |
|                             | 4. Landwehrregiment Nr. 103       | I. Bautzen      | 1. Bautzen                   | Königswartha, Bautzen                                               |
|                             |                                   |                 | 2. Bischofswerda             | Schirgiswalde, Bischofswerda                                        |
|                             |                                   |                 | 3. Kamenz                    | Kamenz                                                              |
|                             |                                   |                 | 4. Pulsnitz                  | Königsbrück, Pulsnitz                                               |
|                             |                                   | II. Meißen      | 1. Großenhein                | Großenhain                                                          |
|                             |                                   |                 | 2. Großenhain                | Radeburg, Riesa                                                     |
|                             |                                   |                 | 3. Nossen                    | Lommatsch, Nossen, Wilsdruff                                        |
|                             |                                   |                 | 4. Maißen                    | Meißen                                                              |
| 3. Infanteriebrigade Nr. 47 | 5. Landwehrregiment Nr. 104       | I. Plauen       | 1. Oelsnitz                  | Adorf, Oelsnitz, Markneukirchen, Schöneck                           |
|                             |                                   |                 | 2. Reichenbach               | Reichenbach                                                         |
|                             |                                   |                 | 3. Plauen                    | Pausa, Elsterberg, Plauen                                           |
|                             |                                   | II. Schneeberg  | 1. Schwarzenberg             | Schwarzenberg, Johanngeorgenstadt                                   |
|                             |                                   |                 | 2. Schneeberg                | Schneeberg, Eibenstock                                              |
|                             |                                   |                 | 3. Auerbach                  | Auerbach, Lengefeld                                                 |
|                             |                                   |                 | 4. Falkenstein               | Falkenstein, Treuen, Klingenthal                                    |
|                             | 6. Landwehrregiment Nr. 105       | I. Zwickau      | 1. Crimmitschau              | Crimmitschau, Werdau, Remse                                         |
|                             |                                   |                 | 2.und 3 Zwickau              | Stadt Zwickau                                                       |
|                             |                                   |                 | 4. Kirchberg                 | Wildenfels, Kirchberg                                               |
|                             |                                   | II. Glauchau    | 1. Lichtenstein              | Lichtenstein, Hartenstein, Lößnitz                                  |
|                             |                                   |                 | 2. Meerane                   | Meerane, Waldenburg                                                 |
|                             |                                   |                 | 3. Glauchau                  | Glaucha, Hohenstein-Ernstthal                                       |
| 4. Infanteriebrigade Nr. 48 | 7. Landwehrregiment Nr. 106       | I. Leipzig      | 1. bis 5. Leipzig            | Stadt Leipzig und Umgebung                                          |
|                             |                                   | II. Wurzen      | 1. Grimma                    | Colditz, Grimma, Brandis                                            |
|                             |                                   |                 | 2. Wurzen                    | Wurzen                                                              |
|                             |                                   |                 | 3. Oschatz                   | Oschatz, Mügeln, Strehla                                            |
|                             | 8. Landwehrregiment Nr. 107       | I. Borna        | 1. Penig                     | Penig, Burgstädt                                                    |
|                             |                                   |                 | 2. Rochlitz                  | Mittweida, Geringswalde, Rochlitz                                   |
|                             |                                   |                 | 3. Borna                     | Rötha, Borna, Frohburg, Lausigk                                     |
|                             |                                   |                 | 4. Borna                     | Geithain, Pegau                                                     |
|                             |                                   | II. Döbeln      | 1. Roßwein                   | Hainichen, Roßwein, Waldheim                                        |
|                             |                                   |                 | 2. Döbeln                    | Leising, Döbeln, Hartha                                             |
| 1. Infanteriebrigade Nr. 45 | Reserve-Landwehrbataillon Nr. 108 |                 | 1. bis 8. Dresden            | Stadt Dresden und Umgebung                                          |

## Fahnen und Standarten
Im Mittelalter waren Fahnen mit Farben und Wappen ein wichtiges Erkennungsmerkmal für Freund und Feind in der Schlacht, da man diese aufgrund der uneinheitlichen Kleidung im Kampf nicht unterscheiden konnte. Im Gefecht wurden die Fahnen der sächsischen Infanterieregimenter im Gegensatz zur preußischen Armee nicht von einem Fahnenjunker, sondern von einem Sergeanten oder Korporal getragen. Den Dienstgrad des Fahnenjunkers gab es in der sächsischen Armee bis 1867 nicht. Der Korporal hatte dafür zu sorgen, dass das Symbol der Einheit nicht in Feindeshand geriet. Aufgrund ihrer bedeutenden Rolle als Mittelpunkt in der Schlacht und Orientierungshilfe für die Soldaten ihrer Einheit hatte die Fahne eine konstituierende Bedeutung im Militärwesen inne. Ihr Verlust im Kampf galt als größte Schmach, die eine Einheit treffen konnte. Die Truppenfahne wurde als wertvolle Kriegsbeute angesehen. Bei der Begräbniszeremonie Karls XII. von Schweden 1718 hingen in der Kirche über 2000 erbeutete Fahnen und Standarten, die Karl XII. als Kriegsherr im Großen Nordischen Krieg erbeutet hatte. Darunter befanden sich auch sächsische Fahnen, die während der Schlachten von Klissow, Fraustadt und Kalisch erbeutet worden waren.
Besonders August II. legte viel Wert auf die Truppenfahnen. Er beschäftigte sich intensiv mit der Erarbeitung eines neuen Reglements mit Vorschriften, Befehlen und Anordnungen in der Handhabung der Truppenfahnen. Während seiner Regentschaft waren die Fahnen besonders formvollendet. Die Fahnen wurden aus teurem Seidentuch gearbeitet und mit goldenen oder silbernen Ornamenten sowie Wappen bestickt. Generell trugen im beginnenden 18. Jahrhundert alle Waffengattungen Fahnen. Die Fahne der Leibkompanie war Weiß, und die anderen hatten die jeweilige Farbe der Regimentsabzeichen. Auf der Vorderseite (auch „Aversseite“) wurde das königliche Wappen oder der Namenszug „AUGUST II.“ angebracht. Auf der Rückseite (auch „Reversseite“) wurden beliebige Symbole angebracht. Die Größe der Infanteriefahnen war unterschiedlich, sie lag zwischen 260 × 210 cm und 200 × 210 cm. Die Fahnenspitze war üblicherweise 24 cm lang. Die Länge des Fahnenschaftes betrug 315 cm, und die Zwinge war 28 cm lang. Die Standarten der Kürassiere und Dragoner betrug während der Zeit des Zeithainer Lagers 53 × 57 cm. Die alten zweispitzigen Fahnen der Dragoner hatten die Maße 370 × 210 cm.

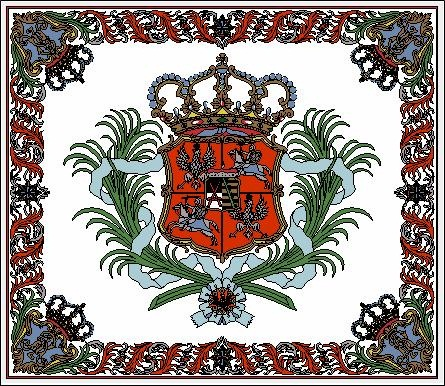
Truppenfahne des Kadettenkorps, verliehen 1747

Anlässlich des Zeithainer Lagers erhielten alle sächsischen Regimenter Fahnen. Leider sind von diesen farbenfrohen Fahnen keine Originale mehr erhalten. 1747 verlieh Kurfürst Friedrich Christian auch dem sächsischen Kadettenkorps eine eigene Truppenfahne. Nach der Kapitulation von Pirna 1756 und der Eingliederung der sächsischen Truppen in das preußische Heer verblieben die Truppenfahnen im Besitz des sächsischen Kurfürsten. Nach dem verlorenen Feldzug gegen Napoleon 1806 und der Erhebung Sachsens zum Königreich erhielten die Regimenter der nun „Königlich Sächsischen Armee“ neue Fahnen und Standarten. Mit den Vorarbeiten wurde diesmal General der Kavallerie von Zezschwitz beauftragt.
Ein Teil dieser Fahnen wurde während der Meuterei der sächsischen Infanterie in Lüttich im Jahre 1815, auf direkten Befehl von Generalfeldmarschall Gebhard Leberecht von Blücher, verbrannt. Die Rädelsführer des Aufstandes wurden erschossen. Die Meuterei war entbrannt, nachdem bekannt geworden war, dass die sächsische Armee geteilt werden sollte. Nach der Restrukturierung der sächsischen Armee nach ihrer zeitweiligen Vernichtung im Russlandfeldzug erhielten die vier neu gegründeten Infanterieregimenter am 3. September 1822 neue Truppenfahnen. Während der Neustrukturierung der Armee im Jahre 1849 wurden den neugebildeten acht Bataillonen eigene Truppenfahnen durch Friedrich August II. verliehen. Nach der Eingliederung in das Bundesheer und der Erweiterung der zwei Grenadier- und sechs Infanterieregimenter um jeweils ein drittes Bataillon wurden den ersten Bataillonen der Regimenter neue Truppenfahnen übergeben. Die alten Fahnen dieser Bataillone wurden an die neugebildeten dritten Regimentsbataillone weitergegeben.
Noch 1914 marschierte die sächsische Armee mit ihren Truppenfahnen an der Spitze in den Ersten Weltkrieg, doch im modernen Abnutzungs- und Stellungskrieg hatte die Truppenfahne ihre eigentliche Funktion verloren. Hinter der Front blieb sie Erkennungs- und Identitätssymbol ihrer Einheiten.
Die sächsischen Jägerbataillone und das Pionierbataillon waren die einzigen Truppenteile, die keine eigene Fahne vom König verliehen bekamen, trotz mehrfacher Anfragen der Kommandeure nach erfolgreich geführten Schlachten.
Bildergalerie mit sächsischen Truppenfahnen

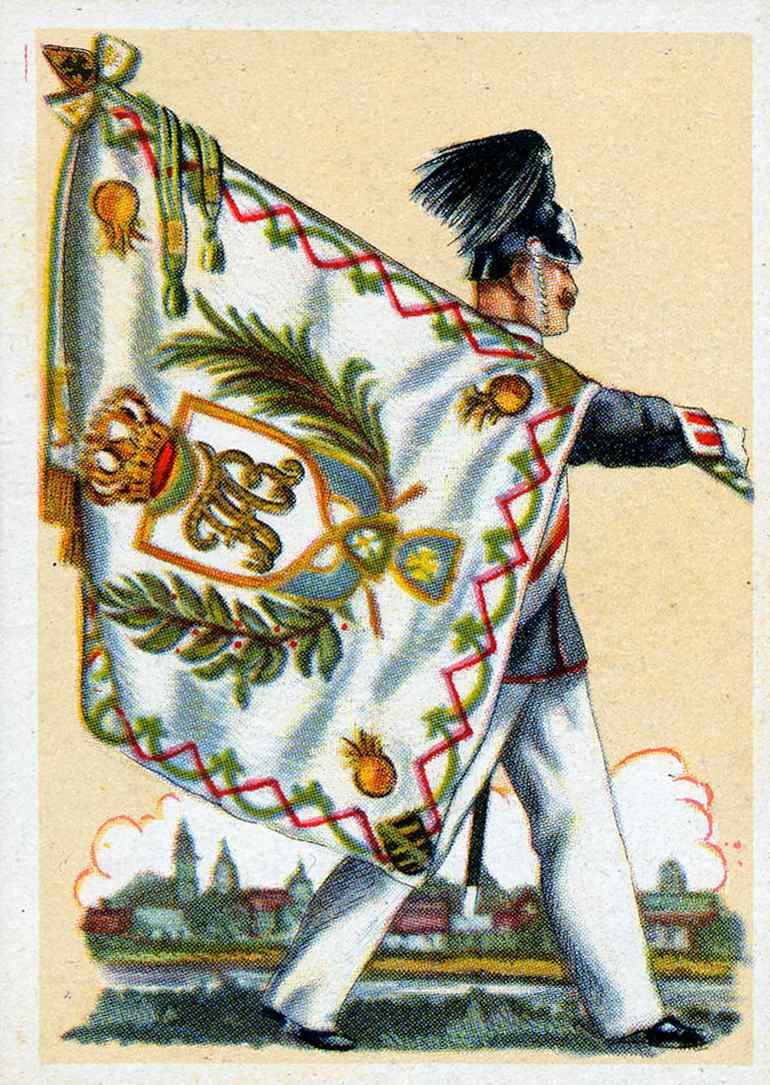
1. (Leib-)Grenadier-Regiment Nr. 100, I. Bataillon, Rückseite
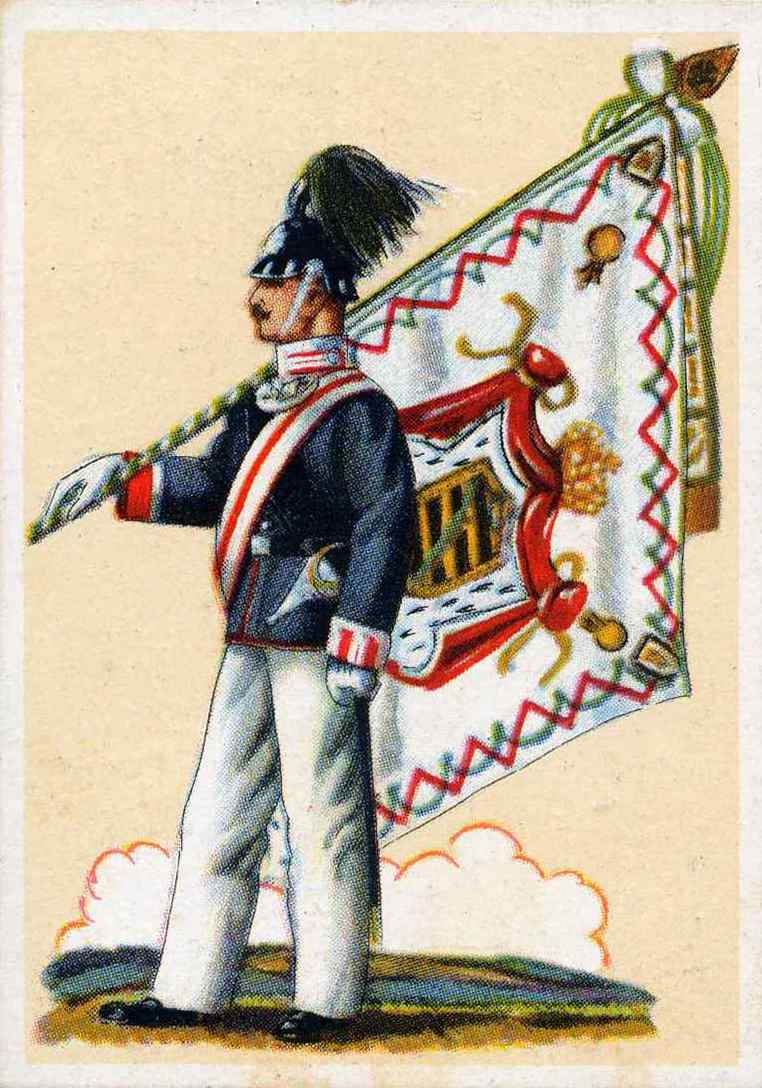
1. (Leib-)Grenadier-Regiment Nr. 100, I. Bataillon, Vorderseite
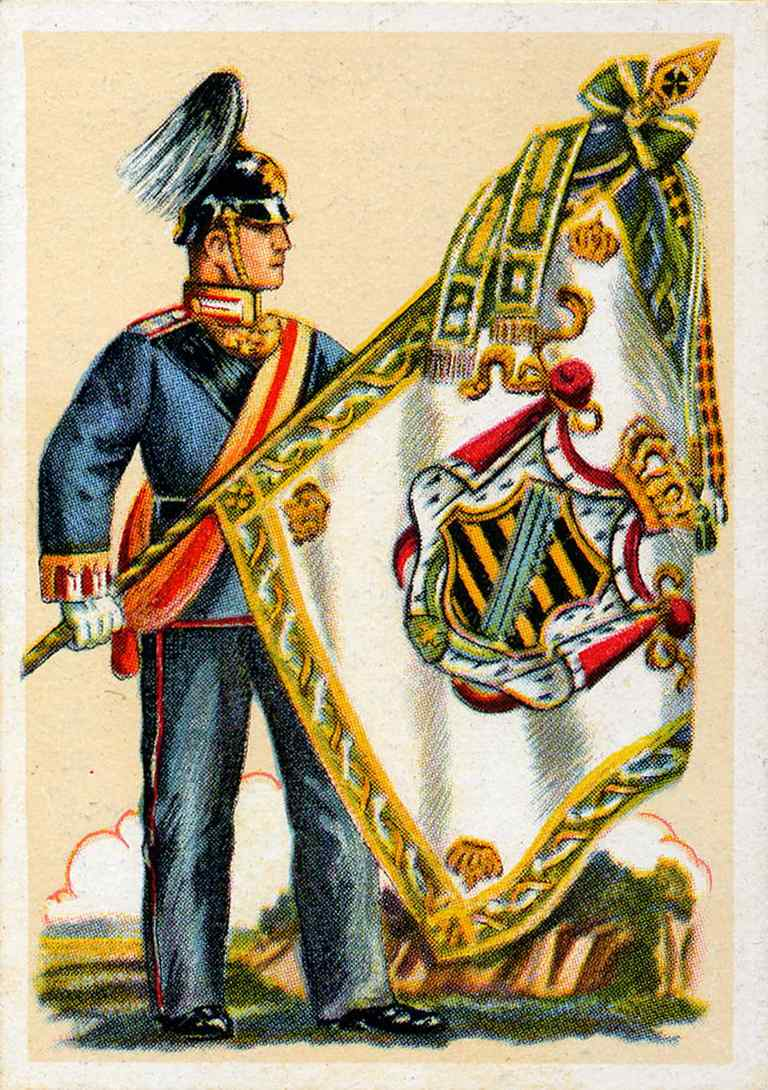
2. Grenadier-Regiment Nr. 101 „Kaiser Wilhelm, König von Preußen“ 1. Bataillon, Vorderseite
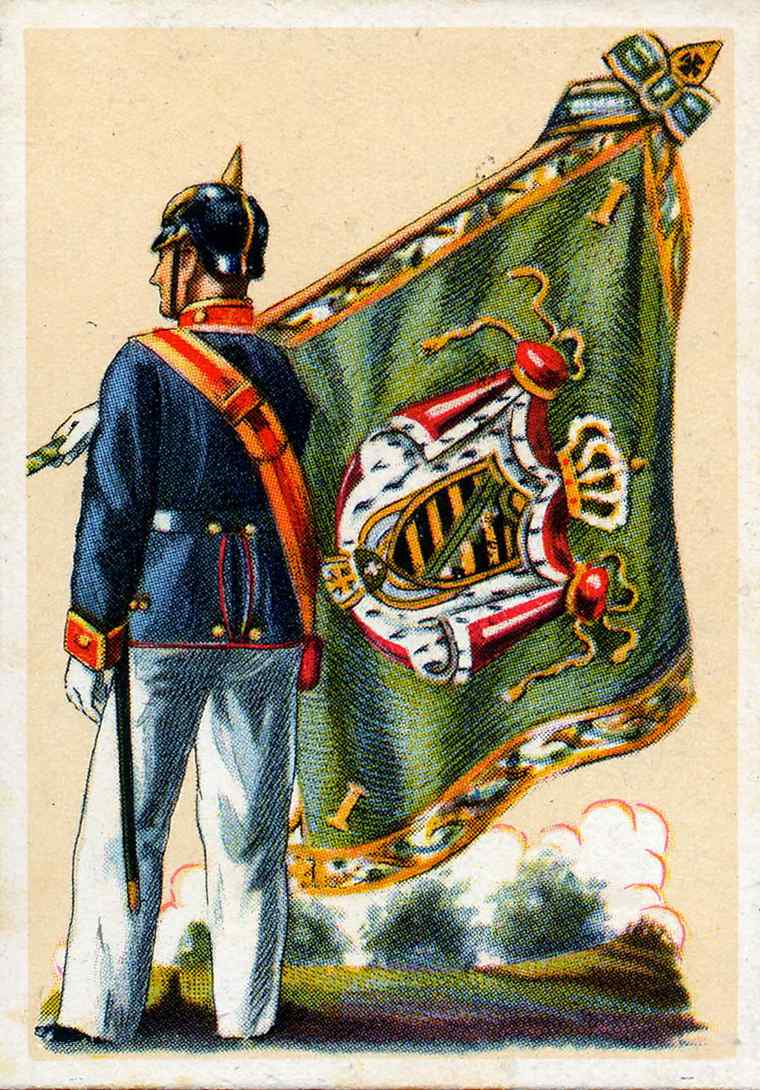
3. Infanterie-Regiment König Ludwig III von Bayern Nr. 102, II. und III. Bataillon, Vorderseite

### Kokarde
Mit Gründung des sächsischen stehenden Heeres wurde die Kokarde in Weiß am schwarzen Hut getragen.
Am 12. November 1813 gab der General der Infanterie von Thielemann in Leipzig bekannt, dass die sächsische Kokarde ab sofort die Farbe Grün habe. Diese Änderung wurde vom russischen Kaiser Alexander I. genehmigt. Zum Dank für die Befreiung Sachsens wurde die Kokarde in Orange und Schwarz eingefasst, welches die Farben des russischen Kaisers waren.
Die Teilung Sachsens hatte zur Folge, dass der sächsische König die bisherigen Landesfarben Schwarz-Gelb ablegte. Diese wurden von der preußischen Provinz Sachsen weiter getragen. Die Farben Schwarz und Gelb zieren heutzutage noch immer die Flagge des Bundeslandes Sachsen-Anhalt. Als neue Landesfarben wurden Weiß und Grün eingeführt. Bereits bei der Heimkehr des sächsischen Königs und seiner Truppen im Jahre 1815 war die Landeshauptstadt Dresden in den neuen Landesfarben feierlich geschmückt. Dies war die Geburtsstunde der bis heute bestehenden sächsischen Landesflagge.
Während der Neuorganisation der sächsischen Armee im Jahre 1815 wurde auch die dreifarbige Kokarde abgelegt. Fortan trugen die sächsischen Soldaten die zweifarbige Kokarde mit dem grünen Punkt in der Mitte und dem weißen Ring.
Mit dem Beschluss vom 8. März 1848 wurde neben der sächsischen Kokarde die des Deutschen Bundes getragen. Die Farben dieser Kokarde waren Schwarz-Rot-Gold.
Mit dem Beitritt Sachsens zum Norddeutschen Bund wurde neben der sächsischen Kokarde ab 1867 auch die des Deutschen Kaiserreichs von den sächsischen Soldaten getragen.

## Uniformierung

### Allgemein
Im Gegensatz zu anderen deutschen Fürstenhäusern statteten die Sachsen von Beginn an ihr stehendes Heer mit teuren Uniformen aus. Die sächsischen Fürsten, allen voran August der Starke, zeigten ihren Prunk nicht nur durch ihren Lebensstil oder ihre Bauwerke, sondern sie unterhielten sich auch Regimenter, die nur für öffentliche und repräsentative Aufgaben vorgesehen waren. Im Laufe der etwa 250 Jahre, welche die sächsische Armee bestand, wurde die Uniform mehrfach komplett verändert. Die sächsischen Truppen trugen zu Beginn des stehenden Heeres einen roten Uniformrock, im 18. Jahrhundert wechselte man die Rockfarbe in Weiß. Nach den Napoleonischen Kriegen wurde die dunkelgrüne Uniform und mit dem Eintritt in das Bundesheer 1867 die dunkelblaue Uniform nach preußischem Vorbild getragen.
In den Vasallenheeren der Herzöge zu Meißen wurden die Fußknechte von ihren jeweiligen Lehnsherren mit Waffen, Kleidung und Unterhalt versorgt. Eine einheitliche Uniformierung war noch nicht vorhanden. Die Kosten für die Ausrüstung ihrer Fußknechte holten sich die Ritter durch Raub und Erpressung der eroberten Länder wieder zurück. Mit der Aufstellung des ersten sächsischen Heeres im Jahre 1682 wurde auch erstmals eine einheitliche Uniformierung angestrebt. Den ersten genauen Hinweis auf eine einheitliche Uniform findet man in der Verordnung des Kurfürsten an den Feldmarschall von Schöning vom 30. Oktober 1695, wonach der Monarch befahl, unter anderem sei die bisherige weißgraue Grundfarbe des Uniformrockes durch eine durchgängige rote Uniformierung in der Infanterie und Kavallerie zu ersetzen.
Bevor sich in Europa der Begriff Uniform durchsetzte, wurde die Dienstbekleidung eines Soldaten Montur oder Livree genannt. August der Starke veranlasste im Jahre 1729, dass alle Monturen für seine Truppen nur noch in sächsischen Textilmanufakturen bestellt werden sollten. Diese Uniformen hatten eine sehr hohe Verarbeitungsqualität und waren dadurch länger haltbar. Jeder Soldat erhielt mit seinem Sold ein sogenanntes Bekleidungsgeld, mit welchem er die vom Fürsten bereitgestellte Uniform zu reinigen und wenn nötig auszubessern hatte. Jeder Soldat erhielt eine Parade- und mehrere Dienstuniformen. In jeder Kompanie gab es einige Soldaten, die das Schneiderhandwerk beherrschten oder während ihrer Dienstzeit erlernten, sodass die meisten Uniformen in jener Zeit von Kameraden ausgebessert wurden.
Zur Zeit Augusts des Starken war die sächsische Armee eine der prunkvollsten und farbenfrohsten Armeen Europas. Nach seinem Tod wurden die Uniformen vereinfacht, um den immensen finanziellen Aufwand zu verringern. Um eine bessere Übersicht zu wahren, werden in den folgenden Unterabschnitten die Änderungen in der Uniformierung ab dem Jahre 1700 nach Waffengattungen unterteilt.

### Generalität
Seit 1735 wurde die sächsische Generalität uniform eingekleidet. Die Uniformierung bestand aus einem weißen rotgefütterten Rock, einer roten Weste und Beinkleidern. Die Uniformen waren je nach Generalsrang unterschiedlich opulent mit Gold bestickt. Die Vereinheitlichung der Uniform wurde vorgenommen, um eine Unterscheidung der Dienstränge zu erleichtern. Eine Ausnahme dieser Angleichung waren die Generäle der Artillerie, diese trugen einen Uniformrock von grünem Grundstoff mit roter Abzeichenfarbe.
Die sächsischen Generäle erhielten 1766 den franzblauen Uniformrock mit gleichfarbigem Kragen, Aufschlägen und Unterfutter. Seit 1790 trug die sächsische Generalität durchgängig den franzblauen Uniformrock mit gleichfarbigen Aufschlägen, Kragen und Unterfutter. Die Weste und die Beinkleider waren rot. Rock und Weste waren mit Gold bestickt. Die mit Bogentreffen eingefassten Hüte waren mit weißen Federn geschmückt. Im Jahr 1822 trug die Generalität den dunkelblauen Uniformrock. Die Aufschläge und der Rockkragen wurden rot. Die roten Paradeunterkleider wurden weiß getragen. Fortan wurden rote Stiefel verwendet. Der Generalstab trug die gleiche Uniform. Zusätzlich trugen sie ein goldenes Achselband über die rechte Schulter.

### Kadettenkorps
1692

Bei der Gründung des Kadettenkorps wurden die Kadetten mit einer scharlachroten Uniform mit weißen Beinkleidern, Westen, Aufschlägen und Knöpfen ausgestattet. Später wurde die Farbe des Kragens von Weiß in Gelb geändert.
1790

Das Kadettenkorps trug die scharlachrote Uniform. Unterfutter, Kragen, Aufschläge, Unterkleider sowie die Gamaschen waren weiß. Die Soldatenknaben in Annaberg trugen eine blaue Uniform.
1814

Während der Umstrukturierung des Korps wurde auch die Uniform geändert. Der Uniformrock blieb rot, aber Innenfutter, Kragen, Aufschläge und Beinkleider wurden blau. Als Kopfbedeckung trugen die Kadetten einen dreieckigen Hut.
1849

Im Zuge der Einführung des Waffenrockes wurden die Uniformen der sächsischen Truppen leicht modifiziert. Nur das Kadettenkorps erhielt eine neue Uniformierung. Sie erhielten den dunkelgrünen Waffenrock mit gleichfarbigen Aufschlägen, und Kragen. Die Beinkleider waren von schwarzem Tuch und hatten rote Seitennähte, roten Passepoil mit gelben Knöpfen. Zur Unterscheidung der einzelnen Klassen wurden goldfarbige Litzen am Waffenrock befestigt.
1867

Die Uniform der Kadetten wurde fortan dunkelblau, der Rockkragen und die Aufschläge wurden rot. Die Beinkleider wurden grau, behielten aber die roten Nähte. Die Litzen waren fortan silbern, die Knöpfe weiß.

### Infanterie

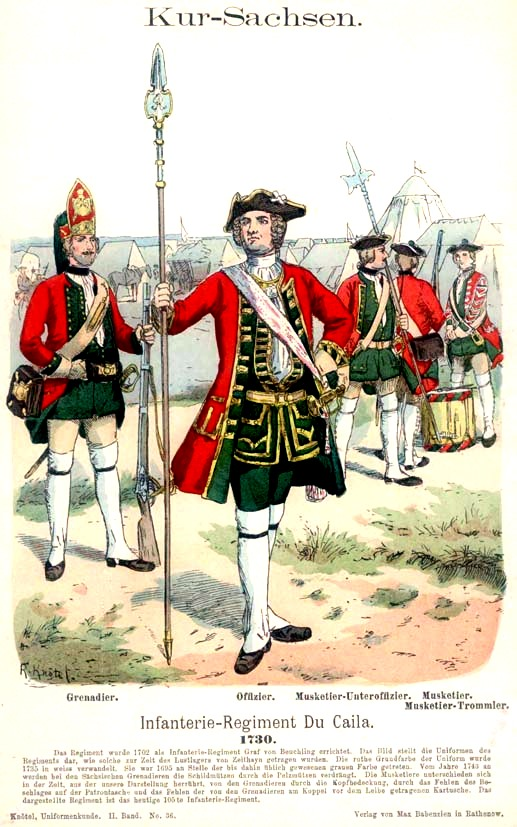
Regiment du Caila um 1730

Die Infanterie wurde ab 1695 mit einem roten Leibrock und weißen ledernen Hosen ausgestattet. Der Kragen und der Spiegel waren in Grau gehalten. Als Beinbekleidung erhielt jeder Infanteriesoldat schwarze lederne Schuhe und lange schwarze Tuchgamaschen. Das Lederzeug des Soldaten war gelblich und die Patronentasche aus geschwärztem Leder. Zur Unterscheidung der einzelnen Regimenter wurden unterschiedlich farbige Knöpfe an der Uniform verwandt. Das Regiment Beichlingen bekam bei seiner Gründung im Jahre 1701 gelbe Knöpfe. Die Uniformknöpfe wurden bis zur Einführung der einheitlichen deutschen Uniformierung im Jahre 1867 in der sächsischen Armee als Unterscheidungsmerkmal innerhalb der Infanterie benutzt.
- 1729: Im Jahre 1729 wurde vom sächsischen Kurfürsten und König von Polen August II. ein neues Bekleidungs- und Ausrüstungsreglement ausgegeben. Die neuen Uniformen wurden anlässlich des Zeithainer Lagers im Jahre 1730 erstmals getragen. Das neue Reglement sah vor, dass die Grundfarbe des Uniformrockes die rote Farbe behalten sollte, jedes Regiment erhielt aber einen Unterrock und Aufschlagfarbe. Eine Ausnahme erfolgte bei den drei Garderegimentern, diese erhielten einen gelben Uniformrock. Des Weiteren wurde die Verzierung der Offiziersuniform ausgeweitet. Je höher der Rang eines Offiziers war, desto ausgefallener die Stickereien an der Uniform. Die ledernen Hosen wurden durch tücherne in Regimentsfarbe ersetzt. Des Weiteren wechselte die Farbe der Gamaschen von Schwarz zu Weiß. Die Schuhe blieben aus Leder und von schwarzer Farbe.
- 1734: Am 23. Juli 1734 erschien eine neue Kleiderverordnung. Wichtigster Bestandteil der Verordnung war die Änderung der Uniformfarbe. Es wurde befohlen, dass alle Regimenter zu Fuß und zu Ross fortan weiße Uniformröcke erhalten sollten. Die Doublüre (Weste) der Uniform wurde in jedem Regiment andersfarbig gestaltet. Es wurden an alle ebenfalls weiße Tuchhosen sowie weißleinene Beinkleider ausgegeben. Am Lederzeug und der weiteren Ausrüstung gab es keine weiteren Änderungen. Zur Schonung der Uniform wurden billigere Zwillichkittel angeschafft. Diese wurden während der normalen Dienstzeit getragen. In der Folge wurden mehrfach kleinere Änderungen an der Uniform durchgeführt. Im Jahre 1744 erhielten die Offiziere und Unteroffiziere den farbigen Kragen an der Regimentsuniform. 1754 wurden die Farben der Westen geändert. Das Regiment Prinz Friedrich August erhielt anstatt der bisherigen dunkelgrünen Westen solche in Gelb.[106]
- 1756: Nachdem sich die sächsischen Truppen dem preußischen König ergeben hatten, wurden alle Unteroffiziere und Soldaten in die preußische Armee eingegliedert. Sie erhielten die preußische Uniform und wurden auf den preußischen König vereidigt.[107]
- 1765: Nach der Beendigung des Siebenjährigen Krieges und der Heimkehr der sächsischen Truppen wurde die Armee reorganisiert. Im Zuge dieser Umgestaltung der Armee wurde auch die Uniform geändert. Der Uniformrock behielt die weiße Grundfarbe. Das Unterfutter sowie die Weste wurden ebenfalls weiß. Nur die Dublüre wurde ab jetzt in der jeweiligen Regimentsfarbe getragen. Die Beinkleider waren fortan eng anliegend mit weißen ungarischen Knoten. Die Gamaschen wurden schwarz und die Stiefel nach ungarischem Vorbild. 1771 wurden die Beinkleider wieder weiter geschnitten.
- 1783: Die zwölf bestehenden Infanterieregimenter trugen den weißen Uniformrock. Je zwei Regimenter hatten die gleiche Monturfarbe (Aufschläge, Kragen). Diese Farben waren Weiß, Zitronengelb, Grün und Hell- und Dunkelblau. Die beiden Regimenter mit der gleichen Farbe trugen zur Unterscheidung weiße oder gelbe Uniformknöpfe.[102]

Die Invalidenkompanien trugen ebenfalls eine weiße Uniform mit schwarzen Aufschlägen.
| Regiment               | Uniformrock | Dublüre              | Knöpfe |
| ---------------------- | ----------- | -------------------- | ------ |
| Kurfürst               | Weiß        | Scharlachrot         | Gelb   |
| von Karlsburg          | Weiß        | Scharlachrot         | Weiß   |
| Prinz Xaver            | Weiß        | Hellblau             | Gelb   |
| Kurfürstin (Bennigsen) | Weiß        | Hellblau             | Weiß   |
| Prinz Karl             | Weiß        | Grün                 | Gelb   |
| Prinz Gotha            | Weiß        | Grün                 | Weiß   |
| Prinz Clemens          | Weiß        | Dunkelblau           | Gelb   |
| Prinz Anton            | Weiß        | Dunkelblau           | Weiß   |
| Prinz Maximilian       | Weiß        | Zitronengelb         | Gelb   |
| Le Coq                 | Weiß        | Zitronengelb         | Weiß   |
| Baron Riedesel         | Weiß        | Pfirsichblütenfarbig | Gelb   |
| Graf von Anhalt        | Weiß        | Pfirsichblütenfarbig | Weiß   |

Bilder von Carl Adolph Heinrich Hess. Er malte eine sowohl künstlerisch ansprechende als auch uniformkundlich interessante Serie von 16 Tafeln über die sächsische Armee in den Jahren 1805 und 1806.

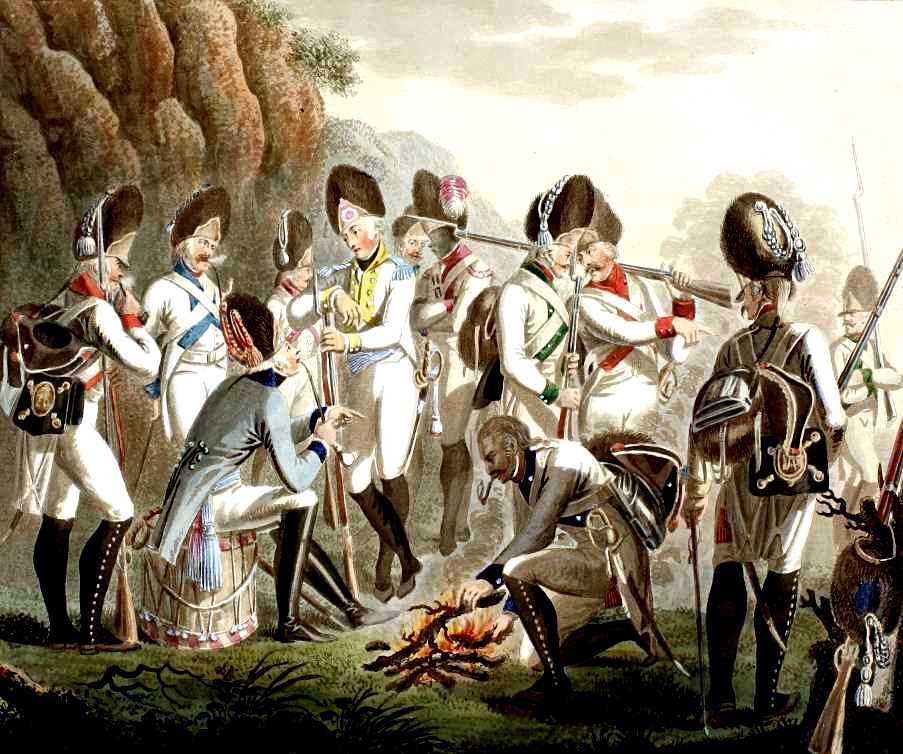
Grenadiere um 1806
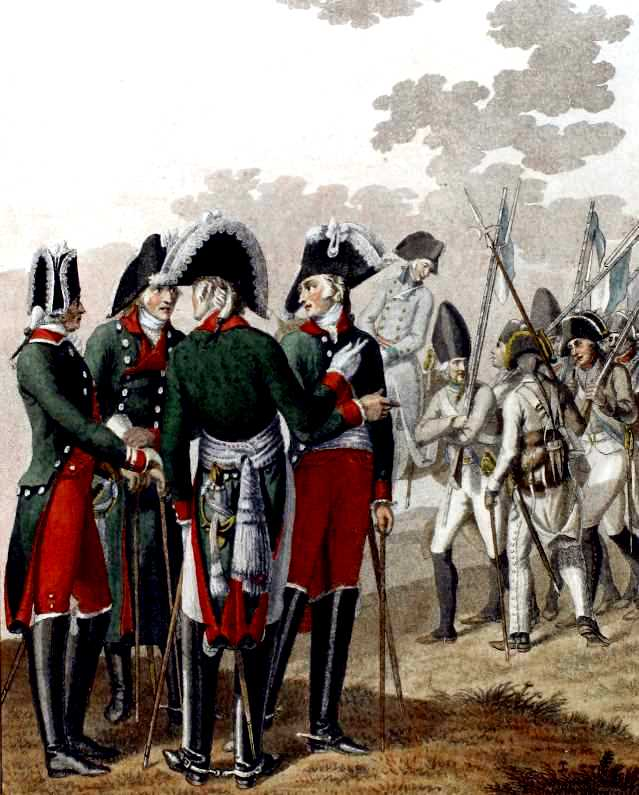
Linieninfanterie und Ingenieurkorps
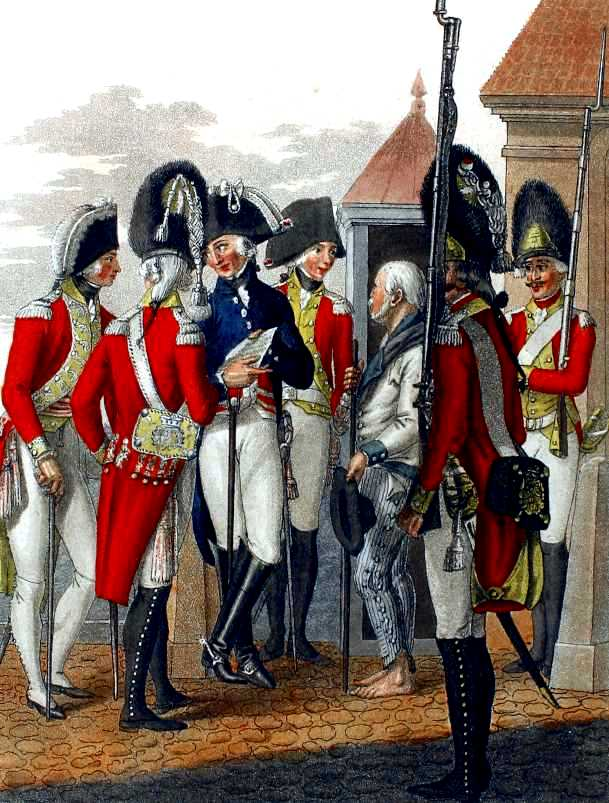
Leibgrenadiergarde
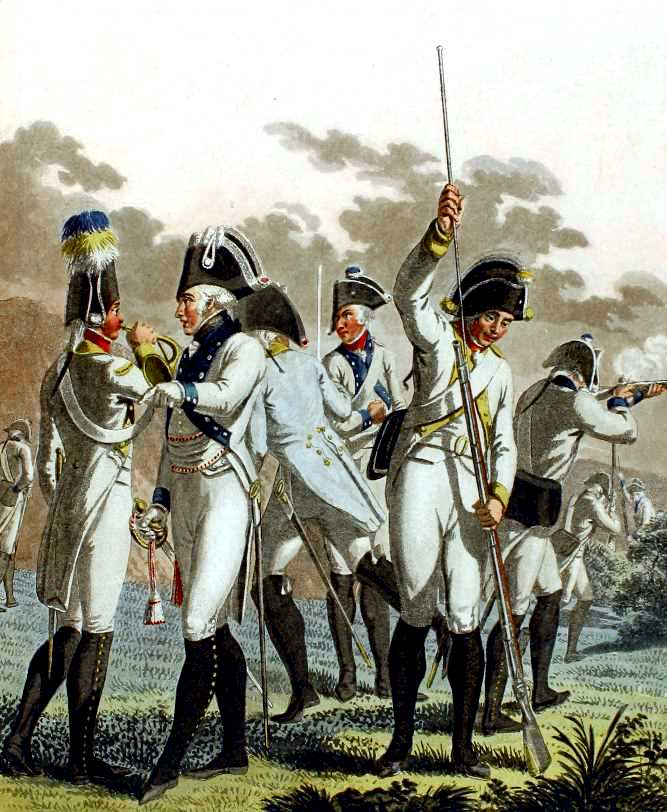
Linieninfanterie um 1806
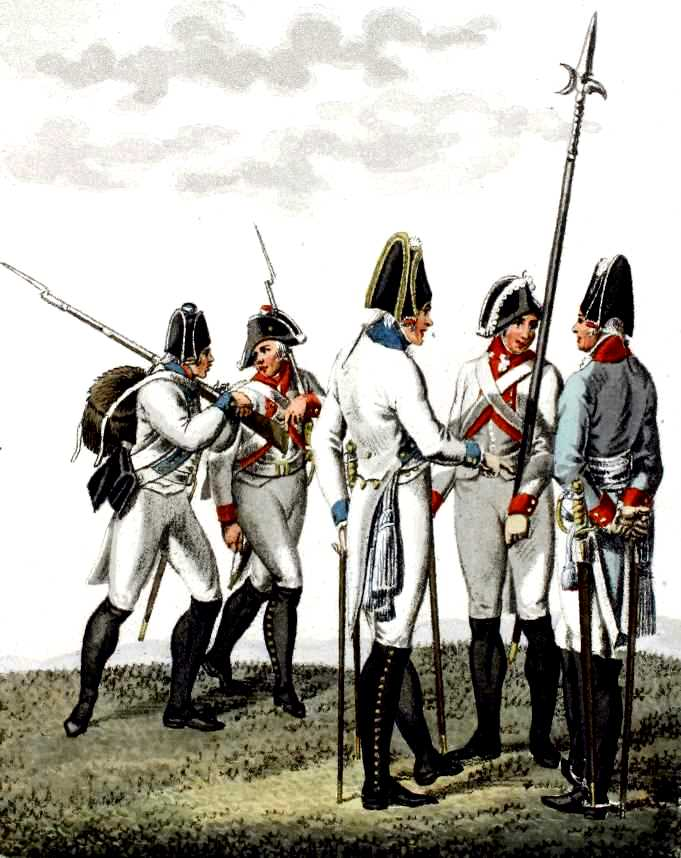
Linieninfanterie um 1806
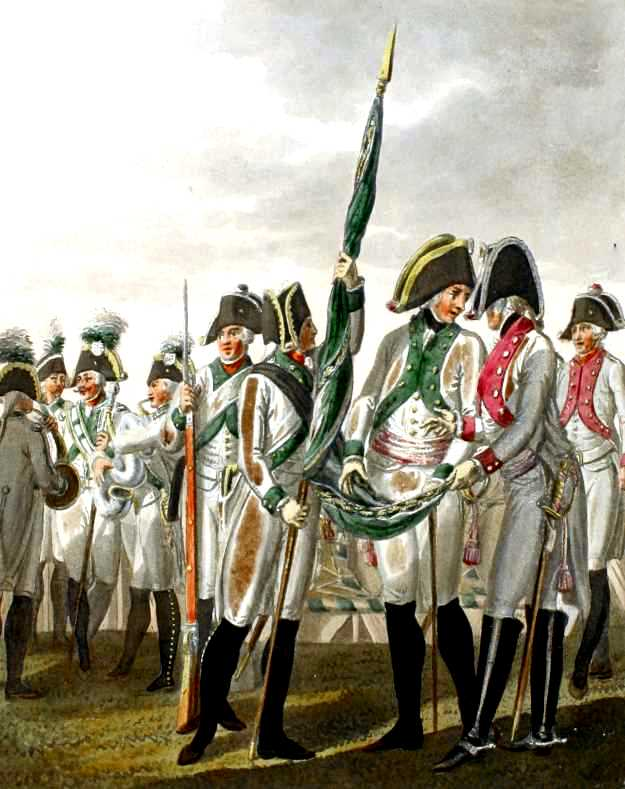
Linieninfanterie um 1806

- 1807: Nach der Niederlage Sachsens gegen Napoleon wurde die sächsische Armeeuniform an die der französischen Armee angeglichen. Der sächsische König organisierte seine Armee komplett nach dem französischen Vorbild. Die Uniformen wurden zweckmäßiger geschnitten.
- 1814: Die Infanterieregimenter trugen ab jetzt eine einheitliche Uniform. Der Rock blieb weiß, nur die Dublüre wurde fortan dunkelgrün bei allen Regimentern getragen. Als Kopfbedeckung diente der Tschako mit grünem Regimentsabzeichen, in unterschiedlichen Farben gefüllt (Leibregiment grün, 1. Regiment blau, 2. Regiment schwarz, 3. Regiment rot). Darin in geldmetallener Form die Kompanienummer (1–12). Die Leichte Infanterie trug den dunkelgrünen Rock mit schwarzem Kragen und Aufschlägen. Auch die Pantalons (Beinkleider) waren dunkelgrün. Als Kopfbedeckung ebenfalls den Tschako mit grünem schwarzgefülltem Regimentsabzeichen. Die angehörigen drei Bataillone konnte man an ihren Uniformknöpfen erkennen. Auf diesen hatte man die römischen Ziffern I, II, und III eingestanzt.
- 1832: Die Linieninfanterie erhielt einen grünen Uniformrock. Beinkleider, Aufschläge, Kragen und Feldmützen waren fortan von blauem Tuchstoff. Der Rock hatte zwei Reihen Knöpfe, auf denen des Leibregiments waren Kronen angebracht, auf denen der übrigen Regimenter römische Ziffern. Die Regimentsabzeichen, Aufschlagspatten und die Achselklappen der Mannschaften hatten je nach Regiment unterschiedliche Farben. Das Leibregiment trug Scharlachrot, das 1. Regiment Hellblau, das 2. Regiment Weiß und das 3. Regiment Grün. Die Garnisonsdivision hatte die Farbe Schwarz.
- 1867: Nachdem die Sachsen den Deutschen Krieg im Jahre 1866 verloren hatten, wurde die sächsische Armee in das Bundesheer aufgenommen. Die Sachsen übernahmen die dunkelblaue Felduniform der preußischen Infanterie. Auch die Rangabzeichen und Verzierungen wurden übernommen. Trotz alledem unterschied sich die sächsische Uniform leicht von der preußischen. Der Rockschnitt blieb der sächsische. Auch die Randschnur am unteren Saum wurde beibehalten. An den hinteren Rocktaschen behielt man nur zwei Knöpfe bei, nicht wie bei den Preußen, welche drei Knöpfe je Seite am Rock trugen. Ferner trugen alle Infanterieoffiziere weiterhin den Säbel in einer Metallscheide. Die preußischen Offiziere trugen eine Lederscheide. Bei der Übernahme der dunkelblauen Uniform bildeten die Jäger-Bataillone eine Ausnahme, diese behielten den dunkelgrünen Rock in Anlehnung an ihre Entstehung.

### Kavallerie
Die Kavalleristen erhielten im Zuge des Reglements von 1695 lange lederne Reitstiefel. Die Uniform wurde bei der Kavallerie komplett in Rot getragen. Zwischen den Regimentern gab es nicht so große farbliche Unterschiede wie bei der Infanterie. Von den Uniformen des frühen 18. Jahrhunderts ist nur wenig niedergeschrieben. Dies hat zum Teil damit zu tun, dass viele Reiterregimenter während des Nordischen Krieges nur kurze Zeit bestanden.
- 1729: Mit dem Reglement von 1729 wurde auch die Uniformierung der Kavallerie komplett überarbeitet. Die Kavallerie war die liebste Waffengattung des Kurfürsten und wurde damit noch pompöser als die Infanterie ausgestattet. Eine Sonderstellung hatten die Garderegimenter. Diese hatten komplett unterschiedliche Uniformen. Die Grand Mousquetairs hatten paillefarbene (gelbliche) Uniformen mit einer rötlichen Supraweste als Überzug. Dieses Regiment führte keine Überröcke. Das Garde du Corps hatte braune Überröcke und paillefarbene Unterröcke und Hosen. Die Karabienergarde führte rein weiße Uniformen. Die Chevaliergarde trug ähnlich den Grand Mousquetairs keinen Überrock, nur eine bläuliche Supraweste mit einer goldfarbenen Unterweste. Als Besonderheit dieser Zeit sollte man die Prunkkürassiere nennen. Dieses Regiment bestand nur kurz, war aber mit silbernen Kürassen und weißen Hosen ausgestattet. Es diente ausschließlich repräsentativen Zwecken. Das Regiment wurde mit dem Tode August II. aus Kostengründen aufgelöst. Die Kürassierregimenter trugen ähnlich der Infanterie rote Überröcke und je nach Regiment unterschiedlich farbige Unterröcke und Hosen. Die Reitstiefel blieben schwarz. Ab dem Jahre 1732 trugen alle Kürassiere auf ihrem Kürass das königliche Wappen, alle höheren Offiziere den gekrönten Namenszug des Landesherren. Die Dragoner jener Zeit hatten etwas weniger opulente Uniformen, aber ebenfalls den roten Überrock und einen Unterrock sowie tücherne Hosen in unterschiedlichen Farben. Die Schabracke der Kavallerie war rot mit einer in der Regimentsfarbe umgebenden Borte.
- 1734: Mit der am 23. Juli 1734 erschienenen neuen Kleiderverordnung wurde auch die Uniform der Kavallerie vereinfacht. Alle Regimenter zu Ross erhielten weiße Monturen. Nur die Supraweste oder der Kürass wurde je nach Regiment unterschiedlich farbig angefertigt. Ebenfalls erhielten die Reiter einen weißen Mantel. Die sächsischen Garderegimenter behielten ihre roten Uniformröcke.
- 1756: Im Gegensatz zur Infanterie wurde die sächsische Kavallerie nach der Kapitulation von Struppen unter den preußischen Kavallerieregimentern aufgeteilt. Die sächsischen Regimenter wurden aufgelöst, und nachdem die Armee in Ungarn neu formiert worden war, auch nicht wieder neu aufgestellt. Auch die Kavalleristen erhielten preußische Uniformen.[94]

| Regiment                            | Uniformrock  | Dublüre      | Unterkleider | Knöpfe |
| ----------------------------------- | ------------ | ------------ | ------------ | ------ |
| Garde                               |              |              |              |        |
| Schweizer Garde                     | Hellblau     | Strohgelb    | Schwefelgelb | Silber |
| Garde du Corps                      | Schwefelgelb | Hellblau     | Paille       | Gold   |
| Leibgarderegiment                   | Scharlachrot | Gelb         | Weiß         | Weiß   |
| Schwere Kavallerie                  |              |              |              |        |
| Kurfürst-Kürassiere                 | Weiß         | Scharlachrot | Paillegelb   | Gelb   |
| Prinz-Eugen-Kürassiere              | Weiß         | Paillegelb   | Paillegelb   | Weiß   |
| Karabinierregiment                  | Weiß         | Scharlachrot | Weiß         | Gelb   |
| Leichte Kavallerie                  |              |              |              |        |
| Dragonerregiment Herzog von Kurland | Rot          | Zeißiggrün   | Schwefelgelb | Gelb   |
| Chevaliersregiment Prinz Albert     | Rot          | Dunkelgrün   | Gelb         | Gelb   |
| Dragonerregiment Baron von Sacken   | Rot          | Schwarz      | Gelb         | Gelb   |
| Dragonerregiment Goldacker          | Rot          | Hellblau     | Schwefelgelb | Gelb   |

- 1790: Im Jahre 1790 wird die sächsische Reiterei wie folgt beschrieben:[102] Das Garde du Corps trägt eine paillefarbene (blass gelbliche) Paradeuniform. Die Beinkleider waren ebenfalls weiß, die Aufschläge, der Kragen sowie das Unterfutter und die Weste waren hellblau. Die Offiziere trugen goldene Treffen. Die Exerzieruniform war weiß, der tägliche Uniformrock rot. Die Uniformfarbe der schweren Reiterei (Kürassiere) war Weiß. Der Uniformrock bei der leichten Reiterei und der Garde war rot. Die Unterkleider der Gardisten war gelb, bei Paraden auch die Supraweste. Die Beinkleider waren weiß, die Gamaschen schwarz. Bei der leichten Reiterei waren die Beinkleider paillefarben. Die Pferde der schweren Reiterei waren schwarz und stammten ausnahmslos von sächsischen, holsteinischen und mecklenburgischen Gestüten. Die Pferde der leichten Reiterei waren größtenteils polnische und tatarische Wildfänge.

Bilder von Carl Adolph Heinrich Hess. Er malte eine sowohl künstlerisch ansprechende als auch uniformkundlich interessante Serie von 16 Tafeln über die sächsische Armee in den Jahren 1805 und 1806.

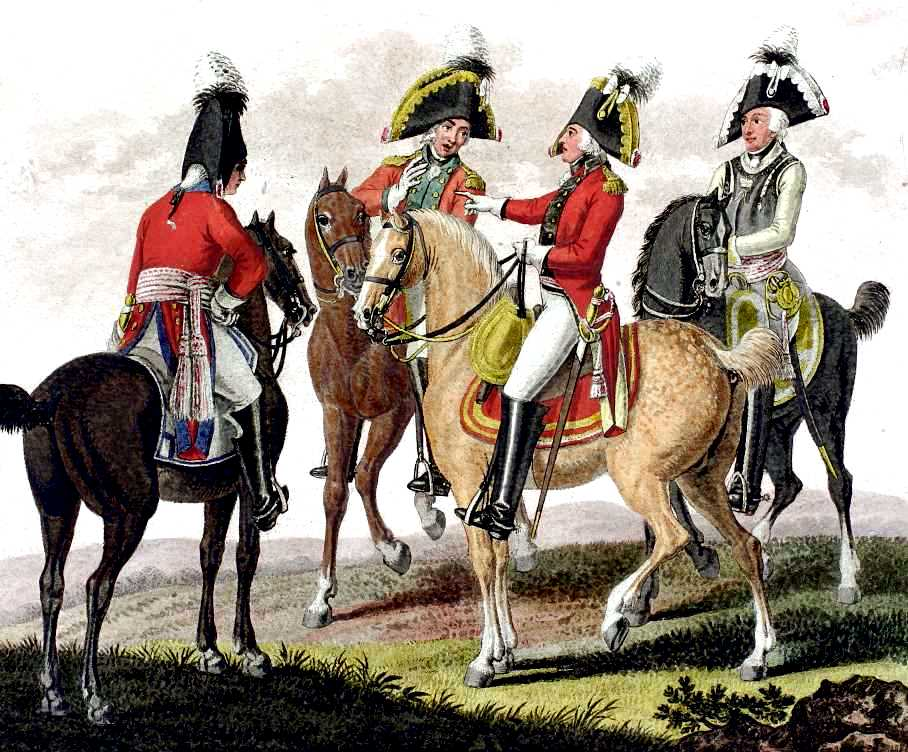
Chevaulegers und Schwere Kavallerie
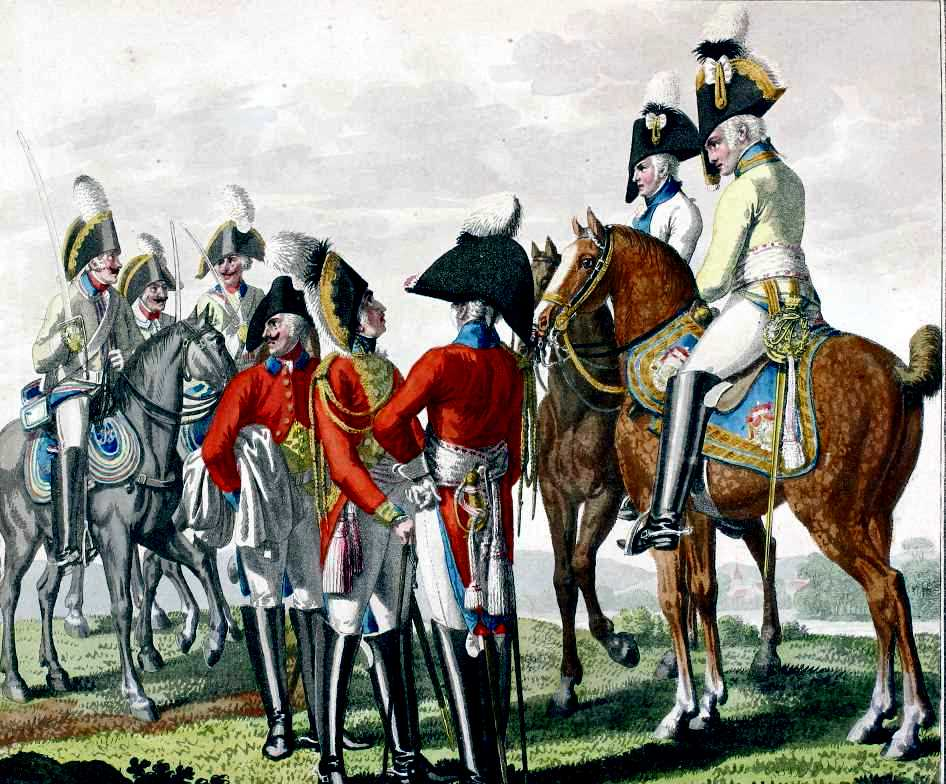
Chevaulegers und Schwere Kavallerie
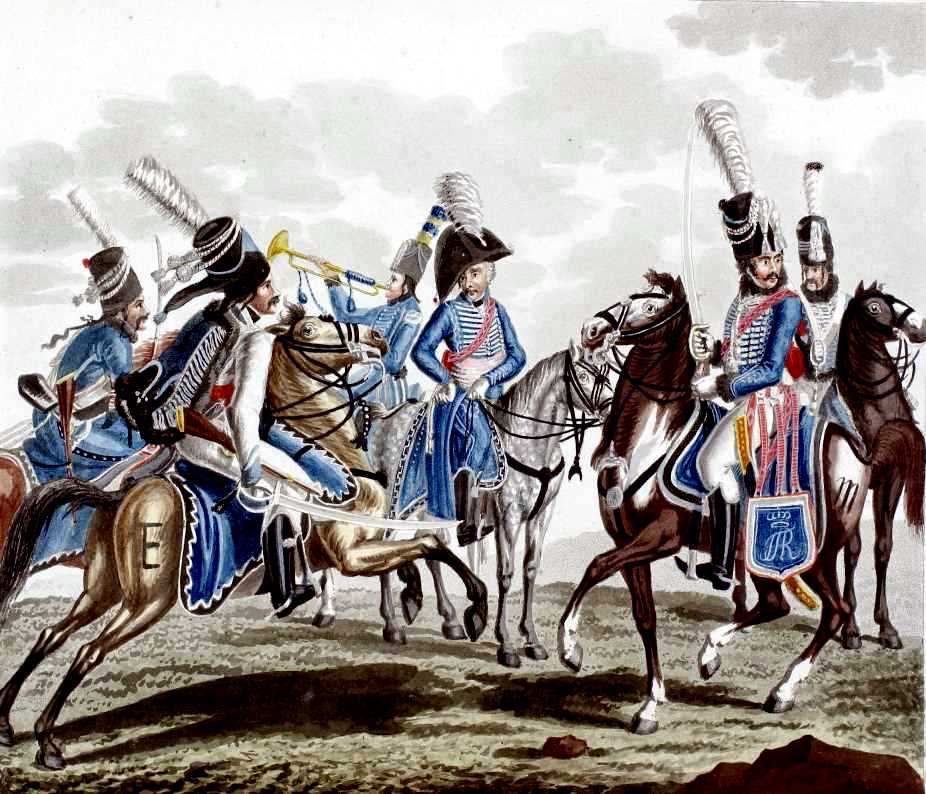
Husaren
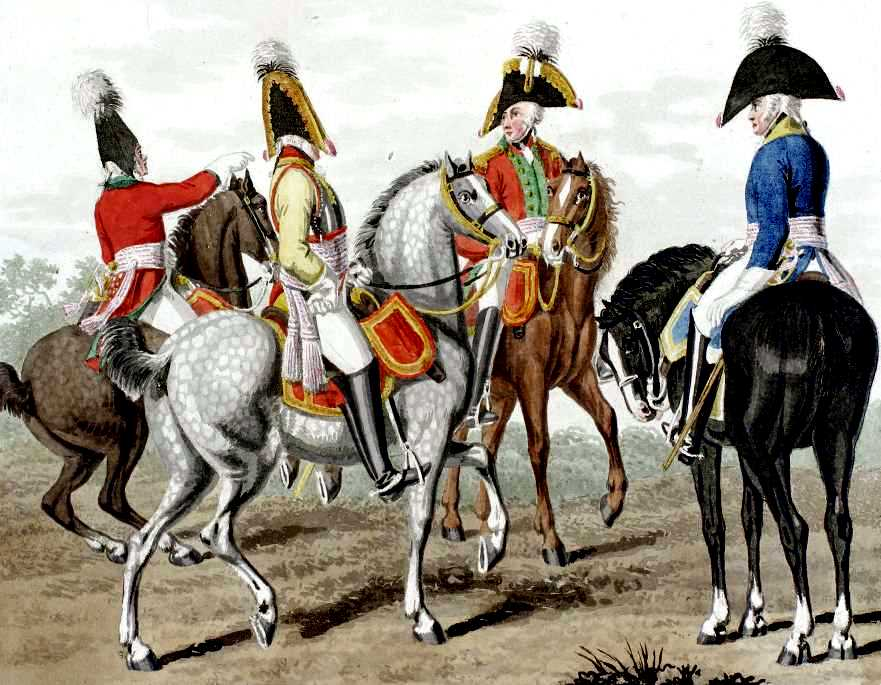
Kavallerieoffiziere
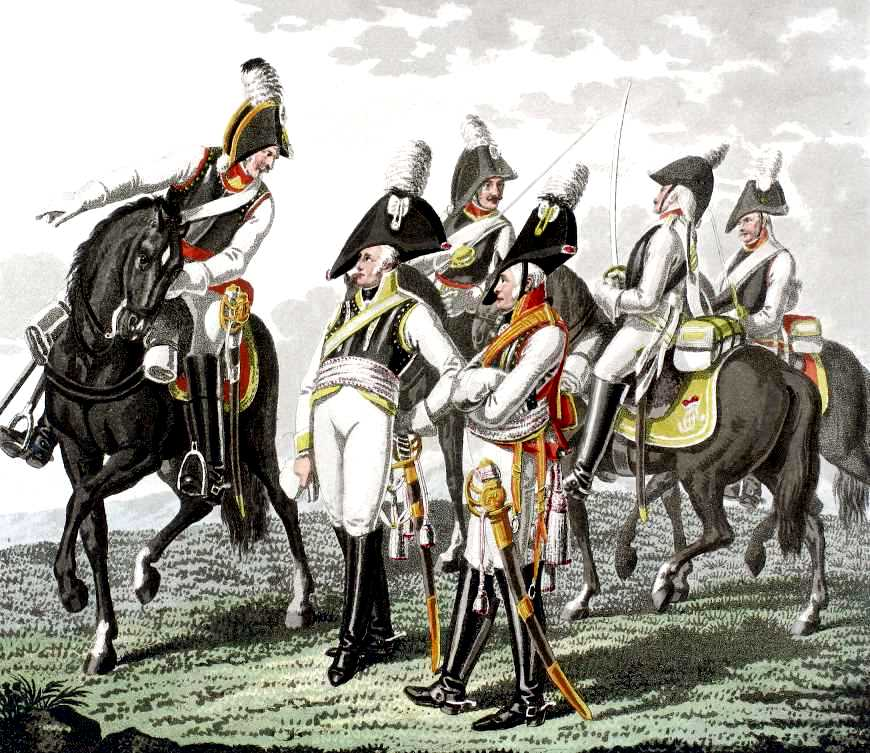
Schwere Kavallerie
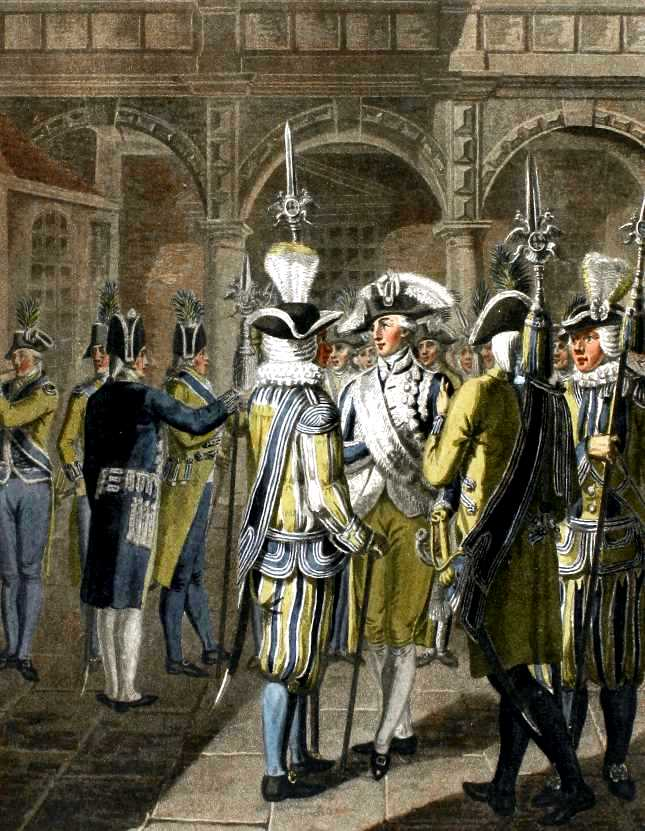
Schwere Kavallerie

- 1822: Die gesamte Kavallerie erhielt den weißen Uniformrock mit zwei Reihen gelber Knöpfe. Hellblaue Aufschläge, Feldmützen und Überziehwesten. Eigentlich sollten die Reiterregimenter ebenfalls den Tschako als Kopfbedeckung erhalten. Man entschied sich aber für den Raupenhelm mit gelber Metalldekoration. Die Raupen waren bei den Mannschaften von schwarzer Wolle, bei den Offizieren aus schwarzem Bärenfell.
- 1832: Die Kavallerie erhielt durchgängig den hellblauen Kolett (Uniformrock). Die Regimenter unterschieden sich durch die Färbung der Aufschläge. Beim Garderegiment waren diese weiß, beim 1. Reiterregiment ponceaurot und beim 2. Reiterregiment karmoisinrot. Der Rockkragen war bei allen Regimentern weiß.
- 1850: Der Rockkragen wurde wieder farbig und trug die jeweilige Aufschlagfarbe des Regimentes.
- 1867: Die Uniformen der Reiterregimenter blieben während der Neuformierung in das Bundesheer gleich. Die einzige nennenswerte Änderung war die Kopfbedeckung. Diese erhielt eine modernere Form und eine Sterndekoration. Die neugegründeten Ulanenregimenter erhielten einen hellblauen Uniformrock mit karmoisinroten Aufschlägen und Kragen. Dazu hellblaue Beinkleider mit rotem Seitenbesatz. Der Uniformschnitt war dem preußischen gleich. Die Tschapkas waren nach preußischem Muster.

Nachfolgende Bilder stammen aus der Feder von Kay Körner

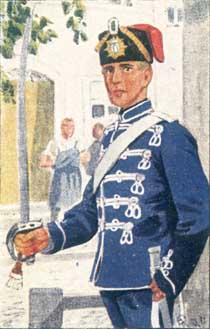
Husar vom 2. Husarenregiment
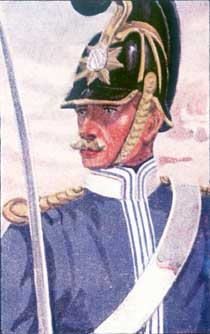
Reiter vom Garde-Reiter-Regiment (1. schweres Regiment)
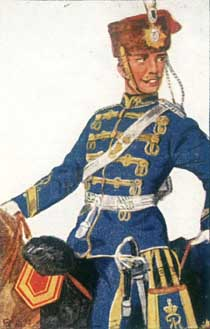
Seconde-Leutnant vom 1. Husarenregiment Nr. 18 (1887)
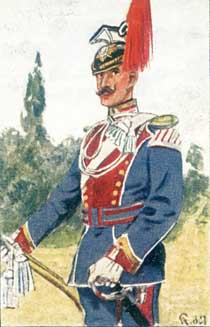
Trompeter vom 1. Ulanen-Regiment Nr. 17
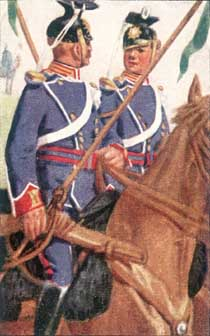
Ulan vom 2. Ulanen-Regiment Nr. 18
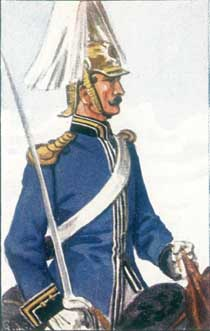
Unteroffizier vom Karabinier-Regiment (2. schweres Regiment)

### Artillerie

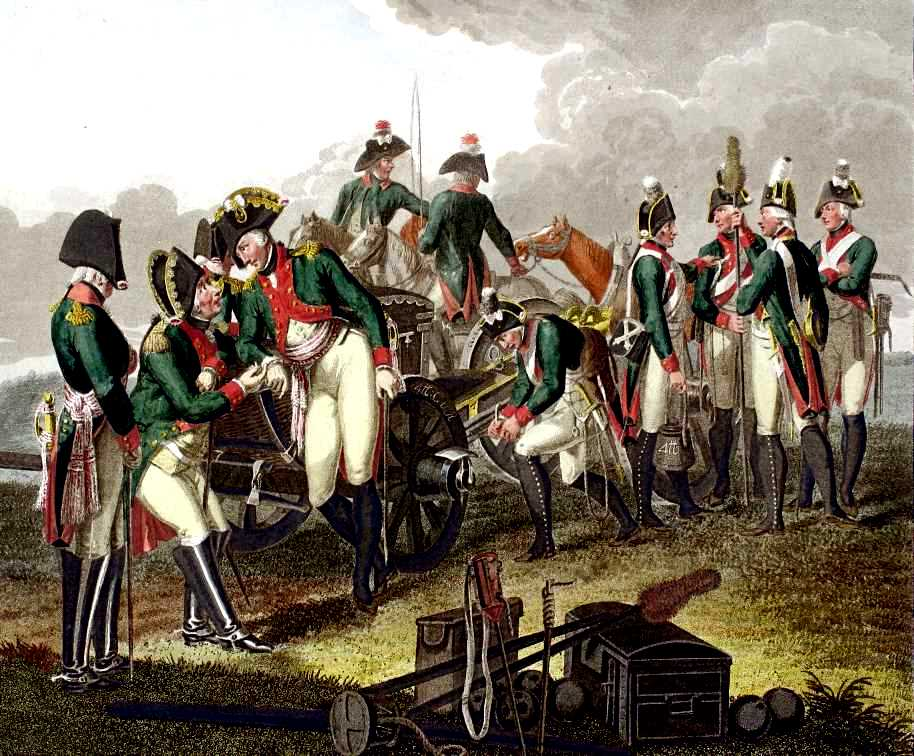
Artilleriekorps um 1806

- 1730: Die sächsische Artillerie erhielt erst ab 1730 ihre eigenen Uniformen. Gemeinsam mit dieser Waffengattung erhielten ebenfalls die Mineure und Pontoniere eigene Uniformen. Der Uniformrock der Artillerie war grün mit rotem Innenfutter. Die Klappen und Aufschläge waren ebenfalls rot gehalten. Die Uniformhosen und die Weste waren paillefarben und die Uniformknöpfe gelb. Die Gamaschen wurden wie bei der Infanterie weiß getragen, und als Schuhwerk dienten lederne schwarze Schuhe. Das veränderte Uniformreglement aus dem Jahre 1734 betraf die Artillerietruppen nicht. Sie behielten ihre grünen Uniformröcke.
- 1832: Die sächsische Artillerie behielt, wie die Kavallerie, ihre alte Uniformfarbe. Es wurden nur kleinere Veränderungen an den Uniformen vorgenommen, um sie zeitgemäßer erscheinen zu lassen.
- 1867: Die Uniformen der Artillerie und Pioniere verblieben ohne große Veränderungen. Nur die Kopfbedeckung wurde der preußischen Armee angeglichen. Die Pioniere erhielten wieder die weißen Uniformknöpfe.

## Bewaffnung
Die sächsische Armee war bei der Gründung des stehenden Heeres in Bezug auf ihre Bewaffnung vielen anderen Armeen in Europa weit unterlegen. Im Großen Nordischen Krieg zeigte sich der mangelhafte Zustand der sächsischen Ausrüstung. Die Waffen und Geschütze waren veraltet und in einem sehr schlechten Zustand, und die Munitionsbeschaffung gestaltete sich sehr schwierig. Gegen die straff organisierte schwedische Armee hatten die Sachsen kaum eine Chance.
August der Starke begann in der Folge mit der Aufrüstung seiner Truppen. Bis 1730 wurden alle Regimenter mit neuen Waffen ausgestattet. Die Infanterieregimenter erhielten neue Gewehre der Firma Friderici aus Suhl. Außerdem wurde in Olbernhau eine Gewehrmanufaktur mit der Produktion von Musketen beauftragt. Die Kavalleriesäbel und Degen wurden von der Firma Clauberg aus Solingen sowie von Schwertfeger aus Dresden geordert. Durch Lieferengpässe dieser Firmen wurden kleinere Mengen an Waffen auch von Firmen aus Berlin, Celle und Lüttich bestellt.
Im Jahre 1730 wird die Bewaffnung der sächsischen Armee wie folgt beschrieben:
- Infanterie: Die Infanterie benutzt Steinschlossgewehre, Steinschlossbüchsen sowie Pistolen aus den verschiedensten Produktionsstätten. Mit der Neubewaffnung wird auch der hölzerne Ladestab durch einen eisernen ersetzt, dieser ist stabiler. Nur in den Regimentern 1. Garde, Königlicher Prinz, Weißenfels, Löwenthal, Prinz Gotha und Haxthausen wird weiterhin der hölzerne Ladestock verwandt, denn der eiserne passt nicht in die Läufe der Lütticher Gewehre. Insgesamt werden 12.160 Gewehre neu beschafft. Neben den Feuerwaffen werden auch die Blankwaffen erneuert. Die Infanterie benutzt anstatt des bisherigen Messerbajonetts fortan ein dreischneidiges Bajonett. Dieses wird beim drohenden Nahkampf auf den Gewehrlauf gepflanzt. Die Fußtruppen tragen weiterhin einen Degen, Säbel oder Pallasch, die Offiziere außerdem einen Sponton und die Unterführer ein Kurzgewehr (Stangenwaffe ähnlich dem Sponton).[112]
- Kavallerie: Die Kavallerie jener Zeit trug als Blankwaffe den Pallasch. Des Weiteren wurde der Kavalleriesäbel und -degen getragen. Als Feuerwaffe waren die Regimenter mit gezogenen Karabinergewehren ausgestattet.
- Artillerie: Durch die Neubewaffnung der Artillerie erschuf August der Starke eine der besten Artillerietruppen des 18. Jahrhunderts in Europa. Die Sachsen wurden mit 3-, 6- und 12-pfündigen Kanonen und 8-, 16- und 24-pfündigen Haubitzen ausgestattet. Außerdem verfügte man über mehrere Kaliber Mörser. Die Kanonen schossen in der Regel auf eine Entfernung von 500 bis 800 Schritt. Die dreipfündigen Geschütze waren die sogenannten Regimentsstücke der Infanterie. Mit ihnen konnten auch Kartätschenkugeln abgeschossen werden. Diese mit Bleikugeln gefüllten Geschosse wurden auf 60 Fuß verschossen, um eine große Streuwirkung der Bleikugeln zu erzielen.

1790

Zu Beginn des 19. Jahrhunderts wird die Bewaffnung der sächsischen Armee als zeitgemäß beschrieben. Die Infanterie war mit glattläufigen Steinschlossgewehren mit aufpflanzbarem Bajonett bewaffnet. Die Angriffswaffe der Kavallerie war noch immer der Säbel. Die sächsische Armee war der preußischen Armee in vielen Belangen ähnlich. Die Bewaffnung und Reglements der damaligen Zeit orientierten sich an den preußischen Vorschriften.
1806–1822

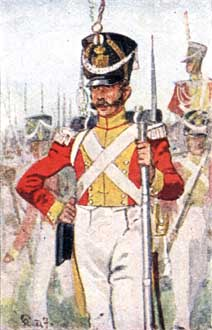
Linieninfanterist um 1813 mit Gewehr und aufgepflanztem Bajonett

Nach der Niederlage gegen Frankreich und dem im Jahre 1809 geführten Krieg gegen Österreich beschloss Napoleon, die Armee seines sächsischen Verbündeten zu reformieren. Neben Änderungen der Uniform, der Reglements und der Gefechtsausbildung nahm er auch eine Modernisierung der Bewaffnung vor. Die Linieninfanterie erhielt neue leichtere Gewehre mit Bajonett. Das Bajonettfechten wurde als Exerzierübung in die Reglements der Infanterie aufgenommen. Außerdem erhielt die Artillerie neue Geschütztypen, welche in der modernen beweglichen Gefechtsführung leichter zu bedienen waren. Die Modernisierung der Armee war im Jahre 1812, vor dem Russlandfeldzug Napoleons, abgeschlossen. Die sächsische Armee war nun eine der modernsten Armeen unter dem Befehl des Kaisers.
Mit dem neuen Exerzierreglement im Jahre 1816 wurde der Säbel aller Offiziere bei den Truppen zu Fuß und dem Artilleriekorps vereinheitlicht. Dieser gebogene Säbel war mit einem Haukorb versehen. Dieser leichte Löwenkopfsäbel wurde von der Artillerie bis in das Jahr 1849 und von den Offizieren der Infanterie in einer Eisenscheide mit zwei quergerippten Messingringbändern bis in das Jahr 1862 getragen.
Ab 1820 versuchte man über viele Jahre, die Gewehre der sächsischen Truppen durch das Verfahren des Brünierens haltbarer zu machen. Dazu wurden alle Eisenteile des Gewehrs in eine Flüssigkeit gelegt. Die ersten Waffen, welche mit dem Verfahren behandelt wurden, waren die des Jägerkorps im Jahre 1821. Im Jahre 1836 wurde die Behandlung der Waffen mit diesem Verfahren wieder eingestellt, der Nutzen lag weit unter den Kosten. Die Metalle, welche zur damaligen Zeit benutzt wurden, waren zu unrein, und die Gewehre korrodierten trotz der Behandlung sehr schnell.
1835–1838

Im Jahre 1835 wurde bei der leichten Infanterie und im Jahre 1836 bei der übrigen Infanterie das Perkussionsgewehr eingeführt. Bei diesem Gewehrtyp wird die Treibladung mit Hilfe eines Zündhütchen gezündet. Zur Aufbewahrung dieser wurde eine neue Zündhütchentasche der Uniform beigefügt. Die leichte Infanterie trug diese neben der Patronentasche, bei der Linieninfanterie wurde das Täschchen auf dem Kreuzungspunkt des Riemzeugs angebracht. Dieser Gewehrtyp wurde 1838 auch von der Kavallerie übernommen.
1850–1867

1850 Einführung der Friktionszündung anstelle der Perkussionszündung bei allen Artilleriegeschützen.
1853 begann man, die Infanterie mit Dorngewehren zu bewaffnen. Jede Kompanie erhielt am Anfang 18 solche Gewehre zugeteilt. Die Träger wurden fortan Schützen genannt. Nachdem die Infanterie bereits mit gezogenen Lütticher Gewehren ausgestattet worden war, kaufte der sächsische König Johann 30 gezogene Geschützrohre, den Bedarf für die Bundeswecke, von der preußischen Regierung. Nachdem diese getestet worden waren, nahm die sächsische Artillerie 1862 die neue sechspfündige gezogene Kanone in den Dienst. Ebenfalls wurde die eiserne Lafette für diesen Geschütztyp neu in Dienst gestellt. Im Herbst 1861 wurde die Infanterie mit österreichischen gezogenen Gewehren, System Lorenz (Vorderlader), ausgestattet. Der einzige Unterschied zu den Lütticher Gewehren war das kleinere Kaliber und das Gewicht. Die Umrüstung der Infanterie dauerte noch bis ins Jahr 1862 an. In diesem Jahr erhielten auch die Pionierabteilungen das gezogene Infanteriegewehr.
1867

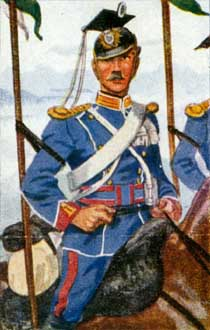
Ulan des 2. Sächsischen Ulanenregimentes Nr. 18 mit Ulanenlanze. Zu sehen ist auch ein Teil der Fähnchen in Weiß-Grün

Mit dem Beitritt zum Norddeutschen Bund übernahm die sächsische Armee die Standardbewaffnung der preußischen Armee. Die Linieninfanterieregimenter erhielten das preußische Zündnadelgewehr, das preußische Füsiliergewehr. Die beiden Jägerbataillone erhielten die Zündnadelbüchse, mit Seitengewehr oder Hirschfänger als Haubajonett. Die letzten preußischen Gewehre wurden im Herbst 1868 geliefert. Ab 1871 wurde das Gewehr 71 in der sächsischen Armee als Standardbewaffnung der Infanterie eingeführt und ab 1886 bis 1890 das Modell 71/84 der Firma Mauser als erster Mehrlader. Von 1890 bis 1902 wurde das Modell Gewehr 88 und dann das Gewehr 98 genutzt, später auch die Weiterentwicklung 98a.
Als Kurzwaffen dienten der Revolver M 79 und der Revolver M 83.
Die Reiterei erhielt den preußischen Säbel M67, welcher leicht abgeändert wurde. Pistolen trugen nur noch die Unteroffiziere und die Mannschaften, welche mit Pioniermaterial ausgerüstet waren. Die übrigen Mannschaften blieben mit dem im Jahre 1866 ausgegebenen Hinterladekarabiner bewaffnet. Die Ulanen erhielten preußische Lanzen, welche mit weiß-grünen Fähnchen versehen wurden.
Für die Artillerie wurde das preußische Hinderladegeschütz der Firma Krupp aus Essen in Aussicht genommen. Des Weiteren wurde zusätzlich zur bereits erprobten 9-cm-Kanone, dem sogenannten Sechspfünder, ein weiteres leichtes Geschütz für die reitenden Abteilungen angeschafft. Dieses 8-cm-Geschütz, Vierpfünder-Kanone, wurde bereits im November 1867 in Dienst gestellt. Alle Geschütze wurden fortan mit einer eisernen Lafette ausgestattet.

## Lebensverhältnisse der Armeeangehörigen in der sächsischen Armee
In den Vasallenheeren der sächsischen Herzöge war es üblich, dass die Ritter und Adeligen des Landes ihre Lehnsknechte mit in den Feldzug nahmen. Die Ritter dienten als Reiter zu Ross, die Knechte und Bauern als Fußsoldaten. Während des Feldzuges wurden diese von den Landesfürsten mit Kleidung, Waffen und Unterhalt ausgestattet. Nach dem Ende des Feldzuges kehrten sie zurück in die Lehnsknechtschaft.
Mit dem Beginn des 16. Jahrhunderts wurden Söldnerheere in den Dienst der sächsischen Fürsten genommen. Diese Truppen hatten sich, wenn kein Feldzug war, selbst zu versorgen, dadurch kam es oft zu Plünderungen der Landbevölkerung. Im Zuge dieser Plünderungen wurden auch einfache Bauern und Arbeiter von den Söldnern rekrutiert. Dies erfolgte oft unter Zwang und hatte zur Folge, dass sich die Lehnsherren beim Landesfürsten zu beschweren begannen.

### 18. Jahrhundert
Mit der Schaffung des Defensionsheeres zu Beginn des 17. Jahrhunderts wurde eine Militärpflicht für jeden in Sachsen lebenden Mann zwischen 18 und 45 Jahren eingeführt. Die Dienstzeit schwankte je nach finanzieller und politischer Lage zwischen 5 und 12 Jahren. Die Besoldung im endenden 17. und beginnenden 18. Jahrhundert war sehr gering. Auch bestand nach Invalidität infolge der Dienstpflicht kein Anspruch auf soziale Leistungen. Die geringe Besoldung der einfachen Soldaten hatte zur Folge, dass sich viele etwas nebenbei verdienen mussten. Die gelernten Schuster reparierten die Uniformstiefel der Kameraden, die Schneider stellten neue Uniformen her. Dieser Umstand sorgte oft für Spannungen zwischen den Regimentskommandeuren und den Zunftvertretungen der Garnisonsorte. Diese befürchteten, dass ihre eigene Kundschaft zu den Soldatenhandwerkern gehen könnte.
In der Regierungszeit Augusts II. war es auch nicht unüblich, dass Soldaten ihre Frauen und Kinder mit in der Soldatenunterkunft hatten. Die Frauen verdienten sich als Wäscherinnen und die Soldatenkinder als Laufburschen der Offiziere ein paar Groschen dazu.
Nach dem Tod von August dem Starken wurde die Etatstärke der sächsischen Armee immer weiter gesenkt. Dadurch kam es zu Massenentlassungen von Soldaten und einem sprunghaften Ansteigen der Verarmung der ländlichen Bevölkerung, welche den größten Teil der Soldaten ausmachte. Erst Mitte des 18. Jahrhunderts wurden große Mengen an Rekruten und Veteranen wieder eingezogen.
Im Siebenjährigen Krieg hatten die sächsischen Soldaten ein sehr schweres Los zu ertragen. Nach der Kapitulation der Armee in Pirna wurden alle Mannschaften und Unteroffiziere in die preußische Armee zwangseingegliedert. Einige Einheiten mussten bereits am Tag nach der Kapitulation auf die preußische Fahne den Eid leisten und marschierten in ihre neuen Garnisonen ab. Die sächsischen Soldaten, die sich nicht an diesen unter Zwang geleisteten Eid gebunden fühlten, begannen bereits im Frühjahr 1757 zurück zu den sächsischen Regimentern zu flüchten. Von dieser Zwangseingliederung waren Offiziere ausgenommen worden. Der Berufsstand Offizier hatte in dieser Zeit einen hohen Stellenwert innerhalb der Gesellschaft. Im Gegensatz dazu waren die gemeinen Soldaten nicht gern in der Öffentlichkeit gesehen. Es wurde ihnen zum Beispiel verboten, bestimmte Lokale oder Örtlichkeiten zu besuchen.
Zum Ende des 18. Jahrhunderts bestand die sächsische Armee fast ausschließlich aus „Landeskindern“, der Anteil der Nichtsachsen bei den Mannschaften der Kavallerie betrug 3,6 % und bei der Infanterie 5,9 %. Auch das Offizierskorps bestand zum überwiegenden Teil aus Sachsen. Dies hatte zur Folge, dass im Heer der evangelische Glauben überwog. Die Besoldung der Mannschaften und unteren Offiziersgrade war noch immer gering, entsprach aber dem, was Soldaten auch in anderen deutschen Staaten erhielten. Noch immer mussten die Soldaten sich durch Nebeneinkünfte etwas dazuverdienen. Auch wirkten sich der monotone Garnisonsdienst und die noch immer mangelhafte Unterbringung in zivilen Unterkünften schlecht auf die Moral und den Umgang mit der Zivilbevölkerung aus. Dies und der steigende Alkoholmissbrauch führten immer öfter zu Schlägereien innerhalb der Einheiten und mit Zivilpersonen.

#### Rekrutierungswesen
Die Werbungspraktiken im europäischen Raum dieser Zeit waren sehr rabiat. Es wird beschrieben, dass Regimenter in Ortschaften kamen und alle Männer, unter Androhung von Gewalt gegen die Familien, unter Zwang mitnahmen und in ihre Regimenter eingliederten. August II., der sich gern weltoffen und zukunftsorientiert präsentierte, verfügte in einer Verordnung vom 29. März 1709, dass kein einziger Mann mehr zum Militärdienst gezwungen werden kann. Trotz dieser Verordnung wurde besonders während des Großen Nordischen Krieges weiterhin unter Zwang rekrutiert.

#### Versorgung und Besoldung
Die Versorgung der Soldaten oblag dem Regimentskommandeur. Bis zu den Napoleonischen Kriegen war die Kompanie eine eigenständige Wirtschaftseinheit (Kompaniewirtschaft). Die Kommandeure erhielten aus der Generalkriegskasse einen Unterhalt, mit dem sie die Untergebenen zu versorgen hatten. Ausgenommen war nur die Beschaffung von Waffen und Munition. Da die Kommandeure und höheren Offiziere auch an ihre Zukunft nach der Armee dachten, wurde einiges von diesem Geld in die eigene Tasche gesteckt. Im Erzgebirge wurden Soldaten von ihren Kommandeuren zum Ernteeinsatz abgestellt, damit konnten sich sowohl die Kommandeure als auch die Soldaten etwas dazuverdienen. Auch wurden Soldaten in Urlaub geschickt, um Geld zu sparen, denn das Unterhaltsgeld der Kriegskasse berechnete sich aus der Etatstärke eines Regiments, nicht aus der wirklichen Iststärke. So kam es regelmäßig vor, dass ein Drittel der Mannschaften und Unterführer in Urlaub geschickt wurden. Diese hatten in dieser Zeit kein Einkommen und mussten als Tagelöhner arbeiten. Durch diesen Umstand waren besonders im Krieg gegen Schweden die sächsischen Regimenter kaum auf Etatstärke, als sie von August dem Starken in Marsch gesetzt wurden. Nach dem verlorenen Krieg änderte der sächsische Kurfürst das Wirtschaftsreglement, er verfügte, dass eine Mindeststärke nicht unterschritten werden durfte.
Diese Praxis, die zu Misswirtschaft und Demoralisierung der Armee führte, wurde erst 1809 von Napoleon abgeschafft. Im Zuge seiner Militärreform der sächsischen Armee wurden alle Wirtschaftsreglements insofern abgeändert, als alle Ausgaben eines Regiments direkt aus der Kriegskasse bezahlt wurden. In diesem Zuge wurde auch ein einheitliches Besoldungssystem für alle Dienstränge eingeführt.
Ein Auszug aus dem damaligen Besoldungssystem besagt, dass ein Reiter um 1700 in 42 Tagen einen Sold von 28 Gulden und ein Musketier der Infanterie 12 Gulden im selben Zeitraum erhielt. Diese Besoldung wurde aus Geldmangel 1707 auf 14 Gulden bei den Reitern und 4,5 Gulden bei den Musketieren herabgesetzt. Bei dieser Besoldungskürzung wurden auch die Offiziere nicht ausgenommen. Sie erhielten eine Kürzung von 11 % auf ihren Sold. Ein Gulden hatte im Vergleich zu heute eine Kaufkraft von etwa 30 Euro.
Es gab für den Soldaten und den Unteroffizier im Dienste des Kurfürsten keine Pension, selbst bei höheren Offizieren wurde die Pension von August II. persönlich festgelegt. Diese konnte von General zu General sehr unterschiedlich ausfallen. Die allermeisten ehemaligen Militärangehörigen gehörten nach ihrer Dienstzeit zu den Armen und Bettlern im Fürstentum.

#### Militärgerichtswesen
Wie in anderen europäischen Armeen waren auch in der sächsischen Armee die sogenannten Auditeure für die Umsetzung der Gerichtsbarkeit zuständig. Diese waren als Regimentsauditeure im Rang eines Sous- oder Premierleutnants und beim Generalkriegsgericht als Kapitän zu finden.
Wenn es zu einer Verhandlung kam, war immer der Regimentskommandeur der Gerichtsvorsitzer und der Auditeur der Verhandlungs- und Untersuchungsführer. Des Weiteren waren noch Stabs- oder subalterne Offiziere, Unterführer oder Soldaten Beisitzer. Der Rang der Beisitzer war abhängig vom Rang und der Schwere der Tat des Beschuldigten. In der Regel waren alle Beisitzer im Rang höher als der Beschuldigte. Besonders harte Strafen mussten vom Generalkriegsgericht bestätigt werden. Der Beschuldigte konnte in einer Verhandlung auch eine Verteidigung beantragen, wenn er dies als notwendig erachtete.
Ab dem Jahre 1730 durften Geständnisse nicht mehr unter Anwendung von Gewalt gegen den Beschuldigten erpresst werden. Sollte eine übermäßige Folterung des Angeklagten festgestellt werden, wurde das gefundene Urteil als nichtig erklärt.

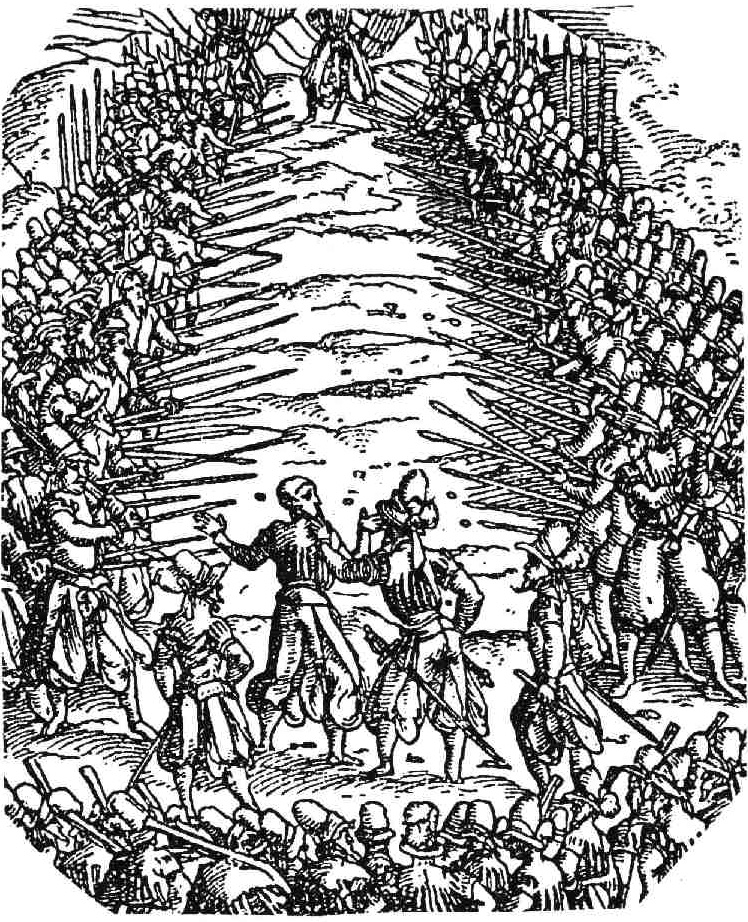
Spießgasse. Aus dem Frundsberger Kriegsbuch von Jost Amman, 16. Jahrhundert

Die körperlichen Strafen wurden ab dem Jahre 1730 per Erlass des Kurfürsten gemildert. Die bis dahin üblichen Torturen, die ein Verurteilter zu erleiden hatte, kosteten zu viele Soldatenleben. August II., der diesen Erlass ausgab, wollte außerdem die Fahnenflucht der Verurteilten verhindern. Als Bestrafungen sah der neue Erlass den Arrest, Schläge mit einem Stock, Degen oder Gewehr, Anbinden an einen Pfahl und Reiten auf einem spitzen Holzbock und Ähnliches vor. Bei schwereren Vergehen konnte auch Festungshaft oder die Todesstrafe verhängt werden. Eine weitere Bestrafung, die der Regimentschef verhängen konnte, war das Spießrutenlaufen. Üblich war es, den Bestraften durch die Gasse von 200 Soldaten bis zu viermal zu treiben. Diese Strafart wurde bis ins 19. Jahrhundert hinein in der sächsischen Armee genutzt. Das Gasselaufen war auch die häufigste Form der Bestrafung bei Desertieren, durfte aber nur über Mannschaften und Unterführer verhängt werden.
Offiziere waren von der Tortur und Folter sowie der Anwendung von körperlichen Bestrafungen ausgenommen. Ihnen drohte im Falle einer Verurteilung Arrest, Festungshaft, Dienstentlassung, Gehaltsentzug und im schlimmsten Falle die Kassation (unehrenhafte Entlassung ohne Anspruch auf Pension).
Interessant ist auch, dass ab 1706 das Duellieren für Militärangehörige unter Strafe gestellt wurde. Wenn in einem Duell einer der beiden getötet wurde, so hatte dies zur Folge, dass der andere ebenfalls mit dem Tode bestraft wurde.
Ebenfalls fielen zur damaligen Zeit die Frauen und Kinder von Militärangehörigen, egal ob Mannschaft oder Offizier, unter das Militärstrafgesetz, während sie bei dem Regiment verweilten (zum Beispiel während des Zeithainer Lustlagers).

### 19. Jahrhundert
Mit dem beginnenden 19. Jahrhundert begann in den einzelnen deutschen Staaten ein stärkeres Landesbewusstsein zu wachsen. Nach Beendigung der Befreiungskriege und der Teilung Sachsens wurde die sächsische Armee reformiert. Dies hatte auch eine Verbesserung der Lebensverhältnisse der Soldaten zur Folge.
Es wurde die Einzelunterbringung der Soldaten in zivilen Wohnungen abgeschafft, und alle Truppen wurden in Kasernen untergebracht. Dies hatte eine bessere Kontrolle der Soldaten durch ihre Vorgesetzten zur Folge und ermöglichte eine schnellere Mobilmachung der Armee im Krisenfall.

#### Rekrutierungswesen
Zu Beginn des 19. Jahrhunderts wurde das Rekrutierungswesen modernisiert. Jeder in Sachsen lebende Mann unterlag fortan der allgemeinen Wehrpflicht. Ebenfalls wurden Freiwillige für die Rekrutierung genutzt. Der jährliche Bedarf der sächsischen Armee lag bei 15.000 bis 16.000 Mann. Bei der Aushebung entschied das Los, wer eingezogen wurde. Die oberste Leitung der Rekrutierung lag im Kriegsministerium, für die Durchführung waren die Rekrutierungskommissionen in den jeweiligen Rekrutierungskreisen zuständig. Die Dienstzeit in Friedenszeiten betrug im Jahre 1840 sechs Jahre, anschließend weitere drei Jahre in der Kriegsreserve. Im Falle eines Kriegsausbruchs wurden keine Entlassungen vollzogen, die Dienstzeit verlängerte sich automatisch.
Damals bestand die Möglichkeit der Stellvertretung. In Friedenszeiten zahlte der Einsteller 200 Taler an das Kriegsministerium und wurde von der Wehrpflicht freigestellt. Diese Möglichkeit zur Freistellung wurde im Jahre 1867 beim Eintritt Sachsens in den Norddeutschen Bund abgeschafft.
Bis Anfang Oktober 1875 wurde die Rekrutierung nach der Militär-Ersatzinstruktion vom 26. März 1868 durchgeführt. Am 28. September 1875 wurde mit der Deutschen Wehrverordnung eine einheitliche Verordnung zur Durchführung der Rekrutierung von Wehrpflichtigen in allen Staaten des Norddeutschen Bundes beschlossen.

#### Versorgung und Besoldung
Nachdem die Kompaniewirtschaft durch die Reform Ende des 18. Jahrhunderts abgeschafft worden war, konnte ein Kompaniechef alle Ausgaben seiner Einheit direkt aus der Kriegskasse einfordern. Außerdem erhielt jeder Soldat einen monatlichen Wehrsold aus jener Kasse bezahlt.
Dieser Sold wird im Jahre 1840 wie folgt beziffert:
Der kommandierende General der sächsischen Armee erhielt einen jährlichen Sold von 5000 Taler.
 Ein Generalleutnant oder Generalmajor, als Brigadier 3500 Taler.
 Der Oberst erhielt jährlich 2500 Taler.
 Für den Dienstgrad des Oberstleutnants gab es keine gesonderte Besoldungsklasse. Er erhielt den Sold eines Majors plus bis zu 300 Taler je nach Waffengattung Extrasold.
 Die Besoldung der unteren Offiziersränge war abhängig von der Waffengattung:
| Dienstgrad                           | Infanterie | Kavallerie | Artillerie | Ingenieurscorps |
| ------------------------------------ | ---------- | ---------- | ---------- | --------------- |
| Major                                | 1200       | 1500       | 1300       | 1500            |
| Adjutant                             | 420        | 420        | 444        | –               |
| Hauptmann oder Rittmeister 1. Klasse | 1000       | 1200       | 1100       | 1200            |
| Hauptmann oder Rittmeister 2. Klasse | 500        | 600        | 600        | –               |
| Oberleutnant                         | 288        | 324        | 312        | 480             |
| Leutnant                             | 240        | 276        | 276        | 360             |

Monatliche Löhnung der Unteroffiziere und Mannschaften aller Waffengattungen im Vergleich
| Dienstgrad                                        | Gardeinfanterie | Gardeinfanterie | Linieninfanterie | Linieninfanterie | Leichte Infanterie | Leichte Infanterie | Kavallerie | Kavallerie | Artillerie       | Artillerie | Artillerie | Trainbrigade | Trainbrigade | Sappeure/ Pontoniere | Sappeure/ Pontoniere |
|                                                   | Taler           | Groschen        | Taler            | Gr.              | Taler              | Gr.                | Taler      | Gr.        | Taler            | Gr.        | Pf.        | Taler        | Gr.          | Taler                | Gr.                  |
| ------------------------------------------------- | --------------- | --------------- | ---------------- | ---------------- | ------------------ | ------------------ | ---------- | ---------- | ---------------- | ---------- | ---------- | ------------ | ------------ | -------------------- | -------------------- |
| Feldwebel Wachtmeister*                           | 10              | 12              | 9                | 12               | 9                  | 12                 | 10         | 4          | 12               | 0          | –          | –            | –            | –                    | –                    |
| Oberfeuerwerker                                   | –               | –               | –                | –                | –                  | –                  | –          | –          | 9                | –          | –          | –            | –            | –                    | –                    |
| Unterfeuerwerker                                  | –               | –               | –                | –                | –                  | –                  | –          | –          | 7                | 12         | –          | –            | –            | –                    | –                    |
| Sergeant Unterwachtmeister*                       | 5               | 12              | 4                | 12               | 9                  | 12                 | 5          | 8          | –                | –          | –          | 7            | 0            | 9                    | 0                    |
| Wirtschaftsfourier                                | 7               | 8               | 6                | 12               | –                  | –                  | 7          | 0          | 9                | 12         | –          | 9            | 12           | 9                    | 12                   |
| Fourier                                           | 5               | 17              | 5                | 4                | 5                  | 4                  | 5          | 8          | 7                | 20         | –          | 7            | 20           | 7                    | 20                   |
| Profos                                            | –               | –               | 4                | 12               | –                  | –                  | 4          | 12         | 4                | 12         | –          | –            | –            | –                    | –                    |
| Fahnen-/ Standartenträger                         | –               | –               | 4                | 12               | –                  | –                  | 5          | 12         | –                | –          | –          | –            | –            | –                    | –                    |
| Oberjäger                                         | –               | –               | –                | –                | 4                  | 0                  | –          | –          | –                | –          | –          | –            | –            | –                    | –                    |
| Corporal                                          | 4               | 12              | 3                | 12               | 3                  | 12                 | 4          | 20         | 6                | 12         | –          | 5            | 0            | 6                    | 12                   |
| Gefreiter Oberkanonier Obersappeur                | 3               | 0               | 2                | 12               | 3                  | 0                  | 3          | 12         | 3 Fuß-Art. 3     | 15 3       | 4 4        | –            | –            | 4                    | 8                    |
| Gardist Gemeiner Jäger Unterkanonier Untersappeur | 2               | 12              | 2                | 0                | 2                  | 12                 | 2          | 12         | 2 Fuß-Art. 2     | 20 8       | 2 2        | 2            | 12           | 3                    | 12                   |
| Signalist                                         | –               | –               | 2                | 12               | –                  | –                  | –          | –          | Stab 7 Brigade 6 | 0          | 0          | –            | –            | 2                    | 12                   |
| Stabssekretär                                     | –               | –               | 10               | 0                | 10                 | 0                  | 10         | 0          | 12               | 0          | 0          | –            | –            | –                    | –                    |
| Wirtschaftssekretär                               | 18              | 8               | 18               | 8                | 18                 | 8                  | 18         | 8          | 20               | 8          | –          | –            | –            | –                    |                      |
| Kompaniearzt                                      | 10              | 0               | 10               | 0                | 10                 | 0                  | 10         | 0          | 10               | 0          | 0          | –            | –            | 10                   | 0                    |
| Pferdearzt                                        | –               | –               | –                | –                | –                  | –                  | 6          | 20         | –                | –          | –          | –            | –            | –                    | –                    |
| Büchsenmacher                                     | –               | –               | 5                | 12               | –                  | –                  | 6          | 0          | –                | –          | –          | –            | –            | –                    | –                    |
| Sattler                                           | –               | –               | –                | –                | –                  | –                  | 5          | 0          | 5                | 0          | 0          | 5            | 0            | –                    | –                    |
| Schmied                                           | –               | –               | –                | –                | –                  | –                  | 4          | 0          | 5                | 21         | 0          | 4            | 0            | –                    | –                    |

Des Weiteren erhielt jeder Soldat, egal welcher Charge er angehörte, ein monatliches Verpflegungsgeld von 22 Groschen und 8 Pfennig ausbezahlt. Die Unterkunft innerhalb der Kasernen war kostenlos. Unteroffiziere und Mannschaften, welche nicht in der Kaserne wohnten, erhielten ein monatliches Quartiergeld. Dieses betrug bei einem Portepeejunker 3 Taler und bei einem Korporal oder einfachen Soldaten 1 Taler. Die Sattler und Schmiede erhielten 20 Groschen extra. Interessant ist, dass in der Liste des auszubezahlenden Quartiergeldes auch die Soldatenfrau aufgeführt ist. Sie erhielt ebenfalls 1 Taler Quartiergeld ausbezahlt. Diese Nennung innerhalb der Liste zeigt, dass auch Familienangehörige der Soldaten innerhalb der Kasernen wohnten.
Im Jahre 1868 wurde während der Angleichung der sächsischen Militärverordnungen an die preußischen auch die Praxis der Soldbücher und Militärpässe übernommen. Ab dem Jahre 1874 wurden die Wirtschaftsoffiziere als Zahlmeister und die Wirtschaftsfouriere als Zahlmeisteraspiranten bezeichnet. Der Soldempfang wurde fortan in den Soldbüchern der Soldaten vermerkt, um eine bessere Kontrolle der Bezahlung zu gewährleisten.

#### Pensionswesen
Im 19. Jahrhundert stand jedem Offizier oder im Offiziersrang angestellten Arzt eine Pension zu. Diese war an die aktive Dienstzeit gekoppelt. Die Regelpensionierung bei Offizieren war nach 40 Dienstjahren. Es bestand aber schon ein Anspruch auf Pension, wenn man nach zehnjähriger Dienstzeit ohne eigenes Verschulden dienstunfähig wurde. Die Dienstzeit wurde ab dem beginnenden 19. Lebensjahr gerechnet. Dienstjahre, in denen ein Offizier an einem Feldzug teilgenommen hatte, wurden doppelt gerechnet. Wenn ein Offizier in Kriegsgefangenschaft geriet, wurde ihm nur das Jahr, in welchem er gefangen genommen wurde, angerechnet. Die Jahre in Gefangenschaft blieben anrechnungsfrei, ebenso wie Dienstjahre in einer fremden Armee. Ein weiterer Faktor war das nach der Dienstzeit zu erwartende Einkommen des Pensionärs, wenn dieser über 700 Taler Einkommen erwirtschaftete, wurde die Pension gekürzt. Der Höchstsatz der Pension waren 3000 Taler jährlich.
Wer in seiner Dienstzeit erblindete, einen Arm, einen Fuß, eine Hand oder die Sprache verloren hatte, erhielt, egal wie lange er schon gedient hatte, seinen vollen Sold als Pension ausbezahlt. Die hinterbliebene Witwe und die Kinder eines gestorbenen Offiziers erhielten eine Waisenrente, die Kinder bis zum 18. Lebensjahr und die Witwen bis zum Tode, es sei denn, sie heirateten erneut.
Für Unteroffiziere und Gemeine bestand nach 35 Dienstjahren ebenfalls ein Anspruch auf Pension. Im Falle einer Invalidität wurden sie ebenfalls mit einer Rente versorgt. Die Invalidität wurde in drei Klassen unterteilt:
- 1. Klasse: Vollinvalidität infolge der Dienstausführung
- 2. Klasse: Die Soldaten, welche noch immer einen erheblichen Teil ihres Einkommens selbständig erwerben können
- 3. Klasse: Die Soldaten, welche noch Garnisonsdienst leisten können

Die Pension staffelte sich noch nach Dienstgrad. Im Falle einer Invalidität der Klasse 1 bekam ein Feldwebel monatlich 8 Taler, ein einfacher Soldat und sämtliche Handwerker monatlich 3 Taler. Falls er im Dienst einen Arm, ein Bein, eine Hand, die Sehkraft oder die Sprache verloren hatte, erhielt er eine Aufstockung um 2 bis 3 Taler pro Monat. Im Gegensatz zu den Hinterbliebenen der Offiziere hatten die der Unteroffiziere und einfachen Soldaten keinen Anspruch auf Unterstützung. Nur wenn der Armeeangehörige in einem Feldzug gefallen oder an den Folgen der Kämpfe während des Feldzuges gestorben war, erhielten die Witwen eine monatliche Rente von einem Taler, den Kindern wurden bis zum 18. Lebensjahr monatlich 16 Groschen gewährt.

#### Militärgerichtswesen
Die Militärgerichtsbarkeit wurde in Disziplinarangelegenheiten direkt durch den kommandierenden Offizier (Regimentskommandeur) und bei stärkeren Vergehen und Verbrechen direkt durch die Auditeure des Kriegsgerichtes ausgeübt. Bei jedem Truppenteil sowie auf der Festung Königstein war ein solches Kriegsgericht als Untergericht vorhanden. Des Weiteren bestand in Dresden ein sogenanntes Stabs- und Gouvernementsgericht. Dieses Gericht verhandelte Angelegenheiten, welche mit Vergehen von Generälen, Stabsoffizieren, Regimentskommandeuren, Angehörigen des Artillerie- und Ingenieurskorps, des Hauptzeughauses und der Militärstrafanstalt zu tun hatten.
Die höchste militärische Instanz war das Oberkriegsgericht in Dresden. In Kriminalangelegenheiten entschied dieses Gericht in zweiter und letzter Instanz.
Die gegen Militärangehörige ausgesprochenen Strafen waren:
- Ohne Berücksichtigung des Ranges wurden verhängt: Todesstrafen, Zuchthausstrafe 1. und 2. Grades, Arbeitshausstrafe, Gefängnisstrafe, Geldstrafe und Verweise
- Gegen Offiziere wurden verhängt: Kassation, Festungsarrest 1., 2. oder 3. Grades, einfacher Offiziersarrest
- Gegen Unteroffiziere und Mannschaften wurden verhängt: Ausstoßung aus dem Soldatenstand, Militärarbeitsstrafe 1. und 2. Grades, strenger, mittlerer und einfacher Arrest
- Gegen Gemeine ausschließlich: Flinten-, Sattel- oder Kugeltragen sowie körperliche Züchtigung im Beisein eines Offiziers und eines Arztes

Im Gegensatz zum letzten Jahrhundert unterstanden der Militärgerichtsbarkeit nur Angehörige der Armee, keine Familienangehörigen, auch nicht, wenn sie in den Kasernen lebten.
Mit dem Beitritt Sachsens zum Norddeutschen Bund trat am 4. November 1868 eine neue Militärverfassung in Kraft. Diese Verordnung war die genaue Übernahme der preußischen Militärverfassung und setzte die Militär-Strafgesetzgebung aus dem Jahre 1855 und die Militär-Strafprozessordnung aus dem Jahre 1862 außer Kraft. Am 1. Januar 1868 wurde bereits ein neues Strafgesetzbuch, welches sich in den Strafmaßen und -regeln eng am preußischen orientierte, verabschiedet.